# Personaggi di Pokémon
Il franchise Pokémon, ideato nel 1996 da Satoshi Tajiri, si sviluppa attorno a una serie principale di videogiochi: Pokémon Rosso, Blu, Giallo, Oro, Argento, Cristallo, Rubino, Zaffiro, Smeraldo, Rosso Fuoco, Verde Foglia, Diamante, Perla, Platino, Oro HeartGold, Argento SoulSilver, Nero, Bianco, Nero 2, Bianco 2, X, Y, Rubino Omega, Zaffiro Alpha, Sole, Luna, Ultrasole, Ultraluna, Let's Go, Pikachu!, Let's Go, Eevee!, Spada, Scudo, Diamante Lucente, Perla Splendente, Leggende: Arceus, Scarlatto e Violetto. Tra le tante opere derivate spiccano inoltre la serie televisiva anime Pokémon e il manga Pokémon - La grande avventura.

La lista prende in considerazione solo i personaggi umani; per un elenco dettagliato dei Pokémon consultare le generazioni Pokémon. Alcuni personaggi compaiono in più di un media, spesso nello stesso identico ruolo e a volte in ruoli diversi. La lista include solo le figure apparse per la prima volta nei videogiochi; i personaggi esclusivi dell'anime sono invece elencati in personaggi di Pokémon (serie animata), mentre i personaggi del manga Pokémon - La grande avventura, ispirati a quelli dei videogiochi ma spesso con nomi e ruoli diversi, sono contenuti nella voce omonima.

## Personaggi principali e rivali

### Rosso

Rosso, il protagonista dei videogiochi Pokémon Rosso e Blu, Pokémon Giallo e Pokémon Rosso Fuoco e Verde Foglia

Rosso (レッド?, Reddo) è il protagonista di Rosso, Blu, Giallo e Rosso Fuoco e Verde Foglia. Dopo avere sconfitto Blu viene nominato Campione della Lega Pokémon di Kanto. Compare come avversario finale sul Monte Argento in Oro e Argento, Cristallo e Oro HeartGold e Argento SoulSilver, ed è sfidabile anche in Nero 2 e Bianco 2 e Sole e Luna. Nell'anime Pokémon: Le origini, Rosso ottiene Charmander come Pokémon iniziale, completa il Pokédex e diventa Campione della Lega Pokémon di Kanto. È doppiato da Junko Takeuchi e Massimo Di Benedetto. Rosso appare inoltre in Pokémon Generazioni dove, con l'aiuto di Bulbasaur, cattura un esemplare di Pikachu all'interno del Bosco Smeraldo. Su di lui sono basati i personaggi di Ash Ketchum nell'anime e Rosso nel manga Pokémon Adventures.

### Blu
Blu, chiamato Green (グリーン?, Gurīn) nell'edizione originale giapponese, è il nipote del Professor Oak e il rivale di Rosso in Rosso, Blu, Giallo e Rosso Fuoco e Verde Foglia. Blu veste i panni di Campione della Lega Pokémon di Kanto prima di essere sconfitto da Rosso. In Oro e Argento, Cristallo e Oro HeartGold e Argento SoulSilver diventa capopalestra di Smeraldopoli e conferisce la Medaglia Terra dopo che Giovanni ha abbandonato la palestra. È possibile sfidarlo inoltre in Nero 2 e Bianco 2 e Sole e Luna. Nell'anime Pokémon: Le origini riveste lo stesso ruolo dei videogiochi di prima generazione ed è doppiato da Takuya Eguchi e Federico Viola. Su di lui sono basati i personaggi di Gary Oak nell'anime e Blu nel manga Pokémon Adventures.

### Armonio
Armonio (ヒビキ?, Hibiki) è il protagonista di Oro e Argento e la scelta maschile per il personaggio giocante in Cristallo e Oro HeartGold e Argento SoulSilver. Viene incaricato dal professor Elm di fare una commissione da Mr. Pokémon e per farlo il ricercatore gli consegna un Pokémon iniziale. Per strada incontra il professor Oak, il quale gli consegna il Pokédex. Portata a termine la commissione, Elm incoraggia Armonio a competere alla Lega Pokémon di Johto. Su di lui è basato il personaggio di Oro nel manga Pokémon Adventures.

### Argento
Argento (シルバー?, Shirubā) è il figlio di Giovanni e il rivale in Oro e Argento, Cristallo e Oro HeartGold e Argento SoulSilver. Ruba uno dei due Pokémon iniziali rimasti al Professor Elm e si mette in viaggio per dimostrare la sua forza. Tende a considerare i Pokémon come semplici strumenti e non sopporta i deboli e le sconfitte. Appare anche nell'anime Ash Ketchum, nell'episodio L'eredità, intento a sfidare la Lega Pokémon mentre Bellocchio gli chiede informazioni su suo padre, di cui si sono perse le tracce. È doppiato da Ryōta Ōsaka e Mosè Singh. Su di lui è basato il personaggio di Argento nel manga Pokémon Adventures.

### Kristy
Kristy (クリス?, Kurisu) è la scelta femminile per il personaggio giocante di Cristallo. Su di lei è basato il personaggio di Cristallo nel manga Pokémon Adventures.

### Cetra
Cetra (コトネ?, Kotone) è la scelta femminile per il personaggio giocante di Oro HeartGold e Argento SoulSilver. Nell'anime Cetra appare per la prima volta nel corso dell'episodio Tutto per un uovo! (An Egg Scramble!), in cui viene battuta in un combattimento da Lucinda. Nella regione di Johto ha ottenuto la Medaglia Zefiro e la Medaglia Alveare. Durante la sua apparizione l'allenatrice appare indecisa se svolgere la sua prossima sfida contro Chiara o contro Angelo. È doppiata da Megumi Nakajima e Francesca Bielli.

### Brendon
Brendon (ユウキ?, Yūki) è la scelta maschile per il personaggio giocante di Rubino e Zaffiro, Smeraldo e Pokémon Rubino Omega e Zaffiro Alpha. Nel caso in cui il giocatore scelga lui come personaggio giocante, Brendon sarà il figlio del capopalestra Norman, altrimenti sarà il figlio del professor Birch e il rivale del protagonista. Brendon appare nei lungometraggi Pokémon: Jirachi Wish Maker, Pokémon Ranger e il Tempio del Mare, Pokémon: Giratina e il Guerriero dei Cieli e nell'episodio La visione di Pokémon Generazioni. Su di lui è basato il personaggio di Ruby nel manga Pokémon Adventures.

### Vera
Vera (ハルカ?, Haruka) è la scelta femminile per il personaggio giocante di Rubino e Zaffiro, Smeraldo e Pokémon Rubino Omega e Zaffiro Alpha. Nel caso in cui il giocatore scelga lei come personaggio giocante, Vera sarà la figlia del capopalestra Norman, altrimenti sarà la figlia del professor Birch e la rivale del protagonista. Nell'anime Vera è la figlia di Norman e la sorella di Max. Dopo avere soccorso e ottenuto il suo Pokémon iniziale, Torchic, dal professor Birch, Vera si unisce ad Ash nel suo viaggio attraverso Hoenn e Kanto per diventare una coordinatrice di successo. Sfida i coordinatori Drew, Harley e Solidad e partecipa ai Grand Festival: a Hoenn sconfigge Harley ai sedicesimi di finale e Anthony agli ottavi per poi essere eliminata dal suo principale rivale Drew ai quarti; a Kanto sconfigge Harley agli ottavi e Drew ai quarti per poi essere sconfitta da Solidad alle semifinali. Successivamente si reca da sola nella regione di Johto; torna a Sinnoh per partecipare alla Coppa Adriano dove sconfigge in semifinale Zoey ma viene eliminata in finale da Lucinda. È doppiata da Midori Kawana e Serena Clerici. Su di lei è basato il personaggio di Sapphire nel manga Pokémon Adventures.

### Lino
Lino (ミツル?, Mitsuru) è un ragazzo di Petalipoli che ha il sogno di diventare un allenatore di Pokémon in Rubino e Zaffiro, Smeraldo e Rubino Omega e Zaffiro Alpha. Con l'aiuto del giocatore e del capopalestra Norman cattura il suo primo Pokémon Ralts e inizia il suo viaggio sfidando più volte il giocatore. Nel manga Pokémon Adventures contribuisce a combattere il Team Magma e il Team Idro e a fermare la lotta tra Groudon e Kyogre, proprio per questo aiuta Norman a catturare Rayquaza.

### Lucas
Lucas (コウキ?, Kōki) è la scelta maschile per il personaggio giocante di Diamante e Perla e Platino. Se il giocatore sceglie invece di giocare nei panni di Lucinda, Lucas sarà un assistente del professor Rowan e aiuterà il giocatore nel suo viaggio. Su di lui è basato il personaggio di Diamond nel manga Pokémon Adventures.

### Lucinda
Lucinda (ヒカリ?, Hikari) è la scelta femminile per il personaggio giocante di Diamante e Perla e Platino. Se il giocatore sceglie invece di giocare nei panni di Lucas, Lucinda sarà un'assistente del Professor Rowan e aiuterà il giocatore nel suo viaggio. Nell'anime Lucinda è una ragazza di dieci anni che sogna di diventare una coordinatrice seguendo le orme di sua madre. All'inizio del suo viaggio trova un Pikachu infortunato, che difende dagli attacchi del Team Rocket e incontra Ash Ketchum, proprietario del Pokémon; insieme a lui e a Brock decide di esplorare la regione di Sinnoh. Ottiene un fiocco a Giardinfiorito, uno a Memoride e un altro nella città di Cioccovitopoli. Inoltre vince la Coppa Adriano, sconfiggendo in finale Vera. Partecipa al torneo doppio svoltosi a Cuoripoli in squadra con Conway, durante il quale sono battuti in finale da Ash e Paul. Insieme ai suoi amici affronta e sconfigge il Team Galassia. Dopo avere vinto i cinque fiocchi partecipa al Grand Festival di Sinnoh dove sconfigge ai sedicesimi di finale Ursula e alle semifinali Jessie nei panni di Jessilina, per poi essere sconfitta in finale dalla sua principale rivale Zoey. Nonostante non sia riuscita nel suo obiettivo, decide di seguire Ash nel corso della sua partecipazione alla Lega Pokémon della regione e, terminato il torneo, lascia Ash e Brock per continuare la sua carriera di coordinatrice a Sinnoh. Appare nuovamente nella regione di Unima, dove prende parte al torneo Coppa Junior. Nella competizione riesce a superare il primo turno, ma viene sconfitta ai quarti di finale da Iris. È doppiata da Megumi Toyoguchi e in italiano da Tosawi Piovani (stagioni 10-11) e Ludovica De Caro (dalla stagione 12). Su di lei è basato il personaggio di Lady Platina Berlitz nel manga Pokémon Adventures.

### Barry
Barry (ジュン?, Jun) è il figlio dell'Asso del Parco Lotta Palmer e il migliore amico e rivale del giocatore in Diamante e Perla e Platino. Energico e avventuroso, decide di lasciare la sua città per inseguire il sogno di diventare allenatore di Pokémon, e convince anche il protagonista a intraprendere la stessa avventura. Nell'anime Barry appare per la prima volta nel corso dell'episodio Lo scatenato Barry! (Barry's Busting Out All Over!), in cui mostra di possedere tre medaglie, due delle quali sono la Medaglia Cava e la Medaglia Bosco; successivamente ottiene le restanti cinque, potendo accedere alla Lega Pokémon di Sinnoh. Durante la competizione viene sconfitto da Paul nel corso degli ottavi di finale. Al termine della Lega ammette che Ash è superiore a lui e continua il suo viaggio per poterlo superare un giorno. Su di lui è basato il personaggio di Pearl nel manga Pokémon Adventures. È doppiato da Tatsuhisa Suzuki e Stefano Pozzi.

### Alcide
Alcide (トウヤ?, Tōya) è la scelta maschile per il personaggio giocante di Nero e Bianco. Se il giocatore sceglie invece di giocare nei panni di Anita, Alcide sarà il partner nella lotta multipla del Metrò Lotta. Su di lui è basato il personaggio di Black nel manga Pokémon Adventures.

### Anita
Anita (トウコ?, Tōko) è la scelta femminile per il personaggio giocante di Nero e Bianco. Se il giocatore sceglie invece di giocare nei panni di Alcide, Anita sarà il partner nella lotta multipla del Metrò Lotta. Su di lei è basato il personaggio di White nel manga Pokémon Adventures.

### Komor
Komor (チェレン?, Cheren) è un amico e rivale del giocatore in Nero e Bianco. Ottiene dalla Professoressa Aralia il suo Pokémon iniziale, che sarà del tipo avvantaggiato rispetto allo starter del giocatore. In Nero 2 e Bianco 2 diventa il capopalestra di Alisopoli, specializzato in Pokémon di tipo Normale e custode della Medaglia Base. Nell'anime Komor appare nell'episodio C'è un nuovo capopalestra in città! (There's a New Gym Leader in Town!) in cui Ash Ketchum lo affronta in un incontro di Pokémon venendo sconfitto. È doppiato da Ryōhei Kimura e Lorenzo Scattorin. Nel manga Pokémon Adventures Komor è amico d'infanzia di Black e Belle e parte con loro all'avventura per diventare Campione della Lega Pokémon. Due anni dopo diventa maestro della Scuola Allenatori di Alisopoli.

### Belle
Belle (ベル?, Beru) è un'amica e rivale del giocatore in Nero e Bianco. Ottiene dalla professoressa Aralia il suo Pokémon iniziale, che sarà del tipo svantaggiato rispetto allo starter del giocatore. In Nero 2 e Bianco 2 diventa l'assistente di Aralia e ha il compito di consegnare il Pokémon iniziale al protagonista. Nell'anime Belle appare per la prima volta nel corso dell'episodio Le pulizie di Minccino! (Minccino-Neat and Tidy!) in cui le viene affidato dalla Professoressa Aralia il compito di incontrare Ash Ketchum; affronta Ash ma viene sconfitta. Nonostante la contrarierà del padre, Belle partecipa al Torneo del Club di Lotta e al Torneo Donamite. In quest'ultimo torneo riesce a sconfiggere gli allenatori Diapo e Georgia, tuttavia in entrambe le competizioni la strada le viene sbarrata da Stephan. Una volta ottenute le medaglie necessarie, accede alla Lega di Unima, in cui viene sconfitta da Cameron. È doppiata da Shizuka Itō e Benedetta Ponticelli.

### Sanzo
Sanzo (キョウヘイ?, Kyōhei) è la scelta maschile per il personaggio giocante di Nero 2 e Bianco 2. Se il giocatore sceglie invece di giocare nei panni di Rina, Sanzo sarà il partner nella lotta multipla del Metrò Lotta. Su di lui è basato il personaggio di Lack-two nel manga Pokémon Adventures.

### Rina
Rina (メイ?, Mei) è la scelta femminile per il personaggio giocante di Nero 2 e Bianco 2. Se il giocatore sceglie invece di giocare nei panni di Sanzo, Rina sarà il partner nella lotta multipla del Metrò Lotta. Su di lei è basato il personaggio di Whi-two nel manga Pokémon Adventures.

### Toni
Toni (ヒュウ?, Hyū) è il rivale del protagonista in Nero 2 e Bianco 2. In più di un'occasione sfida il Team Plasma, accusandoli di avere rubato il Purrloin della sorella minore.

### Calem
Calem (カルム?, Karumu) è la scelta maschile per il personaggio giocante di X e Y. Nel caso in cui non venga scelto come personaggio giocante, Calem sarà il rivale della protagonista Serena, affrontandola e aiutandola in svariate occasioni. Nell'episodio La redenzione della serie tv spin-off Pokèmon Generazioni Calem viene intravisto mentre diventa campione della Lega Pokémon di Kalos, poi affronta AZ sconfiggendolo. Su di lui è basato il personaggio di X nel manga Pokémon Adventures.

### Serena
Serena (セレナ?) è la scelta femminile per il personaggio giocante di X e Y. Nel caso in cui non venga scelta come personaggio giocante, Serena sarà la rivale del protagonista Calem, affrontandolo e aiutandolo in svariate occasioni. Nell'anime Serena accompagna Ash Ketchum nel suo viaggio attraverso la regione di Kalos Serena è una allenatrice alle prime armi di Kalos, È una ragazza bella e alla moda che ha già incontrato Ash quando erano più giovani durante il campeggio estivo del Professo Oak durante il quale si sbuccio il ginocchio è venne aiutata da Ash da cui Serena si prenderà un bella cotta. È la figlia di una famosa corridora di Formula Rhyhorn, Primula, ma, non volendo seguire le orme della madre, si mette in viaggio, ma scopre ben presto che il suo sogno è diventare una performer Pokémon. Al termine di XYZ decide di separasi dal gruppo per viaggiare nella regione di Honen per migliorare le sue tecniche; prima di salutarsi confesserà il suo amore per Ash dandogli un bacio. Ritorna in Esplorazioni Pokémon dove viene rivelato che è diventata una performer di successo. È doppiata da Mayuki Makiguchi e Deborah Morese. Su di lei è basato il personaggio di Y nel manga Pokémon Adventures.

### Shana
Shana (サナ?, Sana) è un'amica e rivale del protagonista in X e Y. Ottiene dal Professor Platan un Pokémon iniziale, che sarà svantaggiato rispetto allo starter del giocatore. È energica e curiosa di esplorare la regione di Kalos, ma ancora non sa cosa intende ottenere dalla sua esperienza. Nell'anime Shana è una performer Pokémon. Appare per la prima volta in L'estate delle scoperte! (Summer of Discovery!) dove partecipa al campo estivo organizzato dal Professor Platan, insieme ai suoi amici, Tierno e Trovato; lì conosce Ash Ketchum, Serena, Lem e Clem. Lei e Serena diventano amiche e rivali. Affronta insieme a Tierno e Trovato, in una sfida tripla, Serena, Ash e Lem, venendo sconfitti. Partecipa al Varietà Pokémon di categoria professionisti, ma viene eliminata nella semifinale contro Serena. È doppiata da Mayuki Makiguchi e Martina Felli. Nel manga Pokémon Adventures Shana è un'aspirante stilista di Furfrou.

### Tierno
Tierno (ティエルノ?, Tieruno) è un amico e rivale del protagonista in X e Y. Consegna per conto del Professor Platan il Pokémon iniziale al giocatore. È appassionato di ballo e si impegna a sviluppare nuove coreografie con i suoi Pokémon. Nell'anime Tierno appare per la prima volta in L'estate delle scoperte! (Summer of Discovery!) dove partecipa al campo estivo organizzato dal Professor Platan, insieme ai suoi amici, Shana e Trovato; lì conosce Ash Ketchum, Serena, Lem e Clem. Instaura con Ash un rapporto di rivalità e amicizia. Affronta Ash, Serena e Lem in una sfida tripla insieme a Trovato e Shana, venendo sconfitto. Viene battuto da Astra, ma alla fine riesce a vincere le otto medaglie necessarie per partecipare alla Lega Pokémon di Kalos, in cui viene eliminato da Sandro. È doppiato da Anri Katsu e Gianluca Iacono. Nel manga Pokémon Adventures Tierno è un aspirante ballerino.

### Trovato
Trovato (トロバ?, Toroba) è un amico e rivale del protagonista in X e Y. Ha la passione per la fotografia. Consegna al protagonista il Pokédex per conto del Professor Platan e sfida il giocatore a completarlo prima di lui. Nell'anime Trovato fa la sua prima apparizione in L'estate delle scoperte! (Summer of Discovery!) dove partecipa al campo estivo organizzato dal Professor Platan, insieme ai suoi amici, Shana e Tierno; lì conosce Ash Ketchum, Serena, Lem e Clem. Affronta Ash, Serena e Lem in una sfida tripla insieme a Tierno e Shana, venendo sconfitto. Partecipa alla Lega Pokémon di Kalos affrontando Alan, che lo sconfigge. È doppiato da Minami Fujii e Annalisa Longo. Nel manga Pokémon Adventures Trovato studia per diventare uno scolaro.

### Elio
Elio (ヨウ?, Yō) è la scelta maschile per il personaggio giocante di Sole e Luna e Ultrasole e Ultraluna. Si è trasferito ad Alola da Kanto; nella nuova regione stringe amicizia con Hau e Lylia, e, dopo avere ottenuto un Pokémon iniziale, intraprende il giro delle isole. Nella versione demo di Sole e Luna il suo nome era Sun (サン?, San). Su di lui è basato il personaggio di Sun nel manga Pokémon Adventures.

### Selene
Selene (ミヅキ?, Mizuki) è la scelta femminile per il personaggio giocante di Sole e Luna e Ultrasole e Ultraluna. Si è trasferita ad Alola da Kanto; nella nuova regione stringe amicizia con Hau e Lylia, e, dopo aver ottenuto un Pokémon iniziale, intraprende il giro delle isole. Nella versione demo di Sole e Luna il suo nome era Moon (ムーン?, Mūn). Su di lei è basato il personaggio di Moon nel manga Pokémon Adventures.

### Hau
Hau (ハウ?, Hau) è il nipote del Kahuna Hala e il rivale del protagonista in Sole e Luna. Riceve il Pokémon iniziale svantaggiato rispetto allo starter del protagonista. Generoso e pieno di vita, ha un carattere solare e adora mangiare. Decide di unirsi al giocatore nel giro delle isole, completando le sue sfide in contemporanea con il protagonista. Nel manga Pokémon Adventures Hau partecipa al torneo di Lili, in cui affronta come avversario Iridio venendo sconfitto. Nell'anime Hau appare per la prima volta nel corso dell'episodio Determinazione di pietra! (No Stone Unturned!), in cui conosce Ash Ketchum. Tra i due si instaura un rapporto di rivalità e amicizia. Possiede un esemplare di Dartrix che ha sviluppato un'accesa rivalità con il Rowlet di Ash.

### Lylia
Lylia (リーリエ?, Lilie) è un'amica del protagonista in Sole e Luna e Ultrasole e Ultraluna. È la figlia di Samina e la sorella di Iridio, ma al fine di proteggere un esemplare di Cosmog, che soprannomina Nebulino, fugge dall'Æther Paradise, venendo teletrasportata sull'isola di Mele Mele. Qui viene trovata e soccorsa dalla Professoressa Magnolia, che insieme al professor Kukui la accoglie nel suo laboratorio come assistente. Non ama le lotte Pokémon, preferendo invece la lettura. Nell'anime Lylia appare per la prima volta nell'episodio Alola a una nuova avventura! (Alola to New Adventure!), in cui frequenta la Scuola Pokémon dell'isola Mele Mele e diventa una compagna di classe di Ash. È presentata come una ragazza gentile e di buon cuore che si preoccupa del benessere delle altre persone. Ha paura a interagire fisicamente con i Pokémon a causa di un'esperienza traumatizzante avvenuta durante l'aggressione di Nihilego, che però supererà grazie al Silvally di suo fratello Iridio. È doppiata da Kei Shindō e Giulia Maniglio. Nel manga Pokémon Adventures Lylia appare per la prima volta a Lili viaggiando insieme al suo Cosmog Nebby, il quale viene importunato da un gruppo di Spearow, per poi essere soccorso da Moon, infine in loro aiuto arriva il Pokémon protettore dell'isola Mele Mele Tapu Koko.

### Chase
Chase (カケル?, Kakeru) è la scelta maschile del personaggio giocante in Pokémon Let's Go, Pikachu! e Let's Go, Eevee!.

### Elaine
Elaine (アユミ?, Ayumi) è la scelta femminile del personaggio giocante in Pokémon Let's Go, Pikachu! e Let's Go, Eevee!.

### Trace
Trace (シン?, Shin) è il rivale del giocatore in Pokémon Let's Go, Pikachu! e Let's Go, Eevee!, è di Biancavilla, e il suo Pokémon iniziale sarà Eevee, nella versione Let's Go, Pikachu!, mentre sarà Pikachu in Let's Go, Eevee!. Otterrà il titolo di Campione della regione di Kanto.

### Hop
Hop (ホップ?, Hop) è uno dei rivali del protagonista, e suo alleato, in Spada e Scudo. È il fratello minore di Dandel, e prende parte alla Lega di Galar allo scopo di sconfiggere Dandel e prendere il suo posto come Campione. Lui e il protagonista sconfiggeranno insieme il Pokémon leggendario Eternatus usando Zacian e Zamazenta.

### Beet
Beet (ビート?, Beet) è uno dei rivali del protagonista in Spada e Scudo, è specializzato nei Pokémon di tipo Folletto. partecipa alle lotte in palestra sponsorizzato da Rose, lavorando segretamente per lui accumulando sempre più Desiostelle. Quando il giocatore sconfiggerà Beet alla Lega Pokémon deciderà di sostituire Poppy come nuovo capopalestra di Piquedilly.

### Nemi
Nemi (ネモ?, Nemo) è la rappresentante degli studenti dell'accademia e un'Allenatrice di Rango Campione. Fa amicizia con il giocatore all'inizio dell'avventura e gli fa da guida. Ha una personalità energica e adora le lotte Pokémon, nelle quali eccelle. Non è molto brava tuttavia a lanciare le Poké Ball.
Incontra il giocatore nel giardino della sua casa insieme a tre Pokémon. Dopo che il preside spiega la situazione alla rappresentante, decide anche lei di reiniziare un nuovo viaggio a Paldea con una nuova squadra, scegliendo il Pokémon con tipo svantaggioso rispetto a quello scelto dal giocatore.
Nemi fa da mentore al giocatore, aiutandolo e sfidandolo durante la strada dei Campioni. Quando finalmente il giocatore ha collezionato tutte le medaglie delle palestre e superato la prova della Lega di Paldea, Nemi chiederà al giocatore di essere ufficialmente il suo/la sua rivale, essendo entrambi di rango campione. Poco dopo Nemi sfiderà il giocatore a Mesapoli in una vera e propria sfida fra campioni.
Successivamente Nemi viene reclutata dal giocatore e da Pepe, insieme a Penny, per aiutare la professoressa Olim (in Scarlatto) o il professor Turum (in Violetto) nella Voragine di Paldea. Qui il gruppo scopre i Pokémon Paradosso e cosa è successo veramente al professore.
Dopo questa avventura, Nemi, insieme al preside, organizza il grande torneo scolastico per mostrare a tutto l'istituto la forza del giocatore.
Il giocatore, poi, incontrerà Nemi un paio di volte per l'istituto, in continua ricerca di qualcuno da sfidare, ma nessuno vuole lottare con lei perché viene considerata un prodigio ed un genio delle lotte. Nemi incomincia così a rattristirsi, ma il giocatore cerca di tirarle su il morale. Alla ragazza quindi torna il buon umore, spiegando al giocatore che odia essere chiamata in quel modo, perché semplicemente si è allenata duramente facendo ciò che le piace di più: lottare.
Da quel momento in poi, il giocatore potrà visitare la stanza di Nemi quando vuole.

### Pepe
Pepe (ペパー?, Pepper) è un amico e rivale del giocatore. Anche Pepe frequenta l'Accademia Arancia (in Scarlatto) o l'Accademia Uva (in Violetto), ma in una classe superiore a quella del giocatore. Non è molto bravo nelle lotte Pokémon, ha tuttavia una passione culinaria e vuole creare piatti che facciano bene alla salute dei Pokémon. Affronta insieme al giocatore, Nemi, Penny e tutti gli altri studenti la ricerca di tesori affidata loro dal preside Clavel.
Figlio unico del professore del gioco, appena nato viene abbandonato dal padre (in Scarlatto) o dalla madre (in Violetto). Non ha visto molto durante la sua infanzia il suo unico genitore, per via della sua devozione per le sue ricerche. A causa di ciò non ha una buona relazione con la madre (in Scarlatto) o col padre (in Violetto) ed è diventato indipendente molto presto, imparando a cucinare e pulire, con unico compagno il suo fedele Mabosstiff.
Prima delle vicende di Scarlatto e Violetto, la professoressa Olim (in Scarlatto) o il professor Turum (in Violetto) porta al laboratorio del Sentiero di Dosilla Koraidon (in Scarlatto) o Miraidon (in Violetto), dicendo a Pepe di tenerlo nascosto qui. Ma, un giorno, scappa ed attacca un pokémon selvatico. Alcuni abitanti assistono all'incontro ed il professore è dunque costretto a riportarlo all'Area Zero. Pepe non li rivedrà più fino all'inizio della storia. Questo porta Pepe ad odiare il Pokémon perché pensa che gli ha portato via l'unico genitore che aveva.
Pepe decide di avventurarsi per l'Area Zero per cercare la madre (in Scarlatto) o il padre (in Violetto) con Mabosstiff, ma quest'ultimo viene ferito gravemente da un pokémon mai visto prima con sembianze antiche (in Scarlatto) o metalliche (in Violetto) ed è costretto a chiamare un Volotaxi. Prova a portare Mabosstiff al Centro Pokémon, ma non riescono a curarlo, neanche con delle pozioni, quindi decide di saltare scuola per cercare una cura.
Incontra il giocatore, Nemi e Koraidon (in Scarlatto) o Miraidon (in Violetto) vicino al faro del sentiero di Dosilla, la sua vecchia casa, dove era andato a cercare qualcosa che potesse aiutare il suo Pokémon, ma trova soltanto il misterioso Libro scarlatto (in Scarlatto) o il Libro violetto (in Violetto). Appena Nemi nomina il nome del genitore, Pepe si arrabbia. Dopo aver scoperto cosa è successo, sfida il giocatore ad una battaglia per testare se riesce o no a controllare il pokémon paradosso. Dopo la sconfitta, consegna al giocatore la Poké Ball di Koraidon (in Scarlatto) o di Miraidon (in Violetto) e corre verso l'Accademia.
Dopo la prima classe del giocatore, Pepe gli chiede di aiutarlo a sconfiggere i Pokémon Dominanti così da poter creare, grazie alle spezie che nascondono, delle ricette per curare qualsiasi pokémon.
Durante il sentiero leggendario, il giocatore aiuta Pepe, che si comincia a fidare sempre più di lui, tanto da raccontare il vero motivo di questa spedizione: salvare il suo Mabosstiff.
Dopo aver curato completamente Mabosstiff e Koraidon (in Scarlatto) o Miraidon (in Violetto), la professoressa Olim (in Scarlatto) o il professor Turum (in Violetto) gli contatta chiedendo loro di raggiungerla/-o nell'Area Zero. Pepe è riluttante, ma dopo che il giocatore accetta, accetta anche lui. Prima di ciò, Pepe sfida il giocatore.
Entrati nell'Area Zero, scopre la realtà sui pokémon paradosso, che avevano attaccato lui e Mabosstiff tempo fa, e su sua madre (in Scarlatto) o suo padre (in Violetto) che è morta\-o e che dall'inizio stavano parlando con un IA.
Pepe incomincia a riflettere su sé stesso, cercando per la scuola notizie su sua madre (in Scarlatto) o suo padre (in Violetto), parlando anche col preside, che gli spiega che il suo ufficio un tempo era il luogo di ricerca del professore, quando era studente. Insieme al giocatore legge la copia del Libro scarlatto (in Scarlatto) o del Libro Violetto (in Violetto) presente nell'atrio, chiedendosi come sia possibile che siano descritti i Pokémon Paradosso se la macchina del tempo è stata costruita 10 anni dopo. Infine invita il giocatore nella sua stanza dove gli spiega che vuole diventare un cuoco per aiutare i Pokémon feriti come hanno fatto loro con Mabosstiff.

### Rubra
Rubra (ゼイユ?, Seille)
È la sorella maggiore di Riben. È originaria della regione di Nordivia.

## Capipalestra

### Capipalestra di Kanto
Il capopalestra di Smeraldopoli in Rosso, Blu, Giallo e Rosso Fuoco e Verde Foglia è il capo del Team Rocket Giovanni. In seguito alla sua scomparsa in Oro e Argento, Cristallo e Oro HeartGold e Argento SoulSilver, il suo posto viene preso da Blu.

#### Brock
Brock (タケシ?, Takeshi) è il capopalestra di Plumbeopoli in Rosso, Blu, Giallo, Rosso Fuoco e Verde Foglia, Oro e Argento, Cristallo e Oro HeartGold e Argento SoulSilver. Usa Pokémon di tipo Roccia e conferisce la Medaglia Sasso. Nell'anime Brock lascia la sua palestra per seguire Ash Ketchum nel suo viaggio. È doppiato da Yūji Ueda e in italiano da Nicola Bartolini Carrassi, Luca Bottale (a partire dal 2001 e nel ridoppiaggio) e Federico Zanandrea (Pokémon: Le origini). Nel manga Pokémon Adventures contrasta il Team Rocket a Zafferanopoli e i Superquattro di Kanto. Nel torneo dei capipalestra viene sconfitto da Jasmine.

#### Misty
Misty (カスミ?, Kasumi) è la capopalestra di Celestopoli in Rosso, Blu, Giallo, Rosso Fuoco e Verde Foglia, Oro e Argento, Cristallo e Oro HeartGold e Argento SoulSilver. Usa Pokémon di tipo Acqua e conferisce la Medaglia Cascata. Nell'anime Misty lascia la sua palestra per seguire Ash Ketchum nel suo viaggio. È doppiata da Mayumi Iizuka, e in italiano da Alessandra Karpoff e Benedetta Ponticelli (ridoppiaggio). Nel manga Pokémon Adventures aiuta a combattere il Team Rocket, i Superquattro di Kanto e Maschera di Ghiaccio. Nel torneo dei capipalestra sconfigge Chiara.

#### Lt. Surge
Lt. Surge (マチス?, Machisu) è il capopalestra di Aranciopoli in Rosso, Blu, Giallo, Rosso Fuoco e Verde Foglia, Oro e Argento, Cristallo e Oro HeartGold e Argento SoulSilver. Usa Pokémon di tipo Elettro e conferisce la Medaglia Tuono. È un ex militare che però ha mantenuto il suo grado di tenente. Era pilota di aerei, ed usava i Pokémon di tipo Elettro per potenziare i suoi velivoli; tale tecnica gli ha salvato la vita almeno una volta in guerra.
Unico capopalestra di origine statunitense, nella versione originale del gioco Surge parla a stenti il giapponese e con un'evidente inflessione, resa tramite la trascrizione in katakana delle sue battute. Nell'anime Lt. Surge appare per la prima volta nel corso dell'episodio Un incontro da elettroshock (Electric Shock Showdown) in cui possiede un Raichu. Durante la prima battaglia sconfigge facilmente Ash, ma nella seconda viene battuto dal suo Pikachu. È doppiato da Fumihiko Tachiki e in italiano da Riccardo Lombardo e Ivo De Palma (ridoppiaggio). Nel manga Pokémon Adventures Lt. Surge è uno dei tre generali del Team Rocket e ruba i Pokémon degli allenatori su ordine di Giovanni, ma su una nave viene sconfitto da Rosso. Successivamente cattura Zapdos, ma a Zafferanopoli viene sconfitto di nuovo da Rosso e Zapdos viene liberato. Torna due anni dopo per sconfiggere i Superquattro di Kanto che vogliono sterminare l'umanità: a questo scopo combatte con Bill contro Bruno, ma i due vengono salvati dalla sconfitta dall'arrivo di Rosso. Un anno dopo tenta di fermare il piano di Maschera di Ghiaccio, ma viene irrimediabilmente sconfitto.

#### Erika
Erika (エリカ?) è la capopalestra di Azzurropoli in Rosso, Blu, Giallo, Rosso Fuoco e Verde Foglia, Oro e Argento, Cristallo e Oro HeartGold e Argento SoulSilver. Usa Pokémon di tipo Erba e conferisce la Medaglia Arcobaleno. Nell'anime Erika appare per la prima volta nel corso dell'episodio La città dei profumi (Pokémon Scent-sation). La sua sfida contro Ash è interrotta a causa del Team Rocket, ma nonostante tutto Erika consegna ugualmente a Ash la sua medaglia. È doppiata da Kyoko Hikami e in italiano da Loredana Nicosia e Jolanda Granato (ridoppiaggio). Nel manga Pokémon Adventures Erika è il capo dei capipalestra di Kanto e, insieme a Brock, Misty e gli abitanti di Azzurropoli, aiuta a combattere il Team Rocket e i Superquattro.

#### Sabrina

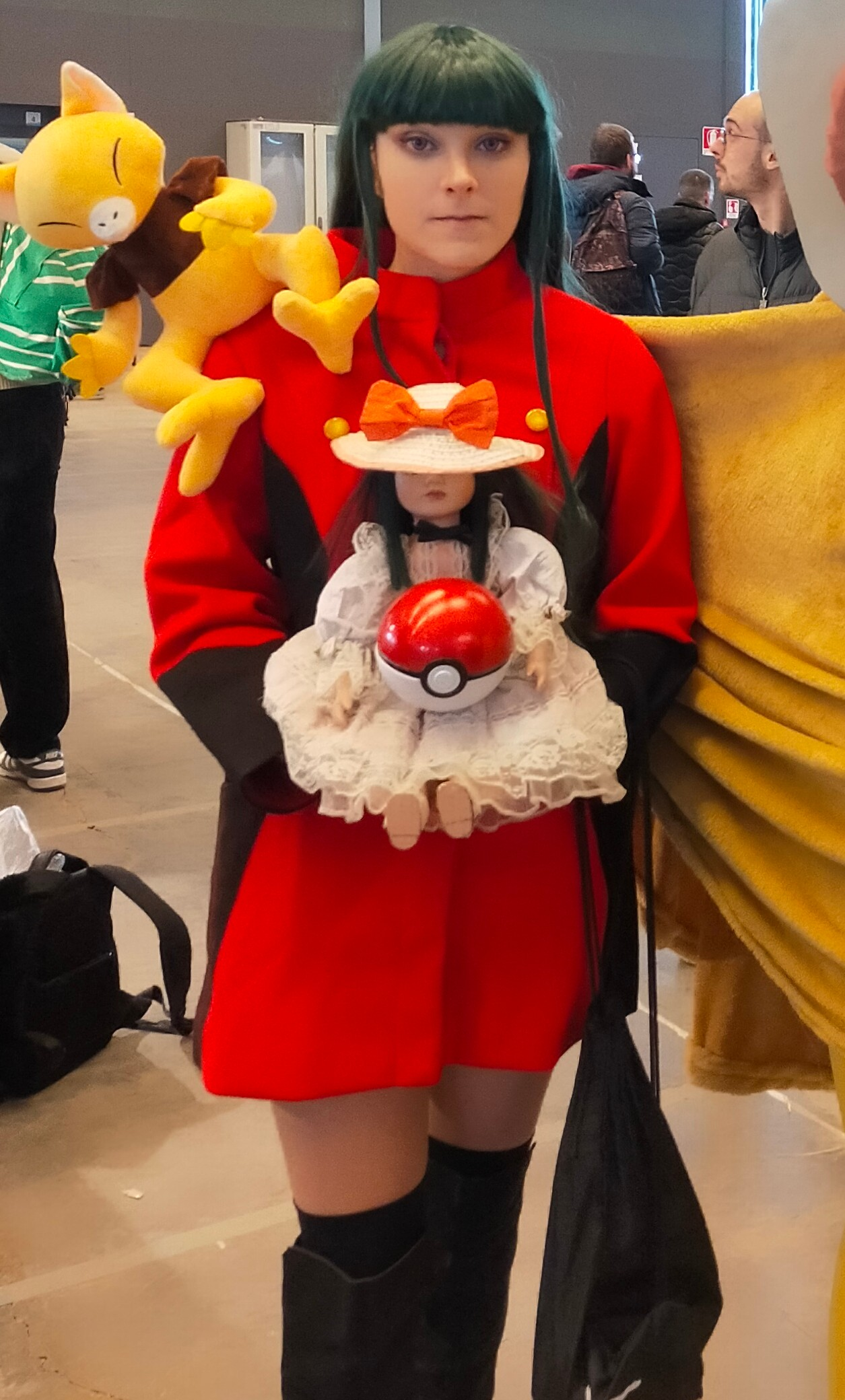
Cosplay di Sabrina

Sabrina (ナツメ?, Natsume) è la capopalestra di Zafferanopoli in Rosso, Blu, Giallo, Rosso Fuoco e Verde Foglia, Oro e Argento, Cristallo e Oro HeartGold e Argento SoulSilver. Usa Pokémon di tipo Psico e conferisce la Medaglia Palude. Nell'anime Sabrina appare per la prima volta nel corso dell'episodio Sabrina (Abra and the Psychic Showdown) in cui sconfigge Ash Ketchum. La capopalestra possiede un esemplare di Abra che si evolve successivamente in Kadabra. Sabrina da piccola non era mai riuscita ad avere degli amici, a causa dei continui allenamenti a cui era sottoposta per sviluppare i suoi poteri, e ciò portò a una divisione della sua personalità in un'algida Sabrina adulta e in una Sabrina bambina in cerca di amici. L'Haunter di Ash pone fine alla situazione facendo ridere la Sabrina adulta e riunendola al suo alter ego. Nell'episodio Haunter contro Kadabra (Haunter Versus Kadabra) Ash la sconfigge e le dona il suo Haunter. È doppiata da Kae Araki e in italiano da Laura Brambilla e Cinzia Massironi (ridoppiaggio). Nel manga Pokémon Adventures Sabrina è affiliata al Team Rocket; su ordine di Giovanni rapisce Moltres e il professor Oak allo scopo di farsi rivelare dove si trova Mewtwo. Durante la battaglia a Zafferanopoli viene trattenuta da Verde, e quando giungono sul campo anche Rosso e Blu, Sabrina unisce Moltres ad Articuno e Zapdos creando Zapmolcuno, ma alla fine i tre allenatori riescono a batterla e a liberare i tre Pokémon leggendari. Sabrina torna due anni dopo per aiutare a combattere i Superquattro di Kanto, affrontando Lorelei insieme a Verde (Green).

#### Koga
Koga (キョウ?, Kyō) è il capopalestra di Fucsiapoli in Rosso, Blu, Giallo e Rosso Fuoco e Verde Foglia. Usa Pokémon di tipo Veleno e conferisce la Medaglia Anima. In Oro e Argento, Cristallo e Oro HeartGold e Argento SoulSilver entra a fare parte dei Superquattro di Johto venendo sostituito alla guida della palestra di Fucsiapoli dalla figlia Nina. Nell'anime Koga appare per la prima volta nel corso dell'episodio La villa dei ninja (The Ninja Poké-Showdown), in cui viene sconfitto da Ash. È doppiato da Hōchū Ōtsuka e Riccardo Lombardo. Nel manga Pokémon Adventures Koga è uno dei tre generali del Team Rocket (insieme a Lt. Surge e Sabrina) e riceve da Giovanni il compito di catturare Articuno: la missione va a buon fine, ma Koga viene infine sconfitto da Rosso e Blu a Zafferanopoli insieme al resto del Team Rocket e Articuno viene liberato. Si ripresenta due anni dopo per aiutare il gruppo a sconfiggere i Superquattro di Kanto che vogliono sterminare l'umanità, combattendo insieme a Blue contro Agatha. Dopo la battaglia sparisce nel nulla e il suo posto di capopalestra a Fucsiapoli viene preso da sua figlia Nina. Un anno più tardi, dopo la sconfitta di Maschera di Ghiaccio, lascia il crimine e istituisce i Superquattro di Johto con Bruno, Karen e Pino.

#### Blaine
Blaine (カツラ?, Katsura) è il capopalestra dell'Isola Cannella in Rosso, Blu, Giallo, Rosso Fuoco e Verde Foglia e delle Isole Spumarine in Oro e Argento, Cristallo e Oro HeartGold e Argento SoulSilver. È specializzato in Pokémon di tipo Fuoco e conferisce la Medaglia Vulcano. Ama mettere alla prova i suoi sfidanti con quiz e indovinelli. Nell'anime Blaine appare per la prima volta nel corso dell'episodio L'uomo degli indovinelli (Riddle Me This). Dopo essere stato battuto la prima volta Ash sconfigge il capopalestra in Sfida vulcanica (Volcanic Panic), grazie all'aiuto del suo Charizard. È doppiato da Toshiya Ueda e Gianfranco Gamba. Nel manga Pokémon Adventures Blaine è un ex scienziato del Team Rocket che ha abbandonato il gruppo perché contrario ai suoi metodi e ai suoi obiettivi. In seguito con l'aiuto di Rosso cattura Mewtwo, con il quale aiuta Giallo nel combattere Lance per impedirgli di distruggere l'umanità. Nel torneo dei capipalestra sconfigge Sandra. Ottiene poi Entei per la sfida con Maschera di Ghiaccio. In seguito Blaine aiuta Blu e X nella lotta contro Elisio, ma viene sconfitto da Zygarde.

#### Nina
Nina (アンズ?, Anzu) è la figlia di Koga, succedutagli come capopalestra di Fucsiapoli in Oro e Argento, Cristallo e Oro HeartGold e Argento SoulSilver dopo che il padre si unisce ai Superquattro di Johto. Usa Pokémon di tipo Veleno e conferisce la Medaglia Anima. Nel manga Pokémon Adventures Nina diventa capopalestra di Fucsiapoli quando il padre Koga sparisce dopo la battaglia con i Superquattro di Kanto. Il padre e Giovanni hanno cercato di farla unire al Team Rocket, ma lei ha sempre rifiutato. Nel torneo dei capipalestra si ritira dalla battaglia con Valerio.

### Capipalestra di Johto

#### Valerio
Valerio (ハヤト?, Hayato) è il capopalestra di Violapoli in Oro e Argento, Cristallo e Oro HeartGold e Argento SoulSilver. È specializzato in Pokémon di tipo Volante e conferisce la Medaglia Zefiro. Nell'anime Valerio appare per la prima volta nel corso dell'episodio Un incontro importante (Fighting Flyer with Fire), in cui viene sconfitto da Ash. È doppiato da Akira Ishida e Luca Sandri. Nel manga Pokémon Adventures nel torneo dei capipalestra Valerio vince per abbandono l'incontro con Nina.

#### Raffaello
Raffaello (ツクシ?, Tsukushi) è il capopalestra di Azalina in Oro e Argento, Cristallo e Oro HeartGold e Argento SoulSilver. È specializzato in Pokémon di tipo Coleottero e conferisce la Medaglia Alveare. Nell'anime Raffaello appare nel corso dell'episodio Una palestra immersa nel verde (Gettin' The Bugs Out), in cui viene sconfitto da Ash. È doppiato da Hiromi Ishikawa e Monica Bonetto. Nel manga Pokémon Adventures Raffaello collabora nella lotta contro Maschera di Ghiaccio.

#### Chiara
Chiara (アカネ?, Akane) è la capopalestra di Fiordoropoli in Oro e Argento, Cristallo e Oro HeartGold e Argento SoulSilver. È specializzata in Pokémon di tipo Normale e conferisce la Medaglia Piana. Nell'anime Chiara appare negli episodi Una grande occasione (A Goldenrod Opportunity) e Latte per tutti (A Dairy Tale Ending). La capopalestra sconfigge inizialmente Ash Ketchum, ma in seguito l'allenatore ha la meglio. È doppiata da Yūko Miyamura e Marcella Silvestri. Nel manga Pokémon Adventures Chiara è l'unica capopalestra a non essere sfidata da Suicune in cambio del suo aiuto nella lotta contro Maschera di Ghiaccio, in quanto ritenuta troppo debole. Nel torneo dei capipalestra viene sconfitta da Misty.

#### Angelo
Angelo (マツバ?, Matsuba) è il capopalestra di Amarantopoli in Oro e Argento, Cristallo e Oro HeartGold e Argento SoulSilver. È specializzato in Pokémon di tipo Spettro e conferisce la Medaglia Nebbia. Nell'anime Angelo appare negli episodi consecutivi La torre di latta (A Ghost of a Chance) e Una tappa importante (From Ghost to Ghost), in cui viene sconfitto da Ash, e ne I campanelli rubati (For Ho-Oh the Bells Toll). Nel manga Pokémon Adventures Angelo è un grande amico di Eugenius e lo aiuta nella ricerca di Suicune. È doppiato da Lorenzo Scattorin.

#### Furio
Furio (シジマ?, Shijima) è il capopalestra di Fiorlisopoli in Oro e Argento, Cristallo e Oro HeartGold e Argento SoulSilver. È specializzato in Pokémon di tipo Lotta e conferisce la Medaglia Tempesta. Nell'anime Furio appare per la prima volta nel corso dell'episodio Una prova di forza (Machoke, Machoke Man) dove viene battuto da Ash. È doppiato da Nobuaki Kakuda e Mario Zucca. Nel manga Pokémon Adventures Furio è stato il mentore di Blu. Aiuta a combattere il Neo Team Rocket di Maschera di Ghiaccio e, nel torneo dei capipalestra, viene sconfitto proprio da Blu.

#### Jasmine
Jasmine (ミカン?, Mikan) è la capopalestra di Olivinopoli in Oro e Argento, Cristallo e Oro HeartGold e Argento SoulSilver. È specializzata in Pokémon di tipo Acciaio e conferisce la Medaglia Minerale. È inoltre presente nei videogiochi Diamante e Perla e Platino. Nell'anime Jasmine appare in Avventure al faro! (Fight for the Light) e Nervi d'acciaio (Nerves of Steelix), in cui viene battuta da Ash. Ricompare a Sinnoh dove fa da maestra a Kenny dopo il suo flop al Grand Festival e dove viene battuta in un'amichevole da Vulcano. È l'allenatrice di Amphy, l'Ampharos che vive nel faro di Olivinopoli. È doppiata da Yumi Kakazu e in italiano da Loredana Nicosia (ep. 210), Sonia Mazza (ep. 226) e Francesca Bielli (stagione 13). Nel manga Pokémon Adventures Jasmine aiuta a combattere il Neo Team Rocket e, nel torneo dei capipalestra, sconfigge Brock.

#### Alfredo
Alfredo (ヤナギ?, Yanagi) è il capopalestra di Mogania in Oro e Argento, Cristallo e Oro HeartGold e Argento SoulSilver. È specializzato in Pokémon di tipo Ghiaccio e conferisce la Medaglia Gelo. Nell'anime Alfredo compare per la prima volta in Un progetto malvagio (seconda parte) (Rage Of Innocence). Ash lo affronta con il suo Phanpy nell'episodio Freddo come il ghiaccio (Cold as Pryce!) ma Alfredo lo batte facilmente, poi nell'episodio successivo Un incontro glaciale (Nice Pryce Baby), Ash lo affronta nuovamente vincendo la sua medaglia a causa del ritiro di Alfredo. È doppiato da Motomu Kiyokawa e Enrico Bertorelli. Nel manga Pokémon Adventures Alfredo è raffigurato come un anziano costretto a usare una sedia a rotelle. Dietro alla sua aria innocente nasconde in realtà l'identità di Maschera di Ghiaccio (マスク・オブ・アイス?, Masuku obu Aisu), il capo del Neo Team Rocket che mira a conquistare Johto e Kanto. Ha al suo servizio i Masked Children rapiti dalle loro famiglie quando erano bambini: Karen, Pino, Shum e Kart, e in precedenza anche Silver e Green ma che erano riusciti a scappare. Durante lo scontro finale entra in una dimensione temporale grazie a Celebi; ma Oro libera il Pokémon e sigilla Alfredo nella dimensione alternativa. Liberato in seguito da Celebi, Alfredo si allea con Giovanni e Lance per aiutare Oro, Argento e Cris nella lotta contro Archer.

#### Sandra
Sandra (イブキ?, Ibuki) è la cugina di Lance e la capopalestra di Ebanopoli in Oro e Argento, Cristallo e Oro HeartGold e Argento SoulSilver. È specializzata in Pokémon di tipo Drago e conferisce la Medaglia Levante. Nell'anime Sandra appare per la prima volta nel corso dell'episodio L'ultima Medaglia (Beauty is Skin Deep) Viene sfidata e sconfitta da Ash. Iris la affronta venendo però sconfitta. È doppiata da Yūko Mita, Maddalena Vadacca e Deborah Morese (stagione 16). Nel manga Pokémon Adventures Sandra partecipa alla battaglia contro Maschera di Ghiaccio e nel torneo dei capipalestra viene sconfitta da Blaine.

### Capipalestra di Hoenn

#### Petra
Petra (ツツジ?, Tsutsuji) è la capopalestra di Ferrugipoli in Rubino e Zaffiro, Smeraldo e Rubino Omega e Zaffiro Alpha. È specializzata in Pokémon di tipo Roccia e conferisce la Medaglia Pietra. Nell'anime Petra appare per la prima volta nel corso dell'episodio Tutti a scuola (Gonna Rule The School!). Nell'episodio successivo viene sconfitta da Ash. È doppiata da Yuri Shiratori e Renata Bertolas. Nel manga Pokémon Adventures collabora nella lotta contro il Team Magma e il Team Idro e per interrompere la battaglia tra Groudon e Kyogre.

#### Rudi
Rudi (トウキ?, Tōki) è il capopalestra di Bluruvia in Rubino e Zaffiro, Smeraldo e Rubino Omega e Zaffiro Alpha. È specializzato in Pokémon di tipo Lotta e conferisce la Medaglia Pugno. Nell'anime Rudi appare per la prima volta nel corso dell'episodio Sull'onda dell'entusiasmo (Brave the Wave) durante il quale sconfigge in battaglia Ash. Ricompare in L'uragano (A Meditite Fight) e nella puntata successiva viene battuto da Ash. È doppiato da Kōhei Kiyasu e Marcello Cortese. Nel manga Pokémon Adventures contribuisce alla battaglia contro il Team Magma e il Team Idro, sconfiggendo il generale Magma Hank.

#### Walter
Walter (テッセン?, Tessen) è il capopalestra di Ciclamipoli in Rubino e Zaffiro, Smeraldo e Rubino Omega e Zaffiro Alpha. È specializzato in Pokémon di tipo Elettro e conferisce la Medaglia Dinamo. Nell'anime Walter appare per la prima volta nel corso dell'episodio Incontro scioccante (Watt's with Wattson?), in cui viene sconfitto da Ash Ketchum e cattura un Electrike. Il capopalestra compare nuovamente in Incontri tra amici (Manectric Charge!) dove il suo Electrike si evolve in Manectric e batte in un'amichevole Ash. È doppiato da Ken'ichi Ogata e Pietro Ubaldi. Nel manga Pokémon Adventures Walter partecipa alla battaglia contro il Team Magma e il Team Idro, sconfiggendo il generale Idro Shelly.

#### Fiammetta
Fiammetta (アスナ?, Asuna) è la capopalestra di Cuordilava in Rubino e Zaffiro, Smeraldo e Rubino Omega e Zaffiro Alpha. È specializzata in Pokémon di tipo Fuoco e conferisce la Medaglia Fiamma. Nell'anime Fiammetta appare per la prima volta nel corso dell'episodio Una Capopalestra inesperta (Poetry Commotion!), in cui viene sconfitta da Ash. È doppiata da Rio Natsuki e Renata Bertolas. Nel manga Pokémon Adventures Fiammetta è una grande amica di Alice e sembra avere una relazione con Ottavio, generale del Team Magma. Collabora alla lotta contro il Team Magma e il Team Idro.

#### Norman
Norman (センリ?, Senri) è il capopalestra di Petalipoli in Rubino e Zaffiro, Smeraldo e Rubino Omega e Zaffiro Alpha. È specializzato in Pokémon di tipo Normale e conferisce la Medaglia Armonia. Nei giochi è inoltre il padre del protagonista Brendon o Vera a seconda della scelta del giocatore. Nell'anime Norman è il padre di Vera e Max. Appare per la prima volta nel corso dell'episodio Il fratellino (There's no Place Like Hoenn), mentre ne Il Quinto Obiettivo (Balance of Power) Ash lo sconfigge guadagnando la sua medaglia. È doppiato da Jūrōta Kosugi e Paolo Sesana. Nel manga Pokémon Adventures Norman è il padre di Ruby e partecipa alla battaglia contro il Team Magma e il Team Idro. Allo scopo di calmare Groudon e Kyogre cattura temporaneamente Rayquaza con l'aiuto di Lino. Successivamente muore a causa del controllo su Rayquaza senza un supporto, ma viene riportato in vita da Ruby e Celebi.

#### Alice
Alice (ナギ?, Nagi) è la capopalestra di Forestopoli in Rubino e Zaffiro, Smeraldo e Rubino Omega e Zaffiro Alpha. È specializzata in Pokémon di tipo Volante e conferisce la Medaglia Piuma. Nell'anime Alice appare per la prima volta nel corso dell'episodio Arrivo a Forestopoli! (Who's Flying Now?). Nella puntata Una sfida nel blu (Sky High Gym Battle!) combatte e viene sconfitta da Ash Ketchum. È doppiata da Hyōsei e Laura Brambilla. Nel manga Pokémon Adventures Alice è la leader dei capipalestra di Hoenn e collabora a sconfiggere il Team Magma e il Team Idro.

#### Tell & Pat
Tell & Pat (フウとラン?, Fū to Ran) sono due gemelli capipalestra di Verdeazzupoli in Rubino e Zaffiro, Smeraldo e Rubino Omega e Zaffiro Alpha. Sono specializzati in Pokémon di tipo Psico e conferiscono la Medaglia Mente. Nell'anime Tell & Pat appaiono per la prima volta nel corso dell'episodio Il centro spaziale (It's Still Rocket Roll to Me!) e nell'episodio successivo vengono battuti da Ash. Tell è doppiato da Takahiro Mizushima e Paolo De Santis e Pat da Chisa Yokoyama e Giovanna Papandrea. Nel manga Pokémon Adventures Tell & Pat contribuiscono alla battaglia contro il Team Magma e il Team Idro.

#### Adriano
Adriano (ミクリ?, Mikuri) è il capopalestra di Ceneride in Rubino e Zaffiro e Rubino Omega e Zaffiro Alpha. È specializzato in Pokémon di tipo Acqua e conferisce la Medaglia Pioggia. In Pokémon Smeraldo prende il posto di Rocco Petri come Campione della Lega Pokémon di Hoenn, mentre il suo posto come capopalestra di Ceneride viene preso dal suo maestro Rodolfo. Nell'anime Adriano è un capocoordinatore che istituisce ogni anno una Gara Pokémon denominata Coppa Adriano. Al vincitore del torneo consegna un Fiocco Acqua. Al contrario degli altri Fiocchi presenti nell'anime è l'unico che può fare accedere direttamente al Gran Festival di qualsiasi regione. È doppiato da Toshiyuki Morikawa e Ruggero Andreozzi. Nel manga Pokémon Adventures Adriano cattura temporaneamente Registeel con Rocco Petri allo scopo di fermare la lotta tra i Groudon e Kyogre. Durante lo scontro con il Team Magma e il Team Idro, Rocco lo nomina Campione di Hoenn al suo posto, in quanto aveva capito che sarebbe morto in battaglia.

#### Rodolfo
Rodolfo (アダン?, Adan) è il mentore di Adriano, succedendogli come capopalestra di Ceneride in Pokémon Smeraldo, dopo che Adriano diventa Campione della Lega Pokémon. È specializzato in Pokémon di tipo Acqua e conferisce la Medaglia Pioggia. Nell'anime Rodolfo è il capopalestra di Ceneride; appare per la prima volta nel corso dell'episodio Capopalestra e gentiluomo (The Great Eight Fate!) e nella puntata successiva viene battuto da Ash. È doppiato da Shō Hayami e Claudio Moneta. Nel manga Pokémon Adventures Rodolfo è l'ex capopalestra di Ceneride che ha lasciato la carica a favore del suo allievo Adriano, ma dopo che Rocco Petri nomina Adriano Campione di Hoenn, Rodolfo decide di tornare capopalestra. Contribuisce alla lotta contro il Team Magma e il Team Idro.

### Capipalestra di Sinnoh

#### Pedro
Pedro (ヒョウタ?, Hyouta) è il capopalestra di Mineropoli in Diamante e Perla e Platino. Usa Pokémon di tipo Roccia e conferisce la Medaglia Carbone. È il figlio del capopalestra Ferruccio. Nell'anime Pedro appare per la prima volta nell'episodio La prima Gara (Shapes of Things to Come) durante il quale viene sconfitto da Paul. Ash sconfigge il capopalestra nel corso di La sfida contro Rampardos (O'er the Rampardos we Watched) dopo avere perso una volta contro di lui. Ricompare in Vecchi affari di famiglia (Ancient Family Matters!) dove va a trovare il padre Ferruccio e combatte con lui, anche se lo scontro viene interrotto da Team Rocket. Nell'episodio successivo Trattare con chi sta sulla difensiva (Dealing With Defensive Types!) fa da arbitro nell'incontro tra suo padre e Ash. È doppiato da Masataka Azuma e in italiano da Patrizio Prata (stagione 10) e Davide Albano (stagione 12). Nel manga Pokémon Adventures collabora nella lotta con il Team Galassia.

#### Gardenia
Gardenia (ナタネ?, Natane) è la capopalestra di Evopoli in Diamante e Perla e Platino. Usa Pokémon di tipo Erba e conferisce la Medaglia Bosco. Nell'anime Gardenia appare per la prima volta nel corso dell'episodio ... La ricerca continua! (The Grass-Type is Always Greener), e viene sconfitta da Ash in L'esperta di Pokémon d'erba (The Grass Menagerie!) dopo averlo battuto in un'amichevole. Ottiene inoltre il Cacnea di James in Addio, Cacnea! (Once There Were Greenfields). È doppiata da Chieko Honda, Elisabetta Spinelli (stagione 10) e Benedetta Ponticelli (stagione 11). Nel manga Pokémon Adventures Gardenia dona il suo esemplare di Cherrim a Platina.

#### Marzia
Marzia (スモモ?, Sumomo) è la capopalestra di Rupepoli in Diamante e Perla e Platino. Usa Pokémon di tipo Lotta e conferisce la Medaglia Ciottolo. In Oro HeartGold e Argento SoulSilver è possibile incontrare Marzia nel corso di una competizione mangereccia e prende parte al Pokéathlon. Nell'anime Marzia inizialmente non vuole più svolgere il ruolo di capopalestra a causa di una pesante sconfitta subita da Paul, ma grazie a Lucinda e un incontro vinto contro di lei ritrova la carica e combatte con Ash. È doppiata da Aya Endō e Francesca Bielli.

#### Omar
Omar (マキシマム仮面?, Makishimamu Kamen) è il capopalestra di Pratopoli in Diamante e Perla e Platino. Usa Pokémon di tipo Acqua e conferisce la Medaglia Acquitrino. È un wrestler professionale che indossa sempre una maschera da luchador ed è conosciuto in tutta Sinnoh; fa diverse apparizioni anche in Oro HeartGold e Argento SoulSilver. Nell'anime Omar appare per la prima volta nel corso dell'episodio Il Festival di Croagunk (Cream of the Croagunk Crop!). Ash lo sconfigge in La quarta Medaglia di Sinnoh! (A Crasher Course in Power!). È doppiato da Tetsu Inada e Matteo Zanotti.

#### Fannie
Fannie (メリッサ?, Melissa) è la capopalestra di Cuoripoli in Diamante e Perla e Platino. Usa Pokémon di tipo Spettro e conferisce la Medaglia Vestigia. Parla con un accento straniero, che è inglese nella versione originale dei giochi e francese in quella italiana. Sebbene Cuoripoli appaia presto nei giochi, in Diamante e Perla Fannie rifiuta la sfida fino a quando il giocatore non ha raccolto quattro medaglie; in Platino invece può essere sfidata come terza capopalestra. È appassionata di Gare Pokémon e vi partecipa sovente. Nell'anime Fannie appare per la prima volta nel corso dell'episodio Imparare dalle proprie sconfitte (Playing the Leveling Field!). Ash visita due volte la palestra prima di incontrarla e ottenere la sua medaglia, anche se inizialmente viene sconfitto durante un'amichevole. Compare anche come giudice speciale al Grand Festival di Sinnoh. È doppiata da Kikuko Inoue e Alessandra Karpoff.

#### Ferruccio
Ferruccio (トウガン?, Tōgan) è il capopalestra di Canalipoli in Diamante e Perla e Platino. Usa Pokémon di tipo Acciaio e conferisce la Medaglia Cava. È il padre del capopalestra Pedro. Nell'anime Ferruccio appare per la prima volta nel corso dell'episodio Vecchi affari di famiglia (Ancient Family Matters!) dove combatte con suo figlio Pedro, mentre nell'episodio successivo viene battuto da Ash. È doppiato da Kazuki Yao e Mario Zucca. Nel manga Pokémon Adventures Ferruccio è il leader dei capipalestra di Sinnoh nella lotto contro il Team Galassia e dona uno Shieldon a Diamond.

#### Bianca
Bianca (スズナ?, Suzuna) è la capopalestra di Nevepoli in Diamante e Perla e Platino. Usa Pokémon di tipo Ghiaccio e conferisce la Medaglia Ghiacciolo. Nell'anime Bianca appare per la prima volta nel corso dell'episodio Ritorno a scuola! (Classroom Training!), è una grande amica di Zoey e nell'episodio successivo viene sconfitta da Ash. È doppiata da Noriko Shitaya e Giuliana Atepi. Nel manga Pokémon Adventures soccorre Platinum da un gruppo di Graveler selvatici e in seguito accetta la sua sfida, venendo sconfitta.

#### Corrado
Corrado (デンジ?, Denzi) è il capopalestra di Arenipoli in Diamante e Perla e Platino. Usa Pokémon di tipo Elettro e conferisce la Medaglia Faro. È amico del Superquattro Vulcano. Nell'anime Corrado appare per la prima volta nell'episodio Vulcano dei Superquattro! (Flint Sparks the Fire!). Ash riesce a sconfiggerlo solamente dopo la partecipazione di Lucinda al Grand Festival. È doppiato da Hirofumi Nojima e Matteo Zanotti. Nel manga Pokémon Adventures dona a Marzia un esemplare di Pachirisu.

### Capipalestra di Unima
In Nero 2 e Bianco 2 il ruolo di capopalestra di Levantopoli viene ricoperto da Komor.

#### Spighetto, Chicco e Maisello
Spighetto (デント?, Dento), Chicco (ポッド?, Poddo) e Maisello (コーン?, Kōn) sono i capipalestra di Levantopoli in Nero e Bianco e conferiscono la Medaglia Tris. Spighetto schiera il Pokémon di tipo Erba Pansage, Chicco il Pokémon di tipo Fuoco Pansear e Maisello il Pokémon di tipo Acqua Panpour; il giocatore deve affrontare solo uno dei tre e in particolare quello il cui Pokémon ha un vantaggio di tipo nei confronti del Pokémon iniziale del giocatore. Compaiono anche in Nero 2 e Bianco 2 ma non nel ruolo di capipalestra. Nell'anime dopo la sconfitta sua e dei suoi fratelli da parte di Ash, Spighetto decide di accompagnare l'allenatore e Iris nel loro viaggio attraverso la regione di Unima, prendendo il posto di Brock come cuoco del gruppo. È inoltre un intenditore di Pokémon (ポケモンソムリエ?, Pokemon somurie) di categoria A, in grado di determinare la compatibilità tra Pokémon e allenatori. Spighetto è doppiato da Mamoru Miyano e Davide Albano, Chicco da Masakazu Morita e Renato Novara e Maisello da Makoto Ishii e Federico Viola.

#### Aloé
Aloé (アロエ?, Aroe) è la capopalestra di Zefiropoli in Nero e Bianco. È specializzata in Pokémon di tipo Normale e conferisce la Medaglia Base. Insieme al marito Cirillo (キダチ?, Kidachi) dirige inoltre il Museo di Zefiropoli. In Nero 2 e Bianco 2 è sempre la direttrice del museo ma non più capopalestra. Nell'anime Aloé appare per la prima volta nel corso dell'episodio Una notte nel museo di Zefiropoli! (A Night in the Nacrene City Museum!). Nelle puntate seguenti Ash Ketchum lotta contro di lei, riuscendo a sconfiggerla nel corso di Rivincita alla Palestra di Zefiropoli! (Rematch at the Nacrene Gym!). È doppiata da Atsuko Tanaka.

#### Artemisio
Artemisio (アーティ?, Āti) è il capopalestra di Austropoli in Nero e Bianco e Nero 2 e Bianco 2. È specializzato in Pokémon di tipo Coleottero e conferisce la Medaglia Scarabeo. Nell'anime Artemisio appare per la prima volta nel corso dell'episodio Nel Bosco Girandola con Sewaddle e Artemisio! (Sewaddle and Burgh in Pinwheel Forest!) dove conosce Ash Ketchum, Iris e Spighetto. Ash lo affronta in Per amore dei Pokémon Coleottero! (Battling For The Love of Bug-Types!) riuscendo a prevalere sul capopalestra. È doppiato da Tōru Furuya e in italiano da Ruggero Andreozzi e Flavio Arras (Pokémon Generazioni).

#### Camelia
Camelia (カミツレ?, Kamitsure) è la capopalestra di Sciroccopoli in Nero e Bianco e Nero 2 e Bianco 2. È specializzata in Pokémon di tipo Elettro e conferisce la Medaglia Volt. Nell'anime Camelia appare per la prima volta nel corso dell'episodio Camelia, una capopalestra elettrizzante! (Enter Elesa, Electrifying Gym Leader!). Sconfigge Belle ma perde contro Ash Ketchum. È doppiata da Miyuki Sawashiro e in italiano da Gea Riva, Sabrina Bonfitto e Ludovica De Caro (Pokémon Generazioni).

#### Rafan
Rafan (ヤーコン?, Yakon) è il capopalestra di Libecciopoli in Nero e Bianco e Nero 2 e Bianco 2. È specializzato in Pokémon di tipo Terra e conferisce la Medaglia Sisma. Nell'anime Rafan appare per la prima volta nel corso dell'episodio Accelguardiano, alla riscossa! (The Mighty Accelguard to the Rescue!). Ash Ketchum sfida il capopalestra in Lotta contro il re delle miniere! (Battling the King of the Mines!). È doppiato da Tsuguo Mogami e in italiano da Mario Zucca e Riccardo Lombardo (Pokémon Generazioni). Nel manga Pokémon Adventures Rafan è il leader dei capipalestra di Unima nella lotta contro il Team Plasma.

#### Anemone
Anemone (フウロ?, Fuuro) è la capopalestra di Ponentopoli in Nero e Bianco e Nero 2 e Bianco 2. È specializzata in Pokémon di tipo Volante e conferisce la Medaglia Jet. Nell'anime la capopalestra Anemone, oberata dalle sfide degli allenatori, decide di creare incontri immaginari che si svolgono solamente nella sua testa, in modo da avere più tempo per dedicarsi all'aviazione. Tuttavia, dopo avere lottato contro Spighetto e Ash Ketchum, torna a svolgere regolarmente il ruolo di capopalestra. È doppiata da Kana Ueda e in italiano da Deborah Morese e Martina Tamburello (Pokémon Generazioni).

#### Silvestro
Silvestro (ハチク?, Hachiku) è un famoso ex attore e il capopalestra di Mistralopoli in Nero e Bianco. È specializzato in Pokémon di tipo Ghiaccio e conferisce la Medaglia Stalattite. In Nero 2 e Bianco 2 Silvestro torna a dedicarsi esclusivamente alla carriera da attore e indossa i panni di Fantasilvestro nel PokéWood. Nell'anime Silvestro appare per la prima volta nel corso dell'episodio Il guardiano della montagna! (Guarding the Guardian of the Mountain!). È doppiato da Nobuo Tobita e Alessandro Zurla.

#### Aristide
Aristide (シャガ?, Shaga) è il capopalestra di Boreduopoli in Nero e Nero 2 e Bianco 2. È specializzato in Pokémon di tipo Drago e conferisce la Medaglia Leggenda. In Bianco è presente come insegnamosse. Nell'anime Aristide è un Maestro Drago ed è stato il maestro di Iris da bambina. Appare per la prima volta in un flashback della ragazza nel corso dell'episodio Iris ed Excadrill contro l'Annientadraghi! (Iris and Excadrill Against the Dragon Buster!). Nell'episodio Aristide contro Iris: passato, presente e futuro! (Drayden Versus Iris: Past, Presente and Future!) affronta Iris in una rivincita, battendola ancora. È doppiato da Masaki Terasoma e Gianluca Iacono.

#### Iris
Iris (アイリス?, Airisu) è un'allenatrice specializzata in Pokémon Drago. In Bianco ricopre la carica di capopalestra di Boreduopoli e conferisce la Medaglia Leggenda, mentre in Nero è presente come insegnamosse. In Nero 2 e Bianco 2 viene promossa Campione della Lega Pokémon di Unima, lasciando l'incarico di capopalestra al solo Aristide. Nell'anime Iris è stata allieva di Aristide e sogna di diventare un Maestro Drago. Appare per la prima volta nel corso dell'episodio All'ombra di Zekrom! (In The Shadow of Zekrom!). In Entrino Iris e Axew! (Enter Iris and Axew!) decide di accompagnare Ash Ketchum nel suo viaggio attraverso la regione di Unima. È doppiata da Aoi Yūki e Francesca Bielli. Nel manga Pokémon Adventures è l'allieva di Aristide e ha vissuto a Ebanopoli.

#### Velia
Velia (ホミカ?, Homika) è la capopalestra di Zondopoli in Nero 2 e Bianco 2. È specializzata in Pokémon di tipo Veleno e conferisce la Medaglia Arsenico. Nell'anime Velia appare per la prima volta nel corso dell'episodio Sfida alla palestra di Zondopoli! (Rocking the Virbank Gym!). Ash Ketchum la sfida per la sua ottava e ultima medaglia della regione di Unima; nello scontro Velia decide di utilizzare solamente tre Pokémon, permettendo al ragazzo di schierarne sei. È doppiata da Eri Kitamura e Jenny De Cesarei.

#### Ciprian
Ciprian (シズイ?, Shizui) è il capopalestra di Grecalopoli in Nero 2 e Bianco 2. È specializzato in Pokémon di tipo Acqua e conferisce la Medaglia Onda. Nell'anime Ciprian è un capopalestra e appare nell'episodio In viaggio per Grecalopoli! (The Road to Humilau) dove viene battuto da Cameron. È doppiato da Yūji Ueda e Renato Novara.

### Capipalestra di Kalos

#### Violetta
Violetta (ビオラ?, Biora) è la capopalestra di Novartopoli in X e Y. È specializzata in Pokémon di tipo Coleottero e conferisce la Medaglia Insetto. Fotografa professionista, è la sorella di Alexia. Nell'anime Violetta appare per la prima volta nel corso dell'episodio Una lotta da brivido alla Palestra di Novartopoli! (A Blustery Santalune Gym Battle!) in cui affronta Ash Ketchum che viene sconfitto dalla capopalestra. Nell'episodio seguente, Una lotta sul filo di ghiaccio! (Battling on Thin Ice!), l'allenatore riesce ad ottenere la medaglia. Compare nuovamente in Lotte blasonate al castello! (Breaking Titles at the Chateau!) dove affronta il capopalestra Lino venendo sconfitta. Insieme a tutti gli altri capipalestra di Kalos, riapparirà negli episodi Una difesa granitica! (Rocking Kalos Defenses!) e Un'unione perfetta! (Forming a More Perfect Union!) per aiutare Ash e i suoi amici nella lotta contro Elisio. È doppiata da Noriko Shitaya e Ludovica De Caro.

#### Lino
Lino (ザクロ?, Zakuro) è il capopalestra di Altoripoli in X e Y. È specializzato in Pokémon di tipo Roccia e conferisce la Medaglia Rupe. Nell'anime Lino appare per la prima volta nel corso dell'episodio Lotte blasonate al castello! (Breaking Titles at the Chateau!) dove affronta la capopalestra Violetta riuscendo a batterla. Lui e Ash Ketchum si affrontano in Alla conquista della vetta! (Climbing the Walls!) dove l'allenatore riesce a batterlo vincendo la sua medaglia. Riappare negli episodi Una difesa granitica! (Rocking Kalos Defenses!) e Un'unione perfetta! (Forming a More Perfect Union!) aiutando Ash e i suoi amici, insieme a tutti i capipalestra di Kalos, nella lotta contro Elisio. È doppiato da Hirofumi Nojima e Mattia Bressan.

#### Ornella
Ornella (コルニ?, Koruni) è la capopalestra di Yantaropoli in X e Y. È specializzata in Pokémon di tipo Lotta e conferisce la Medaglia Lotta. Conosce i segreti della megaevoluzione e dopo avere vinto la sua medaglia dona al giocatore il megacerchio, la Lucarite e un esemplare di Lucario. Nell'anime Ornella appare per la prima volta nel corso dell'episodio Mega rivelazioni! (Mega Revelations!). La capopalestra segu e Ash e i suoi amici per alcune puntate, affrontando più volte il ragazzo e il suo Pikachu. L'allenatore conquista la medaglia in Scontro finale alla palestra di Yantaropoli! (Showdown at the Shalour Gym!). In Un diamante allo stato grezzo! (A Diamond in the Rough!) anche Alan riesce a batterla vincendo la Medaglia Lotta. Verrà in aiuto di Alan, Ash e dei suoi amici negli episodi Una difesa granitica! (Rocking Kalos Defenses!) e Un'unione perfetta! (Forming a More Perfect Union!), insieme a tutti i capipalestra della regione di Kalos nella lotta contro Elisio. È doppiata da Yuka Terasaki, Sabrina Bonfitto (stagione 17) e Annalisa Longo (stagioni 18-19).

#### Amur
Amur (フクジ?, Fukuji) è il capopalestra di Temperopoli in X e Y. È specializzato in Pokémon di tipo Erba e conferisce la Medaglia Pianta. Nell'anime Amur appare per la prima volta nel corso dell'episodio Panico a bassa temperatura! (Thawing an Icy Panic!) e nell'episodio successivo Non fare d'ogni tipo Erba un fascio! (The Green, Green Grass Types of Home!) affronta Ash Ketchum venendo battuto. Riappare negli episodi Una difesa granitica! (Rocking Kalos Defenses!) e Un'unione perfetta! (Forming a More Perfect Union!) insieme agli altri capipalestra di Kalos aiutando Ash e i suoi amici nella lotta contro Elisio. È doppiato da Minoru Inaba, Cesare Rasini (stagione 18) e Giovanni Battezzato (stagione 19).

#### Lem
Lem (シトロン?, Shitoron) è il capopalestra di Luminopoli in X e Y. È specializzato in Pokémon di tipo Elettro e conferisce la Medaglia Voltaggio. Nell'anime Lem è un giovane inventore e il capopalestra di Luminopoli. Insieme alla sorella minore Clem decide di accompagnare Ash Ketchum nel suo viaggio attraverso la regione di Kalos, nascondendogli inizialmente il fatto di essere un capopalestra. Quando la verità viene a galla, Lem lascia temporaneamente il gruppo per allenarsi in vista dello scontro con Ash, dal quale viene poi sconfitto. È doppiato da Yūki Kaji e Simone Lupinacci.

#### Valérie
Valérie (マーシュ?, Māshu) è la capopalestra di Romantopoli in X e Y. È specializzata in Pokémon di tipo Folletto e conferisce la Medaglia Folletto. Nell'anime Valérie appare per la prima volta nel corso dell'episodio Una lotta elegante! (A Fashionable Battle!). È doppiata da Satsuki Yukino e Ludovica De Caro.

#### Astra
Astra (ゴジカ?, Gojika) è la capopalestra di Fluxopoli in X e Y. È specializzata in Pokémon di tipo Psico e conferisce la Medaglia Psico. Nell'anime Astra appare per la prima volta nel corso dell'episodio Destino brumoso, futuro radioso! (Cloudy Fate, Bright Future!). Ash Ketchum la affronta in Occhi puntati sul futuro! (All Eyes on the Future!) riuscendo a sconfiggerla. Ricompare negli episodi Una difesa granitica! (Rocking Kalos Defenses!) e Un'unione perfetta! (Forming a More Perfect Union!), insieme a tutti i capipalestra della regione di Kalos per aiutare Ash e i suoi amici nella lotta contro Elisio. È doppiata da Masako Katsuki.

#### Edel
Edel (ウルップ?, Uruppu) è il capopalestra di Fractalopoli in X e Y. È specializzato in Pokémon di tipo Ghiaccio e conferisce la Medaglia Iceberg. Nell'anime Edel appare per la prima volta nel corso dell'episodio Doccia fredda sul campolotta ghiacciato! (All Hail the Ice Battlefield!) dove affronta Ash Ketchum riuscendo a batterlo. Ash si prende una rivincita in Il ghiaccio si è rotto! (A Real Icebreaker!) vincendo la sua medaglia. Insieme gli altri capipalestra della regione di Kalos aiuta Ash e i suoi amici, negli episodi Una difesa granitica! (Rocking Kalos Defenses!) e Un'unione perfetta! (Forming a More Perfect Union!), nella lotta contro Elisio. È doppiato da Ryūzaburō Ōtomo e Cesare Rasini.

### Capitani e Kahuna di Alola

#### Liam
Liam (イリマ?, Ilima) è il capitano della sfida nella Grotta Sottobosco nell'isola Mele Mele in Sole e Luna e Ultrasole e Ultraluna. È specializzato in Pokémon di tipo Normale. Figura di riferimento per gli allenatori del luogo, in passato ha frequentato la Scuola per Allenatori, dalla quale è diplomato. Nell'anime Liam appare per la prima volta nel corso dell'episodio Allenamento da leggenda! (Turning Heads and Training Hard!), dove si scopre essere un ex studente della Scuola di Pokémon dell'Isola Mele Mele, nonché ex allievo del Professor Kukui. Possiede un esemplare di Eevee. È doppiato da Yudai Chiba.

#### Hala
Hala (ハラ?) è il Kahuna dell'isola Mele Mele e un Superquattro di Alola in Sole e Luna, specializzato in Pokémon di tipo Lotta. È il nonno di Hau ed è considerato uno dei più grandi allenatori di Alola. Assieme al professor Kukui consegna al giocatore il suo Pokémon iniziale. In Ultrasole e Ultraluna riveste solo il ruolo di Kahuna e consegna al giocatore il supercerchio Z. Nell'anime Hala appare per la prima volta nell'episodio Dominare il dominante! (To Top a Totem!), dove si rivela essere il creatore del cerchio Z consegnato ad Ash Ketchum da Tapu Koko. Egli guida Ash verso la Grotta Sottobosco, in modo che l'allenatore possa iniziare il giro delle isole. Successivamente affronta Ash, venendo sconfitto. È doppiato da Nobuyuki Hiyama e Massimiliano Lotti. Nel manga Pokémon Adventures Hala organizza un torneo Pokémon a Lili nella speranza di scovare gli allenatori più forti i quali viaggeranno per le quattro isole di Alola.

#### Suiren
Suiren (スイレン?) è il capitano dalla sfida nella Collina Scrosciante dell'isola Akala in Sole e Luna e Ultrasole e Ultraluna. È specializzata in Pokémon di tipo Acqua. Nell'anime Suiren compare per la prima volta nell'episodio Alola a una nuova avventura! (Alola to New Adventure!) come studentessa della Scuola Pokémon dell'isola Mele Mele e nuova compagna di classe di Ash. È doppiata da Hitomi Kikuchi e Stefania Rusconi.

#### Kawe
Kawe (カキ?, Kaki) è il capitano dalla sfida nella Parco Vulcano Wela dell'isola Akala in Sole e Luna e Ultrasole e Ultraluna. È specializzato in Pokémon di tipo Fuoco e ha una grande passione per la danza. Nell'anime Kawe compare per la prima volta nell'episodio Alola a una nuova avventura! (Alola to New Adventure!). È uno degli studenti della Scuola Pokémon dell'isola Mele Mele, nonché compagno di classe di Ash. Suo nonno era il Kahuna dell'isola Akala e da lui ha ereditato il cerchio Z e il pirium Z. È doppiato da Kaito Ishikawa e Alessandro Capra.

#### Ibis
Ibis (マオ?, Mao) è il capitano dalla sfida nella Giungla Ombrosa dell'isola Akala in Sole e Luna e Ultrasole e Ultraluna. È specializzata in Pokémon di tipo Erba. Ha una grande passione per la cucina, che spesso la porta alla creazione di piatti dall'aspetto e sapore singolari. Nell'anime Ibis compare per la prima volta nell'episodio Alola a una nuova avventura! (Alola to New Adventure!). È una degli studenti della Scuola Pokémon dell'isola Mele Mele e una compagna di classe di Ash. È doppiata da Reina Ueda e Sabrina Bonfitto.

#### Alyxia
Alyxia (ライチ?, Lychee) è il Kahuna dell'isola Akala e una Superquattro di Alola in Sole e Luna e Ultrasole e Ultraluna, specializzata in Pokémon di tipo Roccia. Malgrado la giovane età, grazie alle sue grandi abilità nelle lotte Pokémon è stata scelta per ricoprire la carica di Kahuna; ciò nonostante ha un carattere assai modesto. Nell'anime Alyxya compare per la prima volta nell'episodio La donna che sussurrava ai Pokémon! (The Island Whisperer!). Accompagna Ash Ketchum e i suoi amici all'isola Akala, inoltre dona il cerchio Z a Suiren. Ash riesce a batterla nella Grande Prova ottenendo da lei il Petrium Z. Nel manga Pokémon Adventures è tra i promotori del torneo Pokémon tra i giovani allenatori di Alola per decidere chi di loro prenderà parte al viaggio nelle isole della regione.

#### Chrys
Chrys (マーマネ?, Māmane) è il capitano dalla sfida del Picco Hokulani dell'isola Ula Ula in Sole e Luna e Ultrasole e Ultraluna. È specializzato in Pokémon di tipo Elettro. Ha una grande passione per la meccanica. Benché i capitani siano selezionati dai Kahuna delle rispettive isole, Chrys ha ottenuto il suo incarico dal cugino Tapso, che in passato lo ha designato come suo successore. Chrys è inoltre il proprietario del Festiplaza, una struttura che permette funzionalità aggiuntive e minigiochi. Nell'anime Chrys compare per la prima volta nell'episodio Alola a una nuova avventura! (Alola to New Adventure!), in cui è uno degli studenti della Scuola Pokémon dell'isola Mele Mele, nonché nuovo compagno di classe di Ash Ketchum.

#### Malpi
Malpi (アセロラ?, Aserora) è il capitano dalla sfida nel Supermarket Abbandonato dell'isola Ula Ula e un Superquattro di Alola in Sole e Luna e Ultrasole e Ultraluna. È specializzata in Pokémon di tipo Spettro. Viene rivelato che Malpi è entrata a fare parte della Lega Pokémon di Alola perché il Kahuna Augusto aveva rifiutato l'incarico. Nell'anime Malpi appare per la prima volta nel corso dell'episodio Non ci daresti un Cerchio Z? (Why Not Give Me a Z-Ring Sometime?). Lavora alla biblioteca di Malie e possiede un esemplare cromatico di Mimikyu e uno Shuppet. Dopo che Ash perde la sua prima lotta contro il Kahuna Augusto, Malpi lo aiutarà ad allenarsi in vista della rivincita. È doppiata da Ilaria Silvestri.

#### Augusto
Augusto (クチナシ?, Kuchinashi) è il Kahuna dell'isola Ula Ula in Sole e Luna e Ultrasole e Ultraluna, specializzato in Pokémon di tipo Buio. In Sole e Luna è presentato inizialmente come un misterioso agente della Polizia Internazionale che aiuta il protagonista ad entrare nel villaggio di Poh, occupato dai membri del Team Skull. Dopo la sconfitta di Guzman Augusto si rivela essere il Kahuna di Ula Ula e più tardi nel gioco sfida il giocatore presso il porto di Malie. Successivamente viene invitato dal Professor Kukui a divenire membro dei Superquattro nella Lega Pokémon di Alola, ma rifiuta in quanto considera più importante l'incarico di Kahuna affidatogli dal Pokémon Protettore. Il suo posto come Superquattro viene perciò occupato da Malpi. Nell'anime Augusto appare per la prima volta nel corso dell'episodio Non ci daresti un Cerchio Z? (Why Not Give Me a Z-Ring Sometime?), dove si scopre essere una vecchia conoscenza di Giovanni, capo del Team Rocket. Nello stesso episodio consegna un Cerchio Z a Jessie e James. Nell'episodio successivo, affronta Ash nella Grande Prova dell'Isola Ula Ula e riesce a batterlo. Nel corso dell'episodio Una presa di coscienza! (Guiding an Awakening!), dopo un duro allenamento, il ragazzo di Biancavilla si prende la rivincita e lo sconfigge, ottenendo da lui un Lycanrochium Z.

#### Rika
Rika (マツリカ?, Matsurika) è il capitano dalla sfida nel Canyon di Poni dell'isola Poni in Sole e Luna e Ultrasole e Ultraluna. È specializzata in Pokémon di tipo Folletto. In Sole e Luna è troppo impegnata nella pittura per allestire una prova e per questo consegna subito al giocatore il Follettium Z. In Ultrasole e Ultraluna la sua prova consiste nel raccogliere sette petali colorati. Per farlo il giocatore deve sfidare in una lotta uno ad uno i sette Capitani del Giro delle Isole. Dopo avere raccolto tutti i petali Rika li prenderà per formare un "Fiore arcobaleno", che servirà ad evocare il Pokémon dominante. Nell'anime Rika appare per la prima volta nel corso dell'episodio Le diverse forme dell'amore! (The Shape of Love to Come!). È una pittrice e aiuta Ash ad interpretare il significato dei disegni del suo Poipole.

#### Hapi
Hapi (ハプウ?, Hāpu'u) è il Kahuna dell'isola Poni in Sole e Luna e Ultrasole e Ultraluna, specializzata in Pokémon di tipo Terra. Hapi accoglie il giocatore e Lylia quando arrivano presso la sua abitazione sull'isola Poni. La ragazza funge quindi da guida per i due e li accompagna al Tempio del Passaggio con la speranza di incontrare il Pokémon Protettore Tapu Fini. Hapi viene poi nominata Kahuna di Poni dal guardiano dell'isola, al posto del nonno deceduto recentemente. La nuova Kahuna decide perciò di raccontare al giocatore e a Lylia tutte le sue conoscenze riguardo Solgaleo in Sole e Lunala in Luna, rivelando loro che il flauto mancante si trova probabilmente sull'isola Exeggutor. Più avanti nel gioco Hapi sfida il giocatore ai piedi del Canyon di Poni. In Ultrasole e Ultraluna la Grande Prova di Hapi si tiene invece sull'isola Exeggutor. Nell'anime Hapi appare per la prima volta nel corso dell'episodio Un'isola e un progetto piccante! (That's Some Spicy Island Research!), dove incontra Ash e i suoi compagni di scuola. In Ricordi nella nebbia! (Memories in the Mist!), viene nominata Kahuna dell'Isola Poni. Successivamente lotta contro Ash nella Grande Prova dell'Isola Poni; il ragazzo la sconfigge e ottiene da lei un Metallium Z come riconoscimento. Possiede un esemplare di Mudsdale e un Golurk.

### Capipalestra di Galar

#### Yarrow
Yarrow (ヤロー?, Yarō) è il Capopalestra di Turffield specializzato nel tipo Erba. È un contadino che ha affinato le sue capacità lavorando nella sua fattoria con i suoi Pokémon e può essere spesso visto a Turffield intento a recuperare gli Wooloo in giro per la città insieme al suo Yamper. Nonostante la sua stazza e la sua forza, Yarrow è un Allenatore gentile e pacato che fatica a mettere tutto se stesso contro gli Allenatori più deboli, non preoccupandosi di vincere o perdere purché la sua squadra si diverta. Azzurra, come scritto nella sua Card della Lega Pokémon, considera Yarrow suo rivale, ma questi sembra non voler ammetterlo, constatando anzi che l'unico suo rivale è se stesso.

#### Azzurra
Azzurra (ルリナ?, Rurina) è la Capopalestra di Keelford specializzata nel tipo Acqua. È una modella ed è la figlia di un pescatore e di una commerciante. Grazie ai suoi genitori è cresciuta a stretto contatto con i Pokémon di tipo Acqua, arrivando a conquistare il titolo di Capopalestra. È diventata amica di Sonia durante la Sfida delle Palestre e spesso condivide con lei quello che pesca a Keelford. Quando sfila sulla passerella è talmente diversa da quando lotta che molti si chiedono se non si tratti in realtà di due persone diverse. In tanti temevano che la sua sfortunata eliminazione nella prima lotta del Torneo delle Finali avesse inferto un brutto colpo al suo spirito agonistico e che avrebbe compromesso il suo lavoro come modella, ma Azzurra è riuscita a sfoggiare un sorriso radioso per i suoi fan. Si dice, tuttavia, che nel suo stadio l'atmosfera non sia altrettanto pacifica...

#### Kabu
Kabu (カブ?, Kabu) è il Capopalestra di Steamington specializzato nel tipo Fuoco. Allenatore originario di Hoenn, è arrivato più di una volta a un passo dal titolo di Campione, senza però riuscire a conquistare la vittoria. Questo lo ha spinto ad adottare per un periodo uno stile di lotta più spregiudicato, che però non ha dato i frutti sperati e anzi gli è costato una temporanea retrocessione alla divisione minore. Una lotta leggendaria contro Dandel gli ha restituito la fiducia in se stesso, motivandolo a rimettersi in gioco. Il suo motto è: "Nella vita non si finisce mai di allenarsi e di imparare!"

#### Fabia
Fabia (サイトウ?, Saitō) è la Capopalestra di Latermore in Pokémon Spada specializzata nel tipo Lotta. È cresciuta seguendo un severo programma di allenamento messo a punto dai suoi genitori per lei e per il suo Pokémon. Per via del suo eccezionale senso critico e per la sua capacità di rimanere calma in qualsiasi situazione, molti la credono una persona poco emotiva. In realtà, cerca solo di non scoprirsi davanti agli avversari, ma non riesce a nascondere il suo vero stato d'animo ai suoi Pokémon. Il suo segreto è la passione per i dolci, ma da quando i suoi fan lo hanno scoperto, non riesce più a mangiarli tranquillamente.

#### Onion
Onion (オニオン?, Onion) è il Capopalestra di Latermore in Pokémon Scudo specializzato nel tipo Spettro. È un giovane e misterioso Capopalestra che indossa sempre una maschera in pubblico. Possiede più di 100 maschere tutte uguali, in modo da essere pronto nell'eventualità in cui dovesse perderla. In alcune interviste ha affermato di riuscire a vedere i Pokémon di tipo Spettro defunti in seguito a un incidente subito all'età di quattro anni che lo ha lasciato quasi in fin di vita. Una sua foto scattata negli spogliatoi in cui è senza maschera rivela che fuori dallo stadio Onion è un ragazzo come tutti gli altri.

#### Poppy
Poppy (ポプラ?, Poplar) è la Capopalestra di Piquedilly specializzata nel tipo Folletto. Ha 88 anni ed è la Capopalestra più anziana di Galar. Poppy ha ereditato il suo stadio 70 anni fa da sua madre, mantenendo questo ruolo ininterrottamente da allora. Ultimamente si è resa conto che la sua visione del mondo è un po' datata e durante la storia sceglierà Beet come successore. Sostiene che la vera natura delle persone si palesi nei momenti di difficoltà e per questo mette alla prova gli Sfidapalestre con i suoi quiz insidiosi, ma c'è chi sospetta che in realtà sia mossa da semplice cattiveria. Anche quando lascerà lo stadio a Beet tornerà ogni giorno alla palestra per suggerire qualche nuovo quiz, per commentare l'operato del nuovo Capopalestra o per le sue prove di recitazione.

#### Milo
Milo (マクワ?, Makuwa) è il Capopalestra di Circhester in Pokémon Spada specializzato nel tipo Roccia. Il suo stile elegante e raffinato, molto lontano da quello che ci si aspetterebbe da un esperto del tipo Roccia, gli ha fatto guadagnare un nutrito numero di fan. Milo fa di tutto per far felici i suoi ammiratori, organizzando incontri e sessioni di autografi. Ha già pubblicato ben tre raccolte di foto, realizzate in collaborazione con i suoi fan. Però quando subisce una sconfitta si rinchiude immediatamente negli Spogliatoi senza concedere interviste, cosa che le sue fan trovano comunque adorabile. È il figlio di Melania.

#### Melania
Melania (メロン?, Melon) e la Capopalestra di Chirchester in Pokémon Scudo specializzata nel tipo Ghiaccio. È anche un'eccellente coach, ma è estremamente severa. Nelle lotte ha uno stile altrettanto rigoroso e inflessibile. Solo i migliori resistono al suo regime di allenamento, e il talento degli Allenatori che si trovano nella sua Palestra ne è la prova. Il suo più grande desiderio era che suo figlio Milo diventasse Capopalestra dello Stadio di Circhester dopo di lei, ma il ragazzo aveva altri programmi: diventare un esperto di Pokémon di tipo Roccia. Lo scontro fra due personalità così forti ha presto dato seguito a una lotta Pokémon che ha diviso a metà la città intera; da allora, i due non si incontrano praticamente mai, ma Melania è riuscita comunque a guadagnarsi la tessera numero 1 del fan club di Milo.

#### Ginepro
Ginepro (ネズ?, Nezu) è il capo del Team Yell e il Capopalestra di Spikeville specializzato nel tipo Buio. È l'unico Capopalestra assente alla cerimonia d'apertura della Sfida delle Palestre di Steamington. Compare per la prima volta dopo che il giocatore supera la missione della Palestra di Spikeville, quando si scopre che le Reclute Team Yell sono in realtà gli Allenatori della Palestra camuffati e che il loro capo è Ginepro. Quella di Spikeville è l'unica Palestra di Galar a non sorgere su un punto energetico; in passato, il presidente Rose aveva chiesto a Ginepro di spostarla, ma lui rifiutò e scelse di essere l'unico Capopalestra non usare il Dynamax. Una volta sconfitto dal giocatore, arriva la sorella Mary e gli chiede di sfidarla in quanto anch'essa una Sfidapalestre. Dalla conversazione emerge che Ginepro stava pensando di ritirarsi dal ruolo di Capopalestra dopo la fine della Coppa Campione e che aveva in mente di cederlo proprio a sua sorella. Mary, tuttavia, rifiuta l'offerta, affermando che non potrà essere una Capopalestra se riuscisse a vincere il titolo di Campionessa. Ginepro non ha molti fan perché a Spikeville non è possibile gigamaxizzare i Pokémon, però da concerti perché è un cantante e cantautore. Dopo che il giocatore sconfigge Mary nelle semifinali della Coppa Campione a Goalwick, Ginepro si riapproccia al Team Yell per fare il tifo per il giocatore, aiutando quest'ultimo e Hop a cercare l'impiegato della Macro Cosmos con la chiave per entrare nella Rose Tower. Ginepro gioca un ruolo cruciale nel fermare i Pokémon Dynamax scatenati da Brandobaldo e Scudobaldo. Accompagna il giocatore e Hop in tutti gli stadi di Galar per aiutare i Capipalestra a sconfiggere gli enormi Pokémon. Dopo che il giocatore cattura Zacian/Zamazenta, Ginepro gli dà la sua Card della Lega Pokémon rara e ritorna a Spikeville, dove potrà essere visto tenere un concerto per i membri del Team Yell.

#### Mary
Mary (マリィ?, Mary) è una dei rivali del giocatore in Pokémon Spada e Scudo, oltre a Hop e Beet. Diventa in seguito la Capopalestra di Spikeville, succedendo a suo fratello Ginepro. È specializzata in Pokémon di tipo Buio. Inizialmente una ragazzina fin troppo sensibile e piagnucolona, ha tirato fuori un lato più ottimista e un gran talento da Allenatrice giocando assieme al Pokémon regalatole da suo fratello. Ha deciso di partecipare alla Sfida delle Palestre per promuovere la sua città in via di spopolamento e durante il suo viaggio ne approfitta per visitare i Negozi di vestiti di Galar. Nella sua città natia di Spikeville è considerata quasi come una celebrità, ma Mary non apprezza simili attenzioni. Tuttavia, la presenza del Team Yell sembra darle coraggio. È stato suo fratello a catturare per lei il Morpeko che l'accompagna fedelmente da quando aveva cinque anni. Anche dopo tutti questi anni, Mary si trova ancora periodicamente alla mercé degli sbalzi d'umore del suo imprevedibile Morpeko. Alcuni dei suoi fan cercano spesso di imitare la sua parlata tipica di Spikeville. Quando si arrabbia rimane impassibile, ma dentro di sé continua a rimuginare e ci mette molto per ritrovare la tranquillità.

#### Laburno
Laburno (キバナ?, Kibana) è il Capopalestra di Knuckleburgh specializzato nel tipo Drago. Da molti è ritenuto il Capopalestra più forte di Galar. Gira voce che un Allenatore del suo calibro potrebbe diventare facilmente il Campione in altre regioni, ma il suo obiettivo principale è innanzitutto sconfiggere Dandel.  Laburno ha sviluppato il suo stile di lotta incentrato sulle condizioni atmosferiche grazie alle vittorie che ha accumulato lottando nei contesti più disparati. Le foto che carica sul suo account ricevono un sacco di like, anche se in alcune non si vede granché, a parte una violenta tempesta di sabbia... Laburno ha iniziato a farsi dei selfie per non dimenticare il gusto amaro della sconfitta. Ultimamente, però, sul suo account sono aumentate le foto dei suoi allenamenti o dei suoi vestiti e, di conseguenza, alcuni tra i fan più maligni hanno avanzato l'ipotesi che continui a perdere contro Dandel per questo motivo. In effetti è stato sconfitto dieci volte di fila, ma rimane comunque l’Allenatore che ha messo KO i Pokémon di Dandel più volte di chiunque altro.

### Capipalestra di Paldea

#### Aceria
Aceria (カエデ?, Kaede), "la tessitrice di dolcezze" è la Capopalestra di Moldulcia specializzata nel tipo Coleottero, è anche la proprietaria della più rinomata pasticceria di Paldea.

#### Brassius
Brassius (コルサ?, Colza), "l'artista di natura" è il Capopalestra di Los Tazones specializzato nel tipo erba, è anche un artista.

#### Kissara
Kissara (ナンジャモ?, Nanjamo), "la streamer elettrica" è la Capopalestra di Leudapoli specializzata nel tipo elettro, è anche una streamer e influencer che presenta una live streaming chiamata "Maki6TV". Chiama i suoi follower "elettrini", inoltre per salutare dice "buenosday". Il suo motto è "Mah, chi la conosce? Chi sarà? ...Bingo! Sono Kissara, la Capopalestra!". Il suo Pokémon preferito è Bellibolt.
La prima versione doppiata in italiano di Kissara è presente nella miniserie youtube "Venti di Paldea" ed è doppiata da Veronica Arrigo.

#### Algaro
Algaro (ハイダイ?, Haidai) , "il maremoto gastronomico" è il Capopalestra di Garrafopoli specializzato nel tipo acqua, è anche il cuoco e proprietario del ristorante giapponese "Alga Blu".

#### Ubaldo
Ubaldo (アオキ?, Aoki), "l'impiegato stra-ordinario" è il Capopalestra di Mesturia specializzato nel tipo normale, svolge anche un'attività da impiegato. Si trova spesso a mangiare al ristorante "L'Oro in Bocca", dove è nascosto il campo lotta. Successivamente si rivela essere anche un Superquattro della lega Pokémon di Paldea specializzato nel tipo volante.

#### Lima
Lima (ライム?, Lime) , "lo spirito del ritmo" è la Capopalestra di Neveria specializzata nel tipo spettro. Sorella della professoressa di matematica Thyma (ex Capopalestra di tipo roccia), è una cantante rap molto popolare tra la gente di paldea, il suo stile di lotta è la lotta in doppio.

#### Tulipa
Tulipa (リップ?, Lip), "la supermaga del maquillage" è la Capopalestra di Las Brasas specializzata nel tipo psico, è anche una makeup artist. È amica d'infanzia di Dendra, la professoressa di lotta dell' Accademia Arancia (in Scarlatto) o dell'Accademia Uva (in Violetto). In passato Tulipa e Dendra hanno lottato, stabilendo che chi avesse perso sarebbe stata in debito con l'altra. Dendra viene sconfitta, perciò quando non insegna si occupa della prova della Palestra di Las Brasas.

#### Grusha
Grusha (グルーシャ?, Grusha), "l'acrobata sottozero" è il Capopalestra di Sierra Napada specializzato nel tipo ghiaccio, era un abile snowboarder, ma adesso si dedica esclusivamente alle lotte Pokémon.

## Lega Pokémon
La Lega Pokémon (ポケモンリーグ?, Pokémon League) è l'organizzazione che raccoglie i migliori allenatori di una determinata regione del mondo dei Pokémon. Essa è composta dai Superquattro (四天王?, Shitennō, lett. "Quattro Re Celesti") e dal Campione (チャンピオン?, Champion). Nei giochi il giocatore deve affrontare in successione tutti e cinque questi allenatori per confermarsi Campione. Nell'anime la Lega Pokémon consiste in un vero e proprio torneo a eliminazione diretta tra gli allenatori che hanno raccolto almeno otto medaglie in quella regione.

### Lega Pokémon di Kanto
Il Campione della Lega Pokémon di Kanto in Rosso, Blu, Giallo e Rosso Fuoco e Verde Foglia è Blu, e Trace in Pokémon Let's Go, Pikachu! e Let's Go, Eevee!.

#### Lorelei
Lorelei (カンナ?, Kanna) è una dei Superquattro della Lega Pokémon di Kanto in Rosso, Blu, Giallo e Rosso Fuoco e Verde Foglia. È specializzata in Pokémon di tipo Ghiaccio. Nell'anime Lorelei appare per la prima volta nel corso dell'episodio Lezioni di Vita (The Mandarin Island Miss Match), in cui viene sfidata e sconfigge Ash Ketchum. È presente anche nell'arco narrativo della Lega di Orange, in cui è chiamata Prima. È doppiata da Maria Kawamura e in italiano da Maddalena Vadacca e Stefania De Peppe (Pokémon Generazioni). Nel manga Pokémon Adventures Lorelei fa parte del complotto dei Superquattro di Kanto ordito da Lance per sterminare l'umanità. Dopo avere intrappolato Rosso nel ghiaccio tenta di eliminare Giallo e Bill, ma i due vengono salvati dall'intervento di Verde. Nello scontro finale combatte con Verde e Sabrina ne esce sconfitta. Torna tre anni dopo al Settipelago per aiutare il gruppo a sconfiggere il Team Rocket.

#### Bruno
Bruno (シバ?, Shiba) è uno dei Superquattro della Lega Pokémon di Kanto in Rosso, Blu, Giallo e Rosso Fuoco e Verde Foglia e l'unico a riprendere il suo ruolo anche nella Lega Pokémon di Johto in Oro e Argento, Cristallo e Oro HeartGold e Argento SoulSilver. È specializzato in Pokémon di tipo Lotta. Nell'anime Bruno fa una breve apparizione nel primo episodio L'inizio di una grande avventura (Pokémon, I choose you!) ma il suo nome viene menzionato solamente dopo 70 puntate, nel corso dell'episodio Il segreto dei Pokémon (To Master the Onixpected). È doppiato da Toshiyuki Morikawa e in italiano da Riccardo Lombardo e Marco Pagani (Pokémon Generazioni). Nel manga Pokémon Adventures Bruno fa parte del complotto dei Superquattro di Kanto per distruggere l'umanità, anche se contro la sua volontà in quanto è controllato da Agatha. Nello scontro finale combatte con Bill e Lt. Surge, ma viene sconfitto e liberato dal controllo grazie all'arrivo di Rosso. Un anno più tardi, dopo la sconfitta di Maschera di Ghiaccio, fonda i Superquattro di Johto con Karen, Pino e Koga.

#### Agatha
Agatha (キクコ?, Kikuko) è una dei Superquattro di Kanto in Rosso, Blu, Giallo e Rosso Fuoco e Verde Foglia. È specializzata in Pokémon di tipo Spettro. Nell'anime Agatha compare nell'episodio Arrivederci, amici (The Scheme Team) come capopalestra temporanea di Smeraldopoli in attesa del sostituto di Giovanni. È doppiata da Kazuko Sugiyama e in italiano da Grazia Migneco e Valeria Falcinelli (Pokémon Generazioni). Nel manga Pokémon Adventures Agatha fa parte del complotto dei Superquattro di Kanto ordito per sterminare l'umanità, ed è lei che controlla la mente di Bruno costringendolo a seguire lei, Lance e Lorelei. Nutre un profondo odio per il professor Oak che l'ha sconfitta in passato nella finale della Lega Pokémon. Mentre Rosso affronta Giovanni a Smeraldopoli, lei affronta Blu presso la Centrale elettrica in quanto nipote del Professor Oak, ma è costretta a ritirarsi. Due anni dopo, durante lo scontro finale, viene sconfitta definitivamente da Blu e Koga.

#### Lance
Lance (ワタル?, Wataru) è uno dei Superquattro di Kanto in Rosso, Blu, Giallo e Rosso Fuoco e Verde Foglia e il Campione della Lega Pokémon di Johto in Oro e Argento, Cristallo e Oro HeartGold e Argento SoulSilver. È specializzato in Pokémon di tipo Drago ed è il cugino di Sandra. Nell'anime Lance appare per la prima volta nel corso dei due episodi intitolati Un progetto malvagio (Talkin' 'Bout an Evolution); nelle due puntate tenta di fermare il piano del Team Rocket di catturare il Gyarados Rosso. È inoltre presente nel corso di Team contro team (Gaining Groudon) e di Battaglia epica (The Scuffle of Legends), durante i quali tenta di sconfiggere il Team Magma e il Team Idro e di fermare la battaglia tra Groudon e Kyogre. È doppiato in giapponese da Susumu Chiba e Yoshimasa Hosoya (Pokémon Generazioni) e in italiano da Luca Sandri, Nicola Bartolini Carrassi (Pokémon: Advanced Battle) e Ruggero Andreozzi (Pokémon Generazioni). Nel manga Pokémon Adventures Lance ordisce il complotto dei Superquattro di Kanto per sterminare l'umanità e creare un mondo di soli Pokémon, in quanto sostiene che gli umani distruggono l'habitat dei Pokémon, e per farlo vuole prendere il controllo di Lugia. È anche in possesso dei poteri di Smeraldopoli, grazie al quale legge nel pensiero dei Pokémon e li guarisce. Durante lo scontro finale sconfigge il Mewtwo di Blaine e si impadronisce di Lugia. Giallo con l'aiuto di Rosso, Blu e Verde manda infine in fumo il piano di Lance, sconfiggendolo e liberando Lugia. Dopo essere sparito, ricompare un anno dopo come collaboratore di Argento nella lotta contro Maschera di Ghiaccio.

### Lega Pokémon di Johto
Oltre a Pino e Karen fanno parte dei Superquattro di Johto in Oro e Argento, Cristallo e Oro HeartGold e Argento SoulSilver anche Bruno e Koga. Il Campione invece è Lance.

#### Pino
Pino (イツキ?, Itsuki) è uno dei Superquattro di Johto in Oro e Argento, Cristallo e Oro HeartGold e Argento SoulSilver. È specializzato in Pokémon di tipo Psico. Nel manga Pokémon Adventures è uno dei Masked Children rapiti da Maschera di Ghiaccio quando erano bambini allo scopo di servirlo, ma dopo la sconfitta del suo capo abbandona il crimine e forma i Superquattro di Johto con la sua ex compagna Karen, Koga e Bruno.

#### Karen
Karen (カリン?, Karin) è una dei Superquattro di Johto in Oro e Argento, Cristallo e Oro HeartGold e Argento SoulSilver. È specializzata in Pokémon di tipo Buio. Nel manga Pokémon Adventures Karen è una dei Masked Children rapita da Maschera di Ghiaccio quando era bambina allo scopo di servirlo, ma dopo la sconfitta del suo capo abbandona il crimine e forma i Superquattro di Johto con il suo ex compagno Pino, Koga e Bruno.

### Lega Pokémon di Hoenn
Adriano sostituisce Rocco Petri come Campione della Lega Pokémon di Hoenn in Smeraldo.

#### Fosco
Fosco (カゲツ?, Kagetsu) è uno dei Superquattro di Hoenn in Rubino e Zaffiro, Smeraldo e Rubino Omega e Zaffiro Alpha. È specializzato in Pokémon di tipo Buio. Nel manga Pokémon Adventures Fosco cattura Regirock con l'aiuto di Drake allo scopo di fermare la battaglia tra Groudon e Kyogre; dopo la morte di Rocco Petri il Pokémon viene liberato.

#### Ester
Ester (フヨウ?, Fuyō) è una dei Superquattro di Hoenn in Rubino e Zaffiro, Smeraldo e Rubino Omega e Zaffiro Alpha. È specializzata in Pokémon di tipo Spettro. Nel manga Pokémon Adventures Ester cattura Regice insieme a Frida per tentare di fermare la lotta tra Groudon e Kyogre; dopo la morte di Rocco Petri il Pokémon viene liberato.

#### Frida
Frida (プリム?, Purimu) è uno dei Superquattro di Hoenn in Rubino e Zaffiro, Smeraldo e Rubino Omega e Zaffiro Alpha. È specializzata in Pokémon di tipo Ghiaccio. Nel manga Pokémon Adventures Frieda cattura Regice con l'aiuto di Ester allo scopo di interrompere la battaglia tra Groudon e Kyogre; dopo la morte di Rocco Petri il Pokémon viene liberato.

#### Drake
Drake (ゲンジ?, Genji) è uno dei Superquattro di Hoenn in Rubino e Zaffiro, Smeraldo e Rubino Omega e Zaffiro Alpha. È specializzato in Pokémon di tipo Drago. Nell'anime Drake compare nel corso dell'episodio Nessuno è Imbattibile (Vanity Affair) dove affronta Ash Ketchum riuscendo a batterlo, poi salva il Pikachu di Ash dal Team Rocket. È doppiato da Shōzō Iizuka. Nel manga Pokémon Adventures Drake cattura Regirock insieme a Fosco perché li aiuti a fermare la battaglia tra Groudon e Kyogre; dopo la morte di Rocco Petri il Pokémon viene liberato.

#### Rocco Petri
Rocco Petri (ツワブキダイゴ?, Daigo Tsuwabuki) è il Campione di Hoenn in Rubino e Zaffiro e Rubino Omega e Zaffiro Alpha. In Smeraldo viene invece sostituito da Adriano. Appare inoltre di frequente in HeartGold e SoulSilver. È figlio di Pierangelo Petri, presidente della Devon SpA, e ha una grande passione per pietre rare e minerali. Nell'anime Rocco appare per la prima volta nel corso dell'episodio La grotta (A Hole Lotta Trouble), in cui sconfigge Jessie e James del Team Rocket. L'allenatore compare nuovamente in Megaevoluzione - Episodio Speciale II, in cui affronta Alan in un incontro di Pokémon che però viene interrotto da Elisio. Ricompare a Kalos, dove aiuta Ash e Alan nella lotta finale contro Elisio. È stato lui a consegnare a Sandro la Pietrachiave con la quale fare megaevolvere il suo Sceptile, inoltre predende Sandro come suo assistente. È doppiato da Rintarō Nishi. Nel manga Pokémon Adventures Rocco cattura con Adriano Registeel allo scopo di fermare la battaglia tra Groudon e Kyogre. Capendo che sarebbe morto in battaglia contro il Team Magma e il Team Idro, lascia il posto di Campione ad Adriano, e perisce poi a causa del controllo su Regice, Regirock e Registeel. Viene riportato in vita da Ruby e Celebi e ricompare a Sinnoh alla ricerca di pietre rare. È doppiato da Stefano Pozzi (stagione 19).

### Lega Pokémon di Sinnoh

#### Aaron
Aaron (リョウ?, Ryō) è uno dei Superquattro di Sinnoh in Diamante e Perla e Platino; specializzato in Pokémon di tipo Coleottero. Nell'anime Aaron appare per la prima volta nel corso dell'episodio Il Pokémon ritrovato! (A Trainer and Child Reunion). Nella puntata successiva viene sconfitto da Camilla in un incontro valido per il titolo di Campione di Sinnoh. È doppiato da Kenshō Ono e Renato Novara.

#### Terrie
Terrie (キクノ?, Kikuno) è uno dei Superquattro di Sinnoh in Diamante e Perla e Platino. È specializzata in Pokémon di tipo Terra. Nell'anime Terrie appare nell'episodio Un grosso segreto! (An Elite Coverup!) in cui sconfigge in battaglia Ash. È doppiata da Yōko Matsuoka e Elda Olivieri.

#### Vulcano
Vulcano (オーバ?, Ōba) è uno dei Superquattro di Sinnoh in Diamante e Perla e Platino. È specializzato in Pokémon di tipo Fuoco. È amico del capopalestra Corrado e fratello di Chicco. Nell'anime Vulcano appare per la prima volta nell'episodio Vulcano dei Superquattro! (Flint Sparks the Fire!). Tenta di convincere Corrado a non mollare le lotte Pokémon, e ci riesce mostrandogli la sua battaglia vinta contro Ash. Successivamente assiste alla battaglia tra Ash e Corrado e, nella puntata successiva, sconfigge in un'amichevole Jasmine. Nella sua ultima apparizione sfida Camilla a un incontro per il titolo di Campione di Sinnoh uscendone sconfitto. È doppiato da Tōru Nara e Renato Novara.

#### Luciano
Luciano (ゴヨウ?, Goyō) è uno dei Superquattro di Sinnoh in Diamante e Perla e Platino. È specializzato in Pokémon di tipo Psico. Nell'anime Luciano appare per la prima volta nel corso dell'episodio Un Superquattro come amico (An Elite Meet and Greet!) durante il quale perde contro Camilla in un incontro valido per il titolo di Campione di Sinnoh e sconfigge in battaglia Lucinda. È doppiato da Daisuke Namikawa e Alessandro Rigotti.

#### Camilla
Camilla (シロナ?, Shirona) è la Campionessa di Sinnoh in Diamante e Perla e Platino. È inoltre presente in Oro HeartGold e Argento SoulSilver, Nero e Bianco, Nero 2 e Bianco 2 e Sole e Luna. Ha una grande passione per la storia e la mitologia e trascorre gran parte del suo tempo a esplorare e studiare vari siti associati a Pokémon leggendari nella regione di Sinnoh. In Diamante e Perla e Platino assiste il giocatore nella lotta contro il Team Galassia e quando appare Giratina e trascina Cyrus nel Mondo Distorto. Nell'anime Camilla appare per la prima volta nel corso dell'episodio Il coraggio di Paul (Top-Down Training!) durante il quale sconfigge in un'amichevole Paul. Ricompare altre volte durante la serie per sventare i piani del Team Galassia e per difendere il titolo di Campionessa di Sinnoh da altri allenatori. Nella regione di Unima affronta il Superquattro Catlina in un combattimento amichevole durante l'inaugurazione della Coppa Junior. Partecipa al torneo mondiale dell'incoronazione dove è alla seconda posizione. Partecipa al torneo master dove batte Iris, ma viene battuta da Ash. È doppiata in giapponese da Tomo Sakurai e Aya Endō (Pokémon Generazioni) e in italiano da Elisabetta Spinelli.

### Lega Pokémon di Unima
Iris sostituisce Nardo come Campione della Lega Pokémon di Unima in Nero 2 e Bianco 2.

#### Antemia
Antemia (シキミ?, Shikimi) è una dei Superquattro di Unima in Nero e Bianco e Nero 2 e Bianco 2. È specializzata in Pokémon di tipo Spettro e ha una passione per la scrittura.

#### Mirton
Mirton (ギーマ?, Gīma) è uno dei Superquattro di Unima in Nero e Bianco e Nero 2 e Bianco 2. È specializzato in Pokémon di tipo Buio.

#### Catlina
Catlina (カトレア?, Katorea) è una dei Superquattro di Unima in Nero e Bianco e Nero 2 e Bianco 2; specializzata in Pokémon di tipo Psico. Appare in precedenza come Asso Lotta in Platino e Oro HeartGold e Argento SoulSilver, sebbene non combatta direttamente ma lasci tale incombenza al suo maggiordomo Paride. Nell'anime Catlina appare nell'episodio La Coppa Junior ha inizio! (Jostling for the Junior Cup!). È doppiata da Miyu Matsuki.

#### Marzio
Marzio (レンブ?, Renbu) è uno dei Superquattro di Unima in Nero e Bianco e Nero 2 e Bianco 2 È specializzato in Pokémon di tipo Lotta.

#### Nardo
Nardo (ナオシ?, Naoshi) è il Campione di Unima in Nero e Bianco, mentre viene sostituito da Iris in Nero 2 e Bianco 2. Appare diverse volte nel corso dei giochi per aiutare il giocatore a fermare il Team Plasma. Affronta infine N, ma viene sconfitto, spingendo il giocatore a scendere in campo personalmente contro N. È doppiato da Dario Oppido.

### Lega Pokémon di Kalos

#### Timeus
Timeus (ガンピ?, Gampi) è uno dei Superquattro di Kalos in X e Y. È specializzato in Pokémon di tipo Acciaio. Nell'anime Timeus fa un breve cameo nel diciassettesimo lungometraggio, in cui lo si vede lottare contro la campionessa Diantha.

#### Malva
Malva (パキラ?, Pakira) è una dei Superquattro di Kalos in X e Y. È specializzata in Pokémon di tipo Fuoco. Ha fatto parte del Team Flare e per questo prova rancore al giocatore per avere sconfitto l'organizzazione. Al termine del gioco viene convinta da Bellocchio a collaborare nel fermare i piani di Xante. Nell'anime Malva appare per la prima volta nell'episodio Destino brumoso, futuro radioso! (Cloudy Fate, Bright Future!). È inoltre presente nello speciale Megaevoluzione - Episodio Speciale IV (Pokémon: Mega Evolution Special IV) dove affronta Alan venendo sconfitta. Compare infine in occasione della Lega Pokémon di Kalos. È doppiata da Akeno Watanabe e in italiano da Cinzia Massironi e Tania De Domenico (Pokémon Generazioni).

#### Lilia
Lilia (ドラセナ?, Dorasena) è una dei Superquattro di Kalos in X e Y. È specializzata in Pokémon di tipo Drago. È doppiata da Fumi Hirano.

#### Narciso
Narciso (ズミ?, Zumi) è uno dei Superquattro di Kalos in X e Y. È specializzato in Pokémon di tipo Acqua. Nell'anime Narciso appare per la prima volta nel corso dell'episodio Megaevoluzione - Episodio Speciale I (Pokémon: Mega Evolution Special I), in cui sconfigge Alan.

#### Diantha
Diantha (カルネ?, Karune) è la campionessa di Kalos in X e Y. È una famosa star del cinema, popolare in tutta Kalos. Nella serie animata appare per la prima volta nell'episodio I legami dell'evoluzione! (The Bonds of Evolution!). Assisterà alla Lega Pokémon consegnando il premio a Alan quando vincerà la lega, poi aiuterà Ash e i capipalestra nella lotta contro Elisio che verrà sconfitto da Zygarde. Nel manga, durante la sua ricerca di Zygarde, affronterà Malva riuscendo a batterla. È doppiata da Fumiko Orikasa e Loretta Di Pisa.

### Lega Pokémon di Alola
All'inizio dell'avventura in Sole e Luna la Lega Pokémon di Alola non esiste ancora, ma viene inaugurata poco prima della conclusione del gioco riunendo tutti gli allenatori più forti della regione. Oltre a Kahili fanno parte dei Superquattro anche i Kahuna Hala e Alyxia e il capitano Malpi. Il Campione è invece il professor Kukui. In Ultrasole e Ultraluna Tapso prende il posto di Hala come Superquattro e Hau
quello del professor Kukui come Campione.

#### Kahili
Kahili (カヒリ?, Kahili) è una dei Superquattro di Alola in Sole e Luna e Ultrasole e Ultraluna. È specializzata in Pokémon di tipo Volante. È una giocatrice di golf professionista e in passato ha preso parte anche lei al giro delle isole. Nel manga Pokémon Adventures Kahili dona a Sun un cerchio Z. Nell'anime Kahili appare per la prima volta nel corso dell'episodio Tieni gli occhi sulla palla! (Keeping Your Eyes on the Ball!) e a differenza dei giochi non è una Superquattro. Partecipa alla Lega Pokémon di Alola, ma non riesce a superare la fase preliminare e viene eliminata.

#### Tapso
Tapso (マツリカ?, Mullein) è uno dei Superquattro di Alola in Ultrasole e Ultraluna, in cui prende il posto di Hala. È specializzato in Pokémon di tipo Acciaio. È presente anche in Sole e Luna. Gestisce l'Osservatorio Hokulani e il Sistema Memoria Pokémon di Alola ed è un ex capitano del giro delle isole. È il cugino di Chrys, che ha ereditato l'incarico di capitano proprio da Tapso. È inoltre un amico di vecchia data del professor Kukui, dato che in passato i due hanno preso parte insieme al giro delle isole. Nell'anime Tapso viene intravisto in una foto in Amore a prima giravolta! (Love at First Twirl!). Appare fisicamente per la prima volta in Notti di piogge d'amore! (Showering the World with Love!).

### Lega Pokémon di Galar
In Pokémon Spada e Scudo la Lega Pokémon non prevede la presenza dei Superquattro, ma si articola in un torneo a eliminazione diretta e nella sfida ad alcuni capopalestra e al Campione.

#### Dandel
Dandel (ダンデ?, Dande) è il Campione della Lega di Galar, nonché fratello maggiore di Hop. È lui a sponsorizzare sia Hop che il giocatore permettendo a entrambi di prendere parte alle sfide in palestra. Tenterà vanamente di catturare il Pokémon leggendario Eternatus.

### Lega Pokémon di Paldea
In Pokémon Scarlatto e Violetto la Lega Pokémon di Pokémon è formata (in questo ordine) dai Superquattro: Capsi, Verina, Ubaldo, Oranzio e la supercampionessa Alisma.

#### Capsi
Capsi (チリ?, Chili) è una dei Superquattro di Paldea in Scarlatto e Violetto. È specializzata in Pokémon di tipo Terra. Nella versione originale (in lingua giapponese) parla con l'accento della regione del Kansai, ma in italiano l'accento è stato tradotto con quello romano. Capsi è anche l'esaminatrice della Lega Pokémon di Paldea, solo dopo aver superato la sua prova orale la si potrà sfidare.

#### Verina
Verina (ポピー ?, Poppy) è una dei Superquattro di Paldea in Scarlatto e Violetto. È specializzata in Pokémon di tipo Acciaio. Sembra essere molto piccola per la sua altezza e il suo modo di parlare, ha un aspetto kawaii.

#### Ubaldo
Ubaldo, "l'impiegato stra-ordinario" è il Capopalestra di Mesturia specializzato in Pokémon di tipo Normale, svolge anche un'attività da impiegato. Si trova spesso a mangiare al ristorante "L'Oro in Bocca", dove è nascosto il campo lotta. Successivamente si rivela essere anche un Superquattro della Lega Pokémon di Paldea specializzato in Pokémon di tipo Volante.

#### Oranzio
Oranzio (ハッサク ?, Hassaku) è uno dei Superquattro di Paldea in Scarlatto e Violetto. È specializzato in Pokémon di tipo Drago. È l'insegnante di educazione artistica presso l'Accademia Uva (in Pokémon Violetto) o l'Accademia Arancia (in Pokémon Scarlatto). Discendente di un clan di domadraghi gli ha abbandonati per abbracciare una carriera da insegnante. È molto sensibile e si commuove facilmente.

#### Alisma
Alisma (オモダカ?, Omodaka) è la supercampionessa e presidentessa della Lega Pokémon di Paldea.

### Lega Mirtillo
Lega Pokémon dell' Istituto Mirtillo introdotta nei contenuti aggiuntivi di Pokémon Scarlatto e Violetto.

### Piros
Piros (アカマツ?, Akamatsu) è 
originario di Zondopoli, è il Superquattro specializzato nel tipo fuoco.

### Erin
Erin (ネリネ?, Nerine) è originaria di Austropoli, è la Superquattro specializzata nel tipo acciaio.

### Rupi
Rupi (タロ?, Taro) è la figlia di Rafan e originaria di Sciroccopoli è specializzata nel tipo Folletto.

### Aris
Aris (カキツバタ?, Kakitsubata), originario di Boreduopoli è il Nipote di Aristide, e ex-campione dell' istituto Mirtillo è specializzato nel tipo drago.

### Riben
Riben (スグリ?, Suguru) è introdotto come rivale del giocatore e fratello minore di Rubra, diviene successivamente il campione dell' istituto mirtillo, sconfiggendo il precedente campione, Aris. È originario della regione di Nordivia.

## Organizzazioni

### Team Rocket
Il Team Rocket (ロケット団?, Rocketto-dan) è un'organizzazione criminale operante nelle regioni di Kanto e Johto in Rosso, Blu, Giallo, Rosso Fuoco e Verde Foglia, Oro e Argento, Cristallo e Oro HeartGold e Argento SoulSilver. Il gruppo si dedica allo sfruttamento e al furto di Pokémon con lo scopo di dominare il mondo. In Ultrasole e Ultraluna l'organizzazione ricompare sotto il nome di Team Rainbow Rocket (レインボーロケット団?, Reinbō Roketto-dan) per impadronirsi della tecnologia della Fondazione Æther; tra i membri figurano i leader delle organizzazioni criminali di altre regioni del mondo dei Pokémon quali Ivan, Max, Cyrus, Elisio e Ghecis. Nell'anime il Team Rocket è l'antagonista principale e ricorrente di Ash Ketchum e del suo gruppo. Nel manga Pokémon Adventures il Team Rocket recluta i tre capipalestra Lt. Surge, Sabrina e Koga. L'organizzazione tenta di fondere insieme i tre uccelli leggendari, ma viene attaccata e sconfitta da Rosso, Blu e Verde nel suo quartier generale di Zafferanopoli. In seguito Maschera di Ghiaccio tenta di riformare il Team Rocket, ma viene fermato.

#### Giovanni
Giovanni (サカキ?, Sakaki) è il leader del Team Rocket in Rosso, Blu, Giallo e Rosso Fuoco e Verde Foglia. Il suo sogno è quello di possedere una collezione dei più forti Pokémon esistenti e usarla per conquistare il mondo. Negli stessi titoli ricopre inoltre il ruolo di capopalestra di Smeraldopoli, è specializzato in Pokémon di tipo Terra e conferisce la Medaglia Terra. Dopo essere stato sconfitto dal giocatore dichiara il suo intento di sciogliere il Team Rocket. In Oro e Argento e Cristallo Giovanni non appare, nonostante l'organizzazione criminale sia ancora attiva nella regione di Johto. Nel corso della storia i membri del Team Rocket tentano invano di contattarlo, prendendo possesso della Torre Radio di Fiordoropoli. In Oro HeartGold e Argento SoulSilver si scopre che Giovanni è nascosto all'interno delle Cascate Tohjo, in cui è possibile sfidarlo. In Ultrasole e Ultraluna, inoltre, Giovanni è il capo del Team Rainbow Rocket.

### Team Magma e Team Idro
Il Team Magma (マグマ団?, Maguma-dan) e il Team Idro (アクア団?, Akua-dan) sono due organizzazioni criminali operanti nella regione di Hoenn e presenti in Rubino e Zaffiro e Rubino Omega e Zaffiro Alpha. Sono in continua lotta tra loro in quanto il Team Magma desidera espandere la terra grazie all'aiuto di Groudon, mentre il Team Idro vuole ricorrere al potere di Kyogre per espandere gli oceani. In Rubino e Rubino Omega il Team Magma è l'avversario e il Team Idro un alleato del giocatore, mentre è il contrario in Zaffiro e Zaffiro Alpha. In Smeraldo invece si devono affrontare entrambi i gruppi. Nell'anime le due organizzazioni s'incontrano ne La grotta dei tempi (A Three Team Scheme). Kyogre e Groudon vengono evocati nel corso di Team contro team tramite la Sfera rossa e la Sfera blu. Quest'ultima si fonde con il Pikachu di Ash, mentre Ivan viene controllato dalla prima. Groundon si serve di Pikachu per sconfiggere Kyogre e infine le due sfere si distruggono a vicenda e i due Pokémon leggendari si ritirano rispettivamente nel fondo dell'oceano e all'interno di un vulcano. Nell'episodio Il trasformista (The Ribbon Cup Caper) l'Agente Jenny rivela che entrambi i Team hanno deciso di sciogliersi dopo avere compreso che è impossibile riuscire ad ottenere il controllo dei Pokémon leggendari. Nel manga, i due team vengono sconfitti durante la battaglia per fermare Groudon e Kyogre.

#### Max
Max (マツブサ?, Matsubusa) è il leader del Team Magma. In Ultrasole e Ultraluna Max è uno dei membri del Team Rainbow Rocket. Nell'anime Max appare negli episodi Team contro team (Gaining Groudon) e Battaglia epica (The Scuffle of Legends), in cui tenta di controllare Kyogre, ma è infine sconfitto da Groudon e dal Pikachu di Ash. In seguito decide di sciogliere il Team Magma avendo compreso l'entità dei suoi sbagli, per poi sparire. Nel manga Max prende il controllo di Groudon tramite la Sfera Rossa, ma soccombe alla volontà del Pokémon non riuscendo a controllare il potere della sfera, che gli viene poi sottratta da Ruby, Sapphire e Adriano. Scomparso a lungo nel Mondo Distorto, Max riemerge tempo dopo insieme a Ivan e ruba a Bill la Gemma rossa, invocando con l'aiuto di Hoopa Groudon. Dopo averlo fatto megaevolvere in ArcheoGroudon, Max sconfigge Rosso e Verde e unisce poi i poteri del Pokémon con ArcheoKyogre e Rayquaza per distruggere un meteorite che minacciava la Terra; conclusa la missione il suo corpo si dissolve nel nulla.

#### Ivan
Ivan (アオギリ?, Aogiri) è il leader del Team Idro. In Ultrasole e Ultraluna Ivan è uno dei membri del Team Rainbow Rocket. Nell'anime Ivan appare negli episodi Team contro team (Gaining Groudon) e Battaglia epica (The Scuffle of Legends), dove prende il controllo di Kyogre, perdendo però la ragione. Quando Kyogre viene sconfitto da Groudon e dal Pikachu di Ash, Ivan comprende i suoi sbagli, scioglie il Team Idro e scompare. Nel manga, Ivan è il direttore della Hoenn TV con cui fa propaganda per la sua organizzazione e per screditare il Team Magma. In seguito prende il controllo di Kyogre tramite la Sfera Blu, ma soccombe alla volontà del Pokémon non riuscendo a controllare il potere della sfera, che gli viene poi sottratta da Ruby, Sapphire e Adriano. Diverso tempo dopo ritorna sotto l'alias di Guile Hideout per distruggere il Parco Lotta di Hoenn servendosi di un Kyogre falso e di Jirachi, ma viene sconfitto da Rosso, Giallo, Ruby, Sapphire ed Emerald. Scomparso a lungo nel Mondo Distorto, Ivan riemerge tempo dopo insieme a Max e ruba a Bill la Gemma blu, invocando Kyogre con l'aiuto di Hoopa. Dopo averlo fatto megaevolvere in ArcheoKyogre, Ivan sconfigge Rosso e Verde e unisce poi i poteri del Pokémon con ArcheoGroudon e Rayquaza per distruggere un meteorite che minacciava la Terra; conclusa la missione il suo corpo si dissolve nel nulla. È doppiato in giapponese da Masaki Aizawa e Rikiya Koyama (Pokémon Generazioni) e in italiano da Ivo De Palma e Luca Ghignone (Pokémon Generazioni).

### Team Galassia
Il Team Galassia (ギンガ団?, Ginga-dan) è un'organizzazione criminale operante nella regione di Sinnoh e presente in Diamante e Perla e Platino. Il suo obiettivo principale è di catturare Dialga e Palkia rispettivamente creatori del tempo e dello spazio. Inoltre è interessata a Mesprit, Azelf e Uxie. In Platino il loro piani falliscono quando Giratina emerge dal Mondo Distorto. Nella serie animata, per prendere il controllo di Palkia e Dialga il Team Galassia ingaggia anche la cacciatrice di Pokémon J affinché catturi Azelf, Uxie e Mesprit. Alla fine grazie a Camilla, Ash e compagni, Cyrus rimane intrappolato in un'altra dimensione e il resto del Team viene arrestato. Nel manga Pokémon Adventures per raggiungere il loro obiettivo accedono anche al Mondo Distorto. Nel videogioco Leggende Pokémon: Arceus ambientato ad Hisui (nella Sinnoh del passato) il Team Galassia, con a capo Soruan non era un'organizzazione criminale.

#### Cyrus
Cyrus (アカギ?, Akagi) è il capo del Team Galassia in Diamante e Perla e Platino. Nonostante collabori con i suoi sottoposti, il suo scopo consiste nel creare un nuovo universo unicamente per se stesso, creando un mondo privo di emozioni, che considera inutili e una debolezza. In Ultrasole e Ultraluna Cyrus è uno dei membri del Team Rainbow Rocket. Nell'anime Cyrus appare per la prima volta nel corso dell'episodio Lo splendore della Splendisfera (Losing Its Lustrous). La sua ambizione è quella di creare un mondo perfetto, quindi prende il controllo di Dialga e Palkia, i quali con i loro poteri creano un varco per un nuovo mondo, quindi Cyrus entra nel varco, impedendo agli altri membri del Team Galassia di seguirlo, in quanto non aveva intenzione di condividere il nuovo mondo con nessun altro. Apparirà in Ash Ketchum, nell'episodio Un nuovo mondo dove, dopo avere cercato di prendere il controllo di Dialga e Palkia, viene portato nel Mondo Distorto da Giratina, decidendo di rimanere lì in quanto lo considera un mondo perfetto. Nel manga lui, Dialga e Palkia vengono tutti e tre risucchiati nel Mondo Distorto ma alla fine Cyrus riuscirà a salvare i Pokémon leggendari da Giratina insieme a Diamond e Pearl, e benché decide di sciogliere il Team Galassia, i suoi generali (tutti tranne Plutinio) continueranno a seguirlo. È doppiato da Kenta Miyake e Gianluca Iacono.

#### Plutinio
Plutinio (プルート?, Pluto) è uno dei quattro comandanti del Team Galassia, tra i quattro è quello con il grado più basso. Dopo la sconfitta di Cyrus prenderà il comando del Team Galassia allo scopo di catturare il Pokémon leggendario Heatran. A quanto pare è stato lui a scoprire per primo il Pokémon Rotom. Nella serie animata apparirà per la prima volta in Salviamo il mondo dalla rovina! (Saving the World From Ruins!). Aiuterà Cyrus a prendere possesso dei Pokémon Dialga e Palkia nella Vetta Lancia, ma quando Cyrus accederà al nuovo mondo creato dai due Pokémon non permettendo agli altri membri dell'impresa di seguirlo, Plutinio è l'unico a non rimanerne sorpreso avendo intuito da subito che Cyrus non avrebbe diviso il nuovo mondo con nessun altro. Si presume che sia l'unico membro del Team Galassia ad essere fuggito evitando l'arresto. Nel manga tenterà di catturare il maggior numero possibile di Pokémon leggendari venendo tuttavia arrestato da Bellocchio. È doppiato da Kōsei Tomita, e in italiano da Antonio Paiola.

#### Martes
Martes (マーズ?, Mars) è uno dei quattro comandanti del Team Galassia, è molto devota nei confronti di Cyrus. Nella serie animata appare per la prima volta nel corso dell'episodio Lo splendore della Splendisfera (Losing Its Lustrous) viene arrestata insieme agli altri membri del Team Galassia dopo la scomparsa di Cyrus nella Vetta Lancia. È doppiata da Rie Tanaka, Sayaka Kitahara (Pokémon Generazioni), e in italiano da Jolanda Granato.

#### Giovia
Giovia (ジュピター?, Jupiter) è uno dei quattro comandanti del Team Galassia. Nell'anime appare per la prima volta nell'episodio Due team da sconfiggere! (Double Team Turnover!). Nella Vetta Lancia verrà sconfitta da Camilla e infine arrestata. È doppiata da Chinami Nishimura, Michiko Kaiden (Pokémon Generazioni), e in italiano da Camilla Gallo

#### Saturno
Saturno (サターン?, Saturn) è uno dei quattro comandanti del Team Galassia. Nell'anime appare per la prima volta in Il furto della sfera (A Secret Sphere of Influence!). Lui e Brock si affronteranno più volte nel corso della serie, infine Brock lo sconfiggerà nella Vetta Lancia e Saturno verrà arrestato. È doppiato da Akemi Okamura, Daiki Yamashita (Pokémon Generazioni), e in italiano da Paolo De Santis.

### Team Galassia (Hisui)
Il Team Galassia è una organizzazione presente nella regione di Hisui ed è composta da persone di altre regioni radunatesi per studiare Hisui. L'organizzazione è costituita da diverse squadre, tra cui la Squadra medica, la Squadra di vigilanza e la Squadra di ricerca. Il direttore del Team Galassia è Soruan. Essa si contrappone ad altre due organizzazioni presenti nella regione di Hisui, ossia il Team Diamante e il Team Perla. Nel futuro purtroppo diventerà un'organizzazione criminale.

#### Soruan
Appare per la prima volta in Leggende Pokémon: Arceus. Soruan (
デンボク?, Denboku) era il direttore del Team Galassia. A volte può essere un po' duro, ma i membri del team hanno molta fiducia in lui e lo rispettano. È un antenato del Professor Rowan.
Come rivelato da un'abitante del Villaggio Giubilo, Soruan è un esule che ha perso la propria casa, in un'altra regione, a causa di Pokémon in preda alla furia. Assieme al suo braccio destro Rampei e alcuni altri, si è trasferito a Hisui in cerca di un nuova vita ed è divenuto, almeno inizialmente, molto diffidente nei confronti dei Pokémon, che ritiene "creature spaventose".
In un dialogo opzionale rivela al giocatore di aver battezzato il Team Galassia dopo che, in un incontro con alcuni investitori, aveva paragonato a stelle gli altri membri, che condividevano con lui il desiderio di ricostruirsi una vita a Hisui.
Il giocatore fa la conoscenza di Soruan dopo essere stato ammesso nel Team Galassia. Egli convoca il giocatore nel suo ufficio all'inizio di ogni nuova missione riguardante i Pokémon regali. Conosce benissimo i Reggenti del Team Diamante e del Team Perla e fa in modo che i rapporti dei gruppi non collassino, ma mantiene un po' di diffidenza nei riguardi del giocatore, nutrendo sospetti sulle sue origini; lo sprona, tuttavia, a guadagnarsi il rispetto degli altri lavorando come membro della Squadra di ricerca e svelando la verità riguardo al varco spaziotemporale apparso sopra il Monte Corona.
Durante il climax del gioco, vedendo che gli sforzi del giocatore non hanno avuto gli effetti sperati (e anzi, hanno apparentemente peggiorato la stabilità dello squarcio) esilia il giocatore dal Villaggio Giubilo; quando scopre che un Pokémon è stato avvistato oltre il varco, parte con Lapilla, Rampei e qualche membro della Squadra di vigilanza verso il Monte Corona, dove sfida il giocatore per stabilire quale sia il modo migliore di gestire la crisi.
Dopo la sua sconfitta, aiuta al giocatore al fine di sigillare Dialga/Palkia, assistendo alla distruzione del Tempio di Sinnoh e alla chiusura del varco spaziotemporale.
Dopo la scomparsa del varco, incontra il giocatore alla Spiaggia Origine e racconta le origini del Team Galassia; se sconfitto, regala al giocatore la Lastrapugno, trovata al suo arrivo a Hisui.
Sulla scrivania di Soruan è possibile trovare una sua foto in compagnia di una donna vestita di bianco, probabilmente la moglie nel giorno del loro matrimonio. È quindi probabile che Soruan abbia perso, assieme alla patria, anche la propria amata.

#### Selina
Selina (シマボシ?, Shimaboshi) è la caposquadra della Squadra di ricerca del Team Galassia in Leggende Pokémon: Arceus. Dimostra una certa somiglianza con Cyrus. Selina sarà incontrata una volta entrati nel Team Galassia. Ella assegnerà una prova di ammissione al giocatore, in cui bisogna catturare uno Shinx, un Bidoof e uno Starly. Nel corso della storia sarà possibile mostrare il Pokédex a Selina e, se accumulati abbastanza punti, farà salire il giocatore di rango.

#### Professor Laven
Appare per la prima volta in Leggende Pokémon: Arceus. Il Professor Laven (ラベン博士?, Dr. Laven) è un professore Pokémon che studia nella regione di Hisui (la Sinnoh del passato). È un membro della Squadra di ricerca del Team Galassia, e in quanto tale conduce ricerche sulle caratteristiche e sulle abitudini dei Pokémon. Il suo obiettivo è creare un Pokédex esaustivo.

#### Luca
Luca (テル?, Teru) è il personaggio giocabile maschile di Leggende Pokémon: Arceus ed un rivale nello stesso gioco se si sceglie di giocare come il personaggio femminile Luce. È un membro del Team Galassia. È, insieme a Luce, l'unico Allenatore ad appartenere alla classe Allenatore Squadra di ricerca. Presenta una sorprendente somiglianza con il Lucas dei tempi moderni.

#### Luce
Luce (ショウ?, Shō) è il personaggio giocabile femminile di Leggende Pokémon: Arceus ed una rivale nello stesso gioco se si sceglie di giocare come il personaggio maschile Luca. È un membro del Team Galassia. È, insieme a Luca, l'unico Allenatore ad appartenere alla classe Allenatore Squadra di ricerca. Presenta una sorprendente somiglianza con la Lucinda dei tempi moderni.

#### Tella
Tella (キネ?, Kine) è la caposquadra della Squadra medica del Team Galassia in Leggende Pokémon: Arceus. Tella riceve un Croagunk dal giocatore come parte della sua richiesta "Il veleno di Croagunk". Usa il suo veleno per alleviare il mal di schiena di un paziente.

#### Lapilla
Lapilla (ペリーラ?, Perilla) è 
la caposquadra della Squadra di vigilanza del Team Galassia in Leggende Pokémon: Arceus. Dimostra una certa somiglianza con Vulcano e Chicco.

#### Amelia
Amelia (サザンカ?, Sazanka) è la caposquadra della Squadra edile del Team Galassia in Leggende Pokémon: Arceus. Dimostra una certa somiglianza con Karen.

#### Tao Hua
Tao Hua (タオファ?, Taohua) è il caposquadra della Squadra manifatturiera del Team Galassia in Leggende Pokémon: Arceus. Tao Hua si trova solitamente nel suo ufficio, nel seminterrato della Sede del Team Galassia. Ha una relazione complicata con Choi, suo genero e si rifiuta di negoziare con lui per rifornire ulteriormente il suo Emporio. Man mano che il giocatore progredisce e calma i Pokémon regali, Choi inizierà a fare richieste che implicano il portare ogni volta a Tao Hua uno specifico materiale del faidaté per ingraziarselo.

#### Napo
Napo (ナバナ?, Nabana) è il caposquadra della Squadra agricola del Team Galassia in Leggende Pokémon: Arceus. Gestisce il Podere del Villaggio Giubilo. Dimostra una certa somiglianza con Gardenia.

#### Albisio
Albisio (ハク?, Haku) è un membro della Squadra agricola del Team Galassia in Leggende Pokémon: Arceus. Dimostra una certa somiglianza con Marisio. Quando il giocatore interagisce con un Lucario alla Sede del Team Galassia. Albisio apparirà e si presenterà, invitando il giocatore ad affrontare lui e il Pokémon all'Area Allenamento.

### Team Plasma
Il Team Plasma (プラズマ団?, Purazuma-dan) è un'organizzazione criminale che opera nella regione di Unima e appare in Nero e Bianco e Nero 2 e Bianco 2. Il Team Plasma è guidato da N, che si rivela poi essere una marionetta nelle mani di Ghecis. Altri membri di spicco sono i Sette Saggi e il Trio Oscuro. Apparentemente lo scopo del Team Plasma è quello di liberare i Pokémon dagli allenatori e per riuscire nell'intento non esitano a rapire Pokémon. In realtà il loro vero obiettivo consiste nel liberare Zekrom in Nero e Reshiram in Bianco. in Nero 2 e Bianco 2, due anni dopo la sua sconfitta, il Team Plasma si riorganizza con l'obiettivo di appropriarsi del potere di Kyurem e dominare il mondo intero.

#### Ghecis
Ghecis Harmonia Gropius (ゲーチス・ハルモニア・グロピウス?, G-Cis Harumonia Guropiusu) è il padre di N e il vero capo del Team Plasma. Manipola il figlio nel fargli credere di essere l'eroe che libererà i Pokémon dall'oppressione dei loro allenatori, mentre in realtà intende solo sfruttarlo per ottenere il controllo del mondo intero come dittatore e poi sbarazzarsi di lui. L'idea del Team Plasma di liberare i Pokémon per il loro bene è in realtà una scusa perché Ghecis stesso possa avere un esercito di Pokémon e usarlo per conquistare il mondo. In Nero e Bianco Ghecis affronta il giocatore dopo il rinsavimento di N, venendo sconfitto e cedendo progressivamente alla pazzia mentre viene condotto via dai suoi servitori del Trio Oscuro. In Nero 2 e Bianco 2 Ghecis lascia la leadership del Team Plasma ad Acromio, anche se in realtà continua con il suo piano di conquistare del mondo. Si scopre infatti che il suo vero obiettivo è coprire di ghiaccio Unima e le altre regioni tramite Kyurem, a discapito dei suoi abitanti, ma è nuovamente sconfitto impazzendo del tutto. In Ultrasole e Ultraluna Ghecis è uno dei membri del Team Rainbow Rocket, in particolare intende manipolare Giovanni e usare le Ultracreature per creare un esercito in grado di conquistare non solo il suo mondo, ma anche ogni altro mondo esistente, facendo di lui il re dell'universo. Nell'anime, nella veste di capo del Team Plasma, lo scopo di Ghecis è quello di ottenere il controllo di Reshiram. Con l'aiuto di Acromio, Ghecis sviluppa un congegno in grado di controllare la mente dei Pokémon, che riesce nel suo intento fino all'intervento di Ash e N che liberano Reshiram dal controllo dell'apparecchio. Ghecis e i suoi sottoposti vengono quindi arrestati da Bellocchio. Una curiosità: Ghecis è discendente di re Harmonia Grophius, signore di Unima migliaia di anni prima di lui. È doppiato da Masaki Aizawa e Luca Sandri.

#### N
N (エヌ?, Enu), il cui vero nome è Natural Harmonia Gropius (ナチュラル・ハルモニア・グロピウス?, Nachuraru Harumonia Guropiusu), è il figlio di Ghecis e il re del Team Plasma. Fin da bambino mostra di possedere la capacità di leggere nel cuore dei Pokémon e di sentire le loro voci interiori. Intendendo sfruttare il suo potere al fine di controllare Reshiram, Ghecis fa nascere in N un forte risentimento nei confronti degli umani e lo manipola per fargli credere di essere l'eroe che libererà i Pokémon dall'oppressione dei loro allenatori, ponendolo a capo del Team Plasma. Per ottenere il suo scopo in Nero e Bianco cattura Zekrom o Reshiram, ma è sconfitto dal giocatore, capendo infine di essere stato raggirato dal padre. In Nero 2 e Bianco 2 tenta insieme a Zekrom o Reshiram di fermare Ghecis, permettendo la trasformazione di Kyurem nella sua forma potenziata. Nell'anime N incontra Ash Ketchum, Spighetto e Iris e nonostante sia in disaccordo con la filosofia di Ash, li accompagna brevemente nel corso della loro avventura. In seguito viene rapito dal Team Plasma per invocare Reshiram. Quando il gruppo viene infine sconfitto, N inizia a comprendere il valore della convivenza tra umani e Pokémon e si separa da Ash e i suoi amici, mentre Ghecis e il Team Plasma vengono arrestati da Bellocchio. È doppiato in giapponese da Yūichi Nakamura e Akira Ishida (Pokémon Generazioni) e in italiano da Alessandro Capra e Simone Lupinacci (Pokémon Generazioni).

#### Acromio
Acromio (アクロマ?, Acuroma) è un ricercatore indipendente in Nero 2 e Bianco 2, impegnato nello studio dei poteri dei Pokémon e nella massimizzazione del loro potenziale. Si allea con il Team Plasma per ottenere i finanziamenti per portare avanti le sue ricerche. In Ultrasole e Ultraluna contribuisce alla lotta contro Ghecis e il Team Rainbow Rocket. Nell'anime Acromio mette a punto un dispositivo per permettere a Ghecis di controllare Reshiram ed è infine arrestato insieme al resto del gruppo da Bellocchio. È doppiato da Junichi Suwabe e Andrea De Nisco.

### Team Flare
Il Team Flare (フレア団?, Flare-dan) è un'organizzazione criminale presente in X e Y e operante nella regione di Kalos. Il suo obiettivo è creare un mondo ideale in cui non vi siano più guerre e ingiustizie, e realizzabile attraverso lo stermino della razza umana e dei Pokémon, utilizzando l'arma suprema dell'antico re di Kalos e il potere di Xerneas o Yveltal a seconda del gioco. Nell'anime il Team Flare cerca di controllare Zygarde usufruendo dell'energia della megaevoluzione con l'aiuto dell'ignaro Alan, ma il loro piano va in fumo quando Elisio viene sconfitto da Zygarde, con l'aiuto di Ash Ketchum e Alan. Successivamente Xante prova a ricreare il Team Flare ma Ash, Lem, Serena e Clem riescono a fermarlo.

#### Elisio
Elisio (フラダリ?, Fleur-de-lis) è il capo del Team Flare in X e Y. Ossessionato dalla ricerca della bellezza eterna, intende attivare l'arma suprema del suo antenato AZ per sterminare la vita sul pianeta. Il suo piano gli si ritorce contro quando l'arma distrugge il quartier generale del Team Flare. In Ultrasole e Ultraluna torna come uno dei membri del Team Rainbow Rocket. Nell'anime Elisio intende raggiungere il suo scopo controllando Zygarde, ma a causa dell'intervento di Ash e Alan perde il controllo del Pokémon leggendario, il quale distrugge la base dell'organizzazione. È doppiato da Hideaki Tezuka in originale e in italiano da Marco Balbi (serie televisiva Pokémon XYZ) e Giuseppe Calvetti (ONA Pokémon Generazioni).

#### Xante
Xante (クセロシキ?, Kuseroshiki) è uno scienziato membro del Team Flare in X e Y. Dopo la sconfitta del Team Flare, Xante è al centro delle vicende nelle indagini di Bellocchio a Luminopoli. Nell'anime appare per la prima volta nel corso dell'episodio Dalla A alla Z! (From A to Z!) in cui aiuta Elisio nel suo piano per la conquista di Kalos. Quando Elisio viene sconfitto, Xante cerca di rimettere in piedi il Team Flare, ma viene fermato da Ash Ketchum, Serena, Lem e Clem ed è infine arrestato e consegnato all'agente Jenny. È doppiato da Tsuguo Mogami.

#### Matière
Matière (マチエール?, Machiēru) è una ragazzina orfana che vive per le vie di Luminopoli con il suo Espurr Mimi in X e Y. Viene in seguito adottata da Bellocchio, ma è ingannata da Xante nel diventare una cavia per una tuta di potenziamento, controllata a distanza dallo scienziato, che esalta le sue capacità fisiche a livelli sovraumani, le concede la possibilità di modificare la programmazione di una Poké Ball e le permette di cambiare il suo aspetto. Sotto il nome in codice di Esprit la ragazza compie una serie di malefatte per conto di Xante, prima di essere sconfitta e liberata dal controllo della tuta dal giocatore e da Bellocchio. Il personaggio appare nell'episodio Le indagini di Ash Ketchum dove, nelle vesti di Esprit aggredisce un'allenatrice per le strade di Luminopoli a causa dell'apparecchiatura che esercita controllo sulla sua mente, ma Bellocchio riesce ad aiutarla a tornare in sé con l'aiuto di Espurr. Nel manga fugge di casa per via del rapporto conflittuale con i suoi genitori, indossa la tuta potenziata di Xante che le permette di cambiare aspetto, e attacca Ornella e Cetrillo per scoprire i segreti della megaevoluzione. Lei e X libereranno AZ il quale era prigioniero del Team Flare, proverà poi a rubare Xerneas a Y ma poi catturerà il Pokémon leggendario Zygarde, che però le verrà sottratto da Elisio. È doppiata da Maaya Uchida.

### Team Skull
Il Team Skull (スカル団?, Skull-dan) è un'organizzazione criminale presente in Sole e Luna e Ultrasole e Ultraluna operante nella regione di Alola. Il gruppo è guidato da Guzman, il cui obiettivo è divenire il più forte allenatore di Alola; per solidificare il proprio status egli ricorre ad ogni incorrettezza, come ad esempio rubare i Pokémon altrui, assillare i coltivatori di bacche e mettere sottosopra i luoghi di svolgimento delle prove. Dientro compenso collaborano con la Fondazione Æther. In seguito agli eventi del gioco il gruppo viene sciolto. Nell'anime il Team Skull ha gli stessi obiettivi dei videogiochi.

#### Guzman
Guzman (グズマ?, Guzma) è il capo del Team Skull in Sole e Luna è Ultrasole e Ultraluna. È specializzato in Pokémon di tipo Coleottero. Allenatore valido e competitivo, predilige le lotte senza esclusione di colpi. Il suo obiettivo è quello di divenire il più forte allenatore di Alola; per solidificare il proprio status egli ricorre ad ogni incorrettezza, a tal punto da razziare ogni Insectium Z presente nella regione pur di impedirne l'utilizzo ad altri allenatori. Personaggio ambizioso, detesta perdere e quando viene sconfitto tende sempre a rimproverarsi da solo, parlando in terza persona. Da giovane ha completato il giro delle isole, ma non è mai riuscito a diventare capitano. Nel manga Pokémon Adventures il suo nome è Guzma. Desideroso di affrontare Sun prende parte al torneo Pokémon a Lili ritrovandoselo come avversario, uscendone tuttavia sconfitto.

#### Plumeria
Plumeria (プルメリ?, Plumeri) è un ufficiale del Team Skull in Sole e Luna e Ultrasole e Ultraluna. È specializzata in Pokémon di tipo Veleno. Tiene unito il gruppo ed è considerata una sorella maggiore, severa ma attenta e disponibile, dai suoi sottoposti. Riceve l'ordine di rapire Lylia e di condurla all'Æther Paradise. Nell'anime Plumeria appare per la prima volta nel corso dell'episodio Un'isola e un progetto piccante! (That's Some Spicy Island Research!).

#### Iridio
Iridio (グラジオ?, Gladio) è un ragazzo al soldo del Team Skull e uno dei rivali del protagonista in Sole e Luna e Ultrasole e Ultraluna. Considera l'abilità nella lotta come fine da perseguire. Iridio aiuta il giocatore a ritrovare Lylia, rapita con la forza da Plumeria e portata alla Fondazione Æther. Qui il ragazzo si rivela essere il fratello di Lylia, nonché figlio della direttrice Samina; originariamente membro della Fondazione, Iridio era venuto a conoscenza dell'ossessione della madre per le Ultracrature e si era reso conto dei guai che avrebbe portato il desiderio di portare questi potenti esseri ad Alola. Per questa ragione era fuggito improvvisamente rubando Tipo Zero, uno dei tre prototipi in studio presso la Fondazione e creato per contrastare le Ultracreature. Nell'anime Iridio appare per la prima volta nell'episodio Una rivalità lampante! (A Glaring Rivalry!) lui e Ash in breve tempo diventano rivali, infatti si batteranno diverse volte nel corso della serie Sole e Luna. Parteciperà alla Lega di Alola dove batterà sua sorella Lylia, e anche James del Team Rocket, infine, dopo avere sconfitto pure Kawe accederà alla finale dove affronterà Ash venendo battuto. È doppiato da Nobuhiko Okamoto e Andrea Oldani. Nel manga Pokémon Adventures Iridio prende parte al torneo Pokémon di Lili, dove affronta Hau e Moon, sconfiggendoli, per poi essere battuto da Sun.

### Fondazione Æther
La Fondazione Æther (エーテル財団?, Æther Zaidan) è un'organizzazione presente in Sole e Luna e Ultrasole e Ultraluna che ha sede nella regione di Alola, sull'Æther Paradise. L'obiettivo di questa fondazione è apparentemente di prendersi cura dei Pokémon feriti, tuttavia vengono condotte anche varie ricerche, specialmente sulle Ultracreature e Ultravarchi, e sui Pokémon Cosmog e Tipo Zero. L'organizzazione intende sfruttare il potere di Cosmog per portare le Ultracreature ad Alola in Sole e Luna e per viaggiare attraverso l'Ultravarco e affrontare Necrozma in Ultrasole e Ultraluna, senza considerare le conseguenze delle loro azioni. A tal fine collabora con il Team Skull.

#### Samina
Samina (ルザミーネ?, Lusamine) è la direttrice della Fondazione Æther in Sole e Luna e Ultrasole e Ultraluna. È una donna dall'apparenza gentile e benevola con l'obiettivo di creare un mondo utopistico per i Pokémon. In realtà è ossessionata dalle Ultracreature ed è disposta a sacrificare tutto pur di possedere questi misteriosi e potenti esseri. A causa di questa sua mania estrania i figli Lylia e Iridio. Samina si fonde con Nihilego ma viene salvata da Solgaleo in Sole e Lunala in Luna. In seguito si reca a Kanto con sua figlia a trovare Bill per cercare di curarsi dalle tossine di Nihilego. Nell'anime Samina compare in Un incontro tra sogno e realtà! (A Dream Encounter!) dove viene presentata fin da subito come la madre di Lylia e Iridio. Viene catturata da Nihilego e condotta nell'Ultramondo, venendo liberata dai suoi figli e da Ash Ketchum con l'aiuto di Solgaleo. È doppiata da Sayaka Kinoshita in originale e Laura Brambilla in italiano (serie Pokémon Sole e Luna, Pokémon Sole e Luna Ultraleggende e Pokémon Evoluzioni).

#### Vicio
Vicio (ザオボー?, Zaobō) è uno scienziato che lavora per la Fondazione Æther. In Sole e Luna affronta numerose volte il protagonista all'Æther Paradise per impedirgli di salvare Lylia. In Ultrasole e Ultraluna tradisce la Fondazione e si allea con il Team Rainbow Rocket. Nell'anime Vicio appare per la prima volta nel corso dell'episodio Un incontro tra sogno e realtà! (A Dream Encounter!), e come membro della Fondazione Æther supporta Samina nella ricerca sulle Ultracreature. ha condotto esperimenti di dubbia moralità di cui nemmeno Samine era a conoscenza, ad esempio all'insaputa di tutti ha creato nei laboratori dell'Æther Paradise il Pokémon Tipo Zero allo scopo di contrastare le Ultracreature. Vicio ruba Cosmog il quale di evolve in Cosmoem; quest'ultimo apre l'Ultravarco dal quale esce Nihilego che si accanisce contro lo stesso Vicio e cattura Samina. Dopo che Ash Ketchum e i suoi amici salvano Samina, Vicio viene perdonato subendo tuttavia una retrocessione di grado. È doppiato da Mitsuaki Madono e Massimo Di Benedetto.

### Ultrapattuglia
L'Ultrapattuglia (ウルトラ調査隊?, Urutora chosa-tai) è un'organizzazione che appare in Ultrasole e Ultraluna. Quando Necrozma evade dall'Ultramondo per assorbire la luce di Alola, l'Ultrapattuglia giunge nella regione attraverso un Ultravarco per cercare di fermarla e impedire che Alola faccia la fine del loro mondo, ormai ammantato dall'oscurità. Collaborano quindi con la Fondazione Æther svolgendo ricerche sugli Ultravarchi e sulle Ultracreature. Per spostarsi da un mondo all'altro utilizzano Solgaleo e Lunala. Conducono il protagonista nel loro mondo e gli chiedono di sconfiggere Necrozma, che nel frattempo ha rubato la luce dell'isola Poni di Alola. Infine, come ringraziamento per avere salvato la luce di Alola e placato l'ira di Necrozma, permettono al protagonista di continuare a utilizzare i due Pokémon leggendari per esplorare l'Ultramondo e decidono di rimanere ad Alola per proseguire le loro ricerche. In Pokémon Ultrasole i membri dell'Ultrapattuglia sono Darus e Zoy, mentre in Pokémon Ultraluna sono Mirin e Syron.

### Team Yell
Il Team Yell (エール団?, Yell-dan) è un'organizzazione presente nei giochi Pokémon Spada e Scudo. Sono guidati da Ginepro, che ricopre anche il ruolo di Capopalestra di Spikeville. Sono grandi ammiratori dell'allenatrice Mary e il loro obiettivo è favorirne l'ascesa a Campionessa della Lega di Galar ostacolando in tutti i modi i suoi rivali.

#### Ginepro
Ginepro (ネズ?, Nezu) è il capo del Team Yell nonché capopalestra di Spikeville in Pokémon Spada e Scudo. È specializzato in Pokémon di tipo Buio. È il fratello maggiore di Mary. Di tutti i capopalestra di Galar è l'unico a non usare il fenomeno Dynamax nei suoi incontri in palestra.

#### Mary
Mary (マリィ?, Mary) è un'allenatrice che ambisce a diventare la Campionessa di Galar, ed è rivale del giocatore in Spada e Scudo. È la sorella minore del capopalestra Ginepro, e proprio come lui è specializzata nell'uso dei Pokémon di tipo Buio. Da avversaria, passerà poi a diventare alleata del giocatore.

### Macro Cosmos
La Macro Cosmos (マクロコスモス?, Macro Cosmos) è una società che opera su Galar, gestita da Rose. È una compagnia di risorge energetiche, inoltre è essa a presiedere la Lega Pokémon. Tramite la Macro Cosmos è possibile sfruttare il fenomeno Dynamax negli incontri in palestra e nella lega. La sede principale della Macro Cosmos è la Rose Tower (chiamata poi Torre Lotta) a Goalwick, inoltre hanno uno stabilimento pure a Knuckleburgh, nella Centrale Energetica.

#### Rose
Rose (ローズ?, Rose) è il presidente della Lega Pokémon di Galar, e tramite la sua azienda ha reso disponibili, sia nelle lotte in palestra che nelle lotte della Lega, i combattimenti Dynamax e Gigamax. Rose sponsorizza Beet nelle lotte in palestra. Apparentemente sembra un benefattore, ma in realtà è ossessionato dalle risorse energetiche che, stando alle stime, tra mille anni si esauriranno e dunque Galar resterà senza fonti energetiche. Desideroso di creare una fonte di energia inesauribile, attirerà verso il Pokémon leggendario Eternatus tutta l'energia Dynamax della regione, proprio durante la Lega. Purtroppo il piano non ha l'esito sperato, infatti Eternatus perde completamente il controllo, venendo comunque battuto dal giocatore e da Hop che rilasciano nuovamente l'energia Dynamax, mentre Rose si dimette dal suo incarico di presidente.

#### Olive
Olive (オリーヴ?, Olive) è l'assistente di Rose, lavora nella sua impresa, prova molta stima nei suoi confronti, tanto che farebbe qualunque cosa per lui. Segretamente lo aiuta nel suo piano per incanalare tutta l'energia Dynamax nella regione di Galar nel Pokémon Eternatus.

### Team Perla
Il Team Perla è un'organizzazione presente nella regione di Hisui. La Reggente è Perula. Il team si prefigge di valorizzare l'ambiente di Hisui e di esplorarne le lande senza timore. Venera il Sommo Sinnoh, considerato il creatore della regione, e i Pokémon regali, affinché li proteggano. Il Team Perla è in contrasto con il Team Diamante. I membri di questo team non usano Poké Ball perché sostengono che ai Pokémon non faccia piacere stare lì dentro. La loro base si trova ai Ghiacci Candidi.

#### Perula
È la Reggente del Team Perla ed è convinta che le lande di Hisui debbano essere esplorate senza timore. Non va molto d'accordo con Damon, il Reggente del Team Diamante, e i due discutono spesso. 

#### Rapan
È il Capitano che sorveglia il Kleavor regale alla Landa Ossidiana. È il Capitano più giovane del team. Un giorno, una spaccatura dimensionale si aprì e un'esplosione fece impazzire Kleavor. Diversi membri sia del Team Diamante che del Team Galassia furono spediti a controllare, ma tornarono tutti feriti. Quando il giocatore va a cercare di aiutare a calmare Kleavor, Rapan è sospettoso dell'estraneo e lo sfida ad una lotta. Dopo la sua sconfitta, arriva Perula e garantisce per il giocatore, chiedendo la collaborazione di Rapan. Accettando finalmente l'aiuto, Rapan rivela di aver portato i cibi preferiti di Kleavor nel tentativo di calmare il Pokémon regale, che il giocatore suggerisce di trasformare in balsami da lanciare invece a Kleavor.

#### Genaria
È la Capitana che sorveglia l'Ursaluna del Poképassaggio che si trova all'Acquitrino Vermiglio. Genaria è devota alla tradizione e dimostra un'intrinseca sfiducia nei confronti di chiunque sia al di fuori del Team Perla. Viene presentata all'interno delle Rovine Flemma dopo che una lastra di pietra viene rubata dalle rovine dal gruppo delle sorelle Florido. Quando il giocatore riporta la lastra alle rovine, Genaria cambia idea e inizia a fidarsi degli altri. Permette al giocatore di affrontare Ursaluna e placare la sua ira.

#### Guaran
È la Capitana che sorveglia Arcanine regale alla Costa Oltremare. Il giocatore incontra Guaran per la prima volta in cima al Capo Rupevelo, presso la tomba del precedente Arcanine regale, che è morto in mare mentre cercava di salvare il suo cucciolo Growlithe. Ha il compito di allevare il figlio del precedente Re per farlo diventare il prossimo Pokémon regale del Team Perla, ma decide invece di lasciare che Growlithe viva la sua vita in pace dopo la sua esperienza traumatica, cosa che ha causato molti dubbi all'interno del suo team circa la sua sottrazione ai doveri di Capitano. Dopo che uno dei Growlithe affidati alle sue cure viene rapito dalle Sorelle Florido, si reca all'Isola Mangiafuoco con il giocatore e Sinen, dove assiste all'evoluzione del figlio di Arcanine mentre tenta di venire in difesa del Growlithe rapito. Subito dopo essersi evoluto, il nuovo Arcanine viene colpito da un fulmine ed entra in uno stato di collera. Una volta che il giocatore ha calmato l'ira di Arcanine, Guaran lo ringrazia e giura di vegliare sul nuovo Pokémon regale come suo Capitano.

#### Andy
È il Capitano che sorveglia lo Sneasler del Poképassaggio che si trova nelle Pendici Corona. Come il giocatore è stato trasportato indietro nel tempo nella regione di Hisui, ma perdendo la maggior parte dei suoi ricordi nel processo. Accompagna il giocatore attraverso le Pendici Corona quando visita per la prima volta l'area, raccontandogli ricordi sbiaditi del suo Pokémon compagno e di Torn, oltre a lottare contro di lui e a permettergli di chiamare Sneasler per arrampicarsi su alte pareti rocciose. Dopo aver riacquistato altri ricordi, racconta a Damon e Melio di come gli Allenatori di Pokémon in futuro coopereranno con i Pokémon. Dopo che Electrode regale viene calmato, inizia a gestire l'Area Allenamento al Villaggio Giubilo. Quando gli si parla, consente al giocatore di scegliere uno tra i determinati personaggi contro cui lottare, incluso se stesso. È l'unico membro del Team Perla che usa le Poké Ball.

#### Otis
È il Capitano che sorveglia l'Avalugg regale ai Ghiacci Candidi. Otis si presenta per la prima volta al giocatore ai Blocchi d'Avalugg dopo che Avalugg regale è entrato in stato di collera. Non crede che Avalugg farà del male agli altri, ma accetta di assecondare la volontà del giocatore di calmarlo se questi saprà dimostrare la propria forza in una lotta.

### Team Diamante
Il Team Diamante è un'organizzazione presente nella regione di Hisui. Il Reggente è Damon. Il team si prefigge di valorizzare il tempo in modo da non sprecarlo inutilmente. Venera il Sommo Sinnoh, considerato il creatore della regione, e i Pokémon regali, affinché li proteggano. Il Team Diamante è in contrasto con il Team Perla. I membri di questo team non usano Poké Ball perché sostengono che ai Pokémon non faccia piacere stare lì dentro. La loro base si trova all'Acquitrino Vermiglio.

#### Damon
È il Reggente del Team Diamante ed è convinto che il tempo sia una fonte preziosa da non sprecare inutilmente. Non va molto d'accordo con Perula, la Reggente del Team Perla, e i due discutono spesso.

#### Riza
È la Capitana che sorveglia il Wyrdeer del Poképassaggio che si trova alla Landa Ossidiana. È cresciuta con il suo compagno, Munchlax, a cui è molto affezionata. Considera anche Damon come il suo "fratellino", che ha aiutato a crescere, sebbene non siano parenti di sangue. Dopo aver completato la richiesta 102: "La nuova alba di Hisui" Riza può essere trovata in uno qualsiasi dei campi base. Durante una comparsa multipla, il giocatore può nutrire il suo Munchlax con cinque Baccaguava per rivelare quali Pokémon sono presenti nella comparsa.

#### Maru
È la Capitana che sorveglia il Lilligant regale all'Acquitrino Vermiglio. Maru si sente molto responsabile come Capitano e, per questo motivo, tende a cercare di risolvere i problemi da sola. Maru viene incontrata per la prima volta poco dopo aver esplorato la Landa Ossidiana, quando arriva al Villaggio Giubilo, che lei trova affascinante, e fa tappa al negozio di Rampei per il mochi di patate. Dopo che il giocatore ha ottenuto la possibilità di usare Ursaluna, Damon e Soruan lo chiamano e gli rivelano che il Pokémon regale di Marus, Lilligant, è entrato in uno stato di collera e che Maru aveva nascosto queste informazioni nella speranza di risolvere il problema da sola. Mentre il giocatore cerca Lilligant all'Acquitrino Vermiglio, incontra Maru, che si è slogata una caviglia mentre trasportava un cesto di sferezen che aveva preparato per sedare la collera del Pokémon regale. Dopo essere stata rimproverata da Damon e Genaria, dirige il giocatore verso il punto in cui si trova la Regina Lilligant all'Arena della Ribalta. Dopo che il Pokémon regale è stato calmato, Maru si trasferisce nel Villaggio Giubilo e lavora come assistente nel Salone Acconciature, continuando però ad esercitare anche il suo ruolo di Capitano nel Team Diamante. Dopo che il giocatore ha calmato Arcanine regale, Maru gli chiederà di vedere un Misdreavus e successivamente un Kirlia. Completare queste richieste la ispirerà ad ampliare il suo assortimento di acconciature e tinte per capelli.

#### Sinen
È il Capitano che sorveglia il Basculegion del Poképassaggio che si trova alla Costa Oltremare. Sinen vive vicino al mare. È timido e si spaventa facilmente, e come tale, non gli piacciono i Pokémon di tipo Spettro, ad eccezione di Basculegion, insieme al quale in passato salvò Guaran, un Capitano del Team Perla. I due iniziarono presto una relazione romantica, che mantennero in segreto per tutti i membri dei team, poiché erano consapevoli della cattiva reputazione di Guaran e poiché la donna non voleva che anche Sinen ne avesse una a causa sua.

#### Melio
È il Capitano che soveglia l'Electrode regale alle Pendici Corona. È specializzato in Pokémon di tipo Veleno. Melio crede che la collera di Electrode regale sia una benedizione concessa dal Sommo Sinnoh per proteggere il Team Diamante. Ha una personalità arrogante ed egocentrica, ma stando a Riza un tempo era molto timido e riservato, finché un giorno non ha deciso che avrebbe lavorato sodo per aiutare Damon. Melio tenta di sabotare il giocatore rimuovendo le torce all'interno della Grotta Labirinto, per poi sfidarlo a una lotta fuori dalla Cava degli Antichi. All'Arena Accogliluna, dove risiede Electrode, Melio sfida ancora una volta il giocatore per impedirgli di calmare il Pokémon regale. Anche dopo aver perso, si rifiuta di rivelare il cibo preferito di Electrode per creare le sferezen, collaborando solo quando Damon glielo ordina personalmente. 

#### Wasabi
È la Capitana che sorveglia il Braviary del Poképassaggio ai Ghiacci Candidi. Wasabi è una giovane ragazza giocosa con un'aria misteriosa che talvolta allude alla chiaroveggenza. Fa in modo che il giocatore insegua lei e Braviary attraverso le terre ghiacciate fino a dirigerli finalmente al Tempio di Punta Neve. Una volta che il giocatore ha risolto tutti gli enigmi all'interno del tempio, lotta contro di lei per determinare se è abbastanza forte da comandare Braviary. Dopo averla sconfitta e aver battuto Braviary, garantisce al giocatore la possibilità di usare il Pokémon per farsi trasportare in volo. Successivamente appare all'interno del Tempio di Punta Neve con Damon e aiuta il giocatore a trovare Regigigas.

### Team Star
Il Team Star è stato formato dagli studenti che venivano bullizzati all'Accademia Arancia (in Scarlatto) o all'Accademia Uva (in Violetto) ed è composto da cinque bande. Ciascuna banda ha il proprio capo, ognuno dei quali controlla una delle basi. Questi individui creano problemi a tutti, perseguitando studenti e insegnanti con i loro modi chiassosi e delle insistenti tattiche di reclutamento. Il Team Star è al centro della storia Il viale della polvere di stelle di Pokémon Scarlatto e Violetto. Il Team è composto da cinque bande con base in diverse posizioni di Paldea, ognuna di esse sotto il controllo di un Capobanda. Quando il protagonista invaderà la base, dovrà sconfiggere 30 pokémon in modalità let's go utilizzando i primi 3 componenti della squadra. Soltanto dopo potrà sfidare il Capobanda, il quale avrà sempre in squadra un'auto customizzata chiamata Starmobile, con all'interno un Revavroom e due Varoom. Dopo averli sconfitti, consegneranno al giocatore la propria medaglia e la divisione verrà sciolta.
Curiosità: I nomi delle Bande del Team Star sono gli stessi delle stelle nella Costellazione di Cassiopea.

#### Romelio
Romelio (ピーニャ?,  Piña) è il Capobanda della base Segin ed è specializzato nel tipo buio. Ha attirato antipatie dopo che è diventato il rappresentante degli studenti perché ha incominciato a imporre una sfilza di regole fastidiose e quindi è stato sostituito subito. È lui che ha stilato il codice di condotta del Team Star. A quanto pare, a volte usa software da DJ per organizzare concerti da solista a sorpresa.

#### Pruna
Pruna (メロコ?, Meloco) è la Capobanda della base Schedar ed è specializzata nel tipo fuoco. È il membro più poliedrico del Team Star. Nonostante i suoi modi di fare rudi e aggressivi, è riuscita ad ottenere la fiducia dei membri della banda grazie alla sua dedizione al completamento degli incarichi. Era stata bullizzata perché gli altri erano gelosi della sua bellezza.

#### Henzo
Henzo (シュウメイ?, Shumei) è il Capobanda della base Tsih ed è specializzato nel tipo veleno. Prima di entrare nel Team Star, lui ed il suo piccolo amico Gaetano sono stati bullizzati. Si riconcilierà successivamente con Gaetano e spiega le vere intenzioni del Team Star al giocatore e Garoff. È lui che ha creato i vestiti per gli altri Capibanda.

#### Nespera
Nespera (ビワ?, Biwa) è la Capobanda della base Caph ed è specializzata nel tipo lotta. Prima di entrare, era una ragazza molto popolare nell'Accademia Arancia (in Scarlatto) o nell'Accademia Uva (in Violetto). Nespola, gelosa del fatto che sia diventata più popolare di lei, bullizzò insieme ai suoi compagni di classe Nespera. Tuttavia quando fu il turno di Nespola ad essere vittima di bullismo, Nespera la aiutò e la convinse ad entrare nel Team Star come recluta. Nonostante le apparenze Nespera è molto premurosa e altruista nei confronti dei suoi compagni.

#### Ortiz
Ortiz (オルティガ?, Ortiga) è il Capobanda della base Ruchbah ed è specializzato nel tipo folletto. Nel Team Star ha il ruolo di meccanico (nonostante le apparenze) ed è figlio di una ricca famiglia, nonché erede di una casa di moda. Si unì al Team Star perché veniva bullizzato. Tende a guardare gli altri dall'alto in basso. È il più piccolo del gruppo. Segue delle lezioni di pianoforte.

#### Penny
Penny (ボタン?, Botan) è un'amica e rivale del giocatore. Frequenta insieme a lui l'Accademia Arancia (in Scarlatto) o l'Accademia Uva (in Violetto), ma è spesso assente per motivi non chiari. È timida, porta sempre con sé uno zaino a forma di Eevee ed affronta insieme al giocatore, a Nemi, a Pepe e tutti gli altri studenti la ricerca di tesori affidata loro dal preside Clavel.
Lei è anche molto esperta con i computer, soprattutto nel'hackeraggio, e con i macchinari in generale.
La sua identità segreta è Cassiopea, l'arcicapo del Team Star; tuttavia nessuno dei membri conosce la sua vera identità perché li ha sempre contattati via Smart Rotom, non lasciando mai la sua stanza all'Accademia. È dovuta tornare a Galar per un certo periodo e al suo ritorno scopre che i suoi capobanda e le reclute potrebbero essere espulse dall'Accademia, tuttavia per il codice di condotta creato assieme non può scogliere la banda. Per questo motivo recluta il giocatore, sempre sotto l'identità di Cassiopea, nell'"Operazione Stardust". Si unirà più tardi anche Garoff.
Dopo aver sconfitto tutte le basi, rivela la sua identità al giocatore e chiede di sfidarla, mentre Garoff osserva la battaglia. Una volta sconfitta, Garoff rivela di essere in verità il preside e compaiono dietro di lei i capobanda del Team Star. Clavel fa in modo che il Team Star non si debba più scogliere, tuttavia verranno puniti, soprattutto Penny che si sente in colpa per avere illegalmente hackerato i PL della Lega Pokémon.
Successivamente Penny viene reclutata dal giocatore e da Pepe, insieme a Nemi, per aiutarli nella Voragine di Paldea. Qui il gruppo scopre i Pokémon Paradosso e cosa è successo veramente al professore.
Penny poi incomincia a spiare il Team Star, ora che sono rientrati a scuola, perché è preoccupata per loro. Infine chiede al giocatore se gli amici si preoccupano così tanto e permette al giocatore di entrare nella sua stanza quando vuole. 
La sua squadra è composta solo dalle evoluzioni di Eevee (tranne Espeon e Glaceon)

## Professori

### Professor Oak
Samuel Oak (オーキド・ユキナリ?, Ōkido Yukinari), o più comunemente Professor Oak (オーキド博士?, Ōkido-Hakase), è l'inventore del Pokédex ed è considerato il più grande studioso e ricercatore di Pokémon. In Rosso, Blu, Giallo, Rosso Fuoco e Verde Foglia e Let's Go, Pikachu! e Let's Go, Eevee! guida il giocatore alla scoperta del mondo dei Pokémon, gli consegna il suo Pokémon iniziale e lo incarica di completare il Pokedex. È inoltre il nonno di Blu. In Oro e Argento e Cristallo conduce un suo programma radiofonico e permette al giocatore di accedere al Monte Argento. In Oro HeartGold e Argento SoulSilver, una volta sconfitto Rosso, Oak dona al protagonista uno degli starter della prima generazione. In Diamante e Perla offre al giocatore il Pokédex, una volta incontrati i 150 Pokémon della regione di Sinnoh. Nell'anime il Professor Oak appare per la prima volta nel corso dell'episodio L'inizio di una grande avventura (Pokémon, I Choose You!) in cui consegna ad Ash Ketchum il suo primo Pokémon, Pikachu, in quanto il ragazzo si era attardato e gli altri starter erano già stati tutti distribuiti. Del passato dello studioso si sa ben poco: da ragazzo era un allenatore di Pokémon e ha viaggiato nella regione di Johto in compagnia di un Charmeleon. Nel lungometraggio Pokémon 4Ever, incontra Celebi che, inseguito da un cacciatore di Pokémon, si teletrasporta nel futuro, dove Samuel incontra e stringe amicizia con Ash. Nell'adattamento giapponese è stato doppiato da Unshō Ishizuka fino all'episodio 1037. A seguito della morte di Ishizuka, dall'episodio 1038 è doppiato da Kenyu Horiuchi. Nell'adattamento italiano è doppiato da Riccardo Rovatti, Flavio Aquilone (da bambino in Pokémon 4Ever) e Mario Scarabelli (Pokémon: Le origini). Nel manga Pokémon Adventures viene rapito dal Team Rocket allo scopo di sapere dove si trova Mewtwo, ma viene liberato da Rosso, Blu e Verde che sconfiggono l'organizzazione a Zafferanopoli. Successivamente partecipa alla Lega Pokémon dove sconfigge Verde in semifinale per poi ritirarsi prima della finale. Due anni dopo collabora a combattere i Superquattro di Kanto. Un anno dopo ingaggia Crystal affinché faccia un resoconto dei Pokémon di Johto, rimanendo però coinvolto nella battaglia contro Maschera di Ghiaccio. Un anno dopo viene rapito da Deoxys e portato nel Settipelago. Infine un anno dopo è lui che ingaggia Emerald per recarsi al Parco Lotta di Hoenn a cercare Jirachi.

### Professor Elm
Il professor Elm (ウツギ博士?, Utsugi-Hakase) è un ricercatore di Pokémon che si occupa di dare il Pokédex e il Pokémon iniziale ai nuovi allenatori di Johto in Oro e Argento, Cristallo e Oro HeartGold e Argento SoulSilver. È un vecchio studente del Professor Oak e conduce le sue ricerche sull'evoluzione e sulle uova dei Pokémon. È spesso con la testa tra le nuvole e a volte dimentica addirittura di mangiare a causa dell'impegno nelle sue ricerche. Anche nell'anime il Professor Elm è spesso distratto poiché concentrato sul lavoro. In Un'iscrizione difficile (Don't Touch That 'Dile), prima puntata in cui compare, scambia Jessie per l'Infermiera Joy, permettendole di rubare uno dei suoi Pokémon: Totodile. È doppiato da Kazuhiko Inoue e in italiano da Gianluca Iacono e Davide Albano (ridoppiaggio). Nel manga Pokémon Adventures, dona a Oro un Cyndaquil e a Crystal un Chikorita, invece il suo Totodile viene rubato da Argento. Contribuisce nella lotta con Maschera di Ghiaccio ed è lui a svelare che in realtà è uno dei capipalestra di Johto.

### Professor Birch
Il professor Birch (オダマキ博士?, Odamaki-Hakase) è un ricercatore di Pokémon che si occupa di dare il Pokédex e il Pokémon iniziale ai nuovi allenatori di Hoenn in Rubino e Zaffiro, Smeraldo e Rubino Omega e Zaffiro Alpha. È il padre del rivale del protagonista, Brendon o Vera a seconda della scelta del giocatore. Nell'anime il professor Birch è conosciuto per il suo lavoro di ricercatore sul campo. La prima apparizione avviene nell'episodio Pikachu in Pericolo (Get The Show On The Road!) in cui consegna a Vera il suo primo Pokémon: Torchic. È doppiato da Fumihiko Tachiki, Stefano Albertini e Giorgio Bonino. Nel manga Pokémon Adventures è il padre di Sapphire e un grande amico di Norman. Dona Treecko a Lino, Torchic ad Aron, Wailord e Tropius a Sapphire e Mudkip a Ruby.

### Professor Rowan
Il professor Rowan (ナナカマド博士?, Nanakamado-Hakase) è un ricercatore di Pokémon che si occupa di dare il Pokédex e il Pokémon iniziale ai nuovi allenatori di Sinnoh in Diamante e Perla e Platino. Rowan studia soprattutto l'evoluzione e i Pokémon leggendari. Nell'anime Lucinda riceve dal professor Rowan il suo primo Pokémon, Piplup, nel corso dell'episodio Un Inizio Burrascoso (Following a Maiden's Voyage!). Il Professor Rowan appare inoltre negli episodi da L'Accademia Pokémon Estiva! (Camping It Up!) a La Gara Finale! Il Triathlon dei Pokémon! (One Team, Two Team, Red Team, Blue Team) dove è il responsabile dell'Accademia Pokémon Estiva a cui partecipano Ash, Brock, Lucinda, Conway, Angie e Jessie. È doppiato da Iemasa Kayumi e Mario Scarabelli. Nel manga Pokémon Adventures dona Piplup, Chimchar e Turtwig a Lady Platina Berlitz.

### Professoressa Aralia
La professoressa Aralia (アララギ博士?, Araragi-Hakase) è una ricercatrice di Pokémon che si occupa di dare il Pokédex e il Pokémon iniziale ai nuovi allenatori di Unima in Nero e Bianco e Nero 2 e Bianco 2. Nell'anime la professoressa Aralia appare per la prima volta nel corso dell'episodio All'ombra di Zekrom! (In The Shadow of Zekrom!). Consegna uno Snivy a Diapo e un Oshawott ad Ash Ketchum. È doppiata da Naomi Shindō e Laura Brambilla. Nel manga Pokémon Adventures consegna uno Snivy a Komor e un Oshawott a Belle.

### Professor Platan
Il professor Platan (アララギ博士?, Puratānu-Hakase) è il principale ricercatore di Pokémon di Kalos in X e Y. A differenza di altri professori Platan permette al giocatore di scegliere uno dei tre Pokémon iniziali della prima generazione, mentre lo starter della sesta generazione viene consegnato da un compagno del protagonista. Nell'anime il professor Platan consegna un Fennekin a Serena. È doppiato da Hiroshi Tsuchida. Nel manga Pokémon Adventures il professor Platan affronta X in una lotta Pokémon, sconfiggendo il Chespin che gli aveva donato. Dopo la sconfitta del Team Flare invia Sina e Dexio nella regione di Alola al fine di indagare su Zygarde.

### Professor Kukui
Il professor Kukui (ククイ博士?, Kukui-Hakase) è un ricercatore di Pokémon che si occupa di dare il Pokédex e il Pokémon iniziale ai nuovi allenatori di Alola in Sole e Luna e Ultrasole e Ultraluna. È specializzato nello studio delle mosse e ha una personalità energetica ed eccentrica. È inoltre sposato con la professoressa Magnolia. Nella sua gioventù ha partecipato al giro delle isole assieme al suo amico d'infanzia Tapso. Egli frequenta spesso anche lo Stadio Royale, dove è noto con l'alter ego di Mister Royale, un misterioso wrestler con il volto coperto da una maschera di lucha libre. In seguito riveste il ruolo di fondatore e Campione della Lega Pokémon di Alola. Nell'anime il professor Kukui lavora come insegnante alla Scuola Pokémon dell'isola Mele Mele ed è conosciuto per il suo lavoro di ricercatore sul campo. Compare per la prima volta nell'episodio Alola a una nuova avventura! (Alola to New Adventure!). Ash vive con lui durante la sua permanenza alla scuola. L'allenatore riceve dal professore sia il Pokédex Rotom che un Rockruff. È doppiato da Keiichi Nakagawa e Paolo De Santis. Nel manga Pokémon Adventures riceve da Moon un Rotom, Pokémon che normalmente non si trova nella regione di Alola, allo scopo di farlo entrare nel Pokédex di Sun al quale ha consegnato un Litten. Iscrive Sun al torneo di Lili al quale parteciperà anche lui sotto l'alias di Mister Royale, venendo però battuto proprio da Sun.

### Professoressa Magnolia
La professoressa Magnolia (バーネット博士?, Burnet-Hakase) è una ricercatrice sposata con il Professor Kukui che studia il rapporto tra Pokémon e le dimensioni parallele. Amica di Zania, con la quale condivide l'interesse nello studio dei sogni, la professoressa Magnolia appare per la prima volta nell'applicazione per Nintendo 3DS RAdar Pokémon, in cui comunica al giocatore di avere rilevato l'esistenza di una dimensione parallela in cui vivono alcuni Pokémon che è possibile catturare e trasferire in Nero 2 e Bianco 2. In Sole e Luna e Ultrasole e Ultraluna lavora al Centro Ricerche Interdimensionali di Kantai, dove svolge ricerche sugli universi paralleli, sulle Ultracreature e sui fenomeni che si verificano nella regione di Alola. Nell'anime la professoressa Magnolia appare per la prima volta nel corso dell'episodio Un incontro tra sogno e realtà!. Lavora per la Fondazione Æther a stretto contatto con la direttrice Samina e indaga sugli Ultravarchi. È lei a informare Ash e i suoi compagni di scuola dell'esistenza delle Ultracreature. Nell'episodio La nuova avventura dei professori (The Professors' New Adventure!) sposa il Professor Kukui e va a vivere con lui e Ash al suo laboratorio di ricerca ed in seguito i due avranno anche un bambino, Keiki (Lei in originale). È doppiata da Sachi Kokuryū e Gea Riva.

### Professor Willow
Il Professor Willow è un Professore Pokémon che appare in Pokémon GO. È specializzato negli habitat e nella distribuzione dei Pokémon.  Al contrario degli altri professori che regalano al giocatore lo starter, il Professor Willow dona al giocatore la sua prima Poké Ball per fargli catturare il suo primo Pokémon.

### Professor Laven
Appare per la prima volta in Leggende Pokémon: Arceus. Il Professor Laven è un professore Pokémon che studia nella regione di Hisui (la Sinnoh del passato). È un membro della Squadra di ricerca del Team Galassia, e in quanto tale conduce ricerche sulle caratteristiche e sulle abitudini dei Pokémon. Il suo obiettivo è creare un Pokédex esaustivo. 

### Professoressa Olim
Appare solo in Pokémon Scarlatto. La Professoressa Olim era anche una ex studentessa dell'Accademia Arancia che ha svolto delle ricerche nell'Area Zero di Paldea.
Inizialmente contatta il giocatore perché si prenda cura di Koraidon per aiutarlo a riprendere le forze.
Una volta che Koraidon ha riacquistato i suoi poteri, chiede al giocatore di riportare il Libro scarlatto nel suo laboratorio nell'Area Zero. Qui, la professoressa rivela di aver costruito una macchina del tempo con cui ha portato nel presente diversi Pokémon Paradosso, inclusi due esemplari di Koraidon, da un passato remoto.
Secondo i dossier presenti nelle stazioni di monitoraggio, la professoressa ha scoperto la teracristallizzazione tramite un collegamento tra l'energia dei cristalli e un Pokémon misterioso presente nel fondo della voragine, creando un primo prototipo della Terasfera. Con la macchina del tempo da lei costruita, ha portato nel presente un Koraidon, il primo Pokémon proveniente dal passato, e in seguito altri Pokémon dal passato. Dopo la nascita di Pepe, il padre abbandona la professoressa. Poi crea una IA con tutti i suoi ricordi e le sue conoscenze scientifiche e un corpo uguale a lei. Successivamente trasferisce un altro esemplare di Koraidon dal passato più aggressivo del primo.
Arrivato al Laboratorio Zero, il giocatore scopre che la vera professoressa è stata uccisa salvando il Koraido debole dall'altro Koraidon più aggressivo in uno scontro per il territorio, e fino a quel momento ha interagito con il robot controllato dalla intelligenza artificiale con le sembianze della professoressa. L'IA chiede al giocatore di spegnere la macchina del tempo, anche se è costretta a difenderla a causa della sua programmazione. Al termine della lotta l'IA comprende che finché sarà attiva, la macchina del tempo non può essere spenta. Viaggia quindi nel passato, salutando per sempre il giocatore, Pepe e i suoi amici.

### Professor Turum
Appare solo in Pokémon Violetto. Il Professor Turum era anche un ex studente dell'Accademia Uva che ha svolto delle ricerche nell'Area Zero di Paldea.
Inizialmente contatta il giocatore perché si prenda cura di un Miraidon per aiutarlo a riprendere le forze.
Una volta che Miraidon ha riacquistato i suoi poteri, chiede al giocatore di riportare il Libro violetto nel suo laboratorio nell'Area Zero. Qui, il professore rivela di aver costruito una macchina del tempo con cui ha portato nel presente diversi Pokémon Paradosso, inclusi due esemplari di Miraidon, da un futuro lontano.
Secondo i dossier presenti nelle stazioni di monitoraggio, il professore ha scoperto la teracristallizzazione tramite un collegamento tra l'energia dei cristalli e un Pokémon misterioso presente nel fondo della voragine, creando un primo prototipo della Terasfera. Con la macchina del tempo da lui costruita, ha portato nel presente un Miraidon, il primo Pokémon proveniente dal futuro, e in seguito altri Pokémon dal futuro. Dopo la nascita di Pepe, la madre abbandona il professore. Poi crea una IA con tutti i suoi ricordi e le sue conoscenze scientifiche e un corpo uguale a lui. Successivamente trasferisce un altro esemplare di Miraidon dal futuro più aggressivo del primo.
Arrivato al Laboratorio Zero, il giocatore scopre che il vero professore è stato ucciso salvando il Miraidon debole dall'altro Miraidon più aggressivo in uno scontro per il territorio, e fino a quel momento ha interagito con il robot controllato dalla intelligenza artificiale con le sembianze del professore. L'IA chiede al giocatore di spegnere la macchina del tempo, anche se è costretto a difenderla a causa della sua programmazione. Al termine della lotta l'IA comprende che finché sarà attiva, la macchina del tempo non può essere spenta. Viaggia quindi nel futuro, salutando per sempre il giocatore e i suoi amici.

### Professor Neroli
È un ricercatore sul sonno dei Pokémon, appare per la prima volta in Pokémon Sleep.

## Associazioni

### Sviluppatori del Sistema Memoria Pokémon

#### Bill
Bill (ソネザキ マサキ?, Sonezaki Masaki) è l'inventore del Sistema Memoria Pokémon. In Rosso, Blu, Giallo e Rosso Fuoco e Verde Foglia abita a Miramare e chiede l'aiuto del protagonista per riottenere il suo corpo, scambiato con quello di un Clefairy nel corso di un esperimento finito male. Come ricompensa consegna al giocatore un biglietto per la M/N Anna. In Oro e Argento e Cristallo Bill va a trovare i suoi parenti a Fiordoropoli; una volta che la macchina del tempo è in funzione, consegna al giocatore un Eevee. Nell'anime Bill appare nel corso dell'episodio Il mistero del faro (Mystery at the Lighthouse), dove incontra Ash, Brock e Misty bloccato in un costume da Kabuto. È doppiato da Masaya Onosaka e in italiano da Luca Bottale e Massimo Di Benedetto (ridoppiaggio). Nel manga Pokémon Adventures rimane coinvolto nella sfida con il Team Rocket e con i Superquattro di Kanto, in cui assiste Giallo nella lotta contro Lorelei e Lt. Surge contro Bruno. Più tardi aiuta a contrastare i piani di Maschera di Ghiaccio e del Team Rocket e Giovanni presso il Settipelago.

#### Lanette
Lanette (マユミ?, Mayumi) è una sviluppatrice del Sistema Memoria Pokémon in Rubino e Zaffiro e Smeraldo. È la sorella di Colette. Nel manga Pokémon Adventures lei e Colette si recano a Kanto per aggiornare il Sistema Memoria Pokémon e renderlo compatibile con quello di Hoenn.

#### Colette
Colette (アズサ?, Azusa) è una sviluppatrice del Sistema Memoria Pokémon e la creatrice della Banca Pokémon. È presente in Pokémon Box: Rubino e Zaffiro e nell'applicazione Banca Pokémon. È la sorella di Lanette. Nel manga Pokémon Adventures lei e Lanette si recano a Kanto per aggiornare il Sistema Memoria Pokémon e renderlo compatibile con quello di Hoenn.

#### Celio
Celio (ニシキ?, Nishiki) è uno sviluppatore del Sistema Memoria Pokémon in Rosso Fuoco e Verde Foglia. Vive nel Settipelago ed è amico di Bill. Nel manga Pokémon Adventures Rosso e Blu gli affidano Verde, svenuta dopo l'incontro con Deoxys.

#### Bebe
Bebe (ミズキ?, Mizuki) è una sviluppatrice del Sistema Memoria Pokémon in Diamante e Perla e Platino.

#### Mico
Mico (ショウロ?, Shōro) è una sviluppatrice del Sistema Memoria Pokémon in Nero e Bianco e Nero 2 e Bianco 2. È la sorella di Zania.

### Assi Lotta
Catlina è l'Asso del Maniero Lotta nel Parco Lotta in Platino e Oro HeartGold e Argento SoulSilver, ma si rifiuta di combattere facendo lottare al proprio posto il suo maggiordomo Paride.

#### Alberta
Alberta (リラ?, Rira) è l'Asso della Torre Lotta nel Parco Lotta in Smeraldo e conferisce il Simbolo Abilità. In Sole e Luna Alberta compare come membro della Polizia Internazionale dopo un incidente che le ha causato la perdita della memoria. Insieme a Bellocchio guida il giocatore nella missione delle Ultracreature. Nell'anime Alberta appare per la prima volta nel corso dell'episodio Un'amica o una rivale? (Talking a Good Game). Vince facilmente la prima sfida contro Ash, ma nella rivicinta l'allenatore riesce a batterla. È doppiata da Akiko Kimura. Nel manga Pokémon Adventures Alberta dirige la resistenza contro Guile Hideout al Parco Lotta. L'uomo misterioso, che altri non è che Ivan, la prende temporaneamente in ostaggio in cambio di informazioni su Jirachi.

#### Spartaco
Spartaco (ウコン?, Ukon) è l'Asso del Palazzo Lotta nel Parco Lotta in Smeraldo e conferisce il Simbolo Spirito. Nell'anime Spartaco appare per la prima volta nel corso dell'episodio La crisi di Sceptile (Cutting the Ties that Bind). In Incontro nella Giungla (Ka Boom with a View) affronta e viene sconfitto da Ash Ketchum. È doppiato da Nachi Nozawa e Mario Scarabelli. Nel manga Pokémon Adventures Emerald lo affronta con la limitazione di non potere impartire ordini ai propri Pokémon, che devono lottare affidandosi esclusivamente al loro istinto. In seguito Spartaco partecipa alla battaglia contro Guile Hideout.

#### Savino
Savino (ダツラ?, Datsura) è l'Asso dell'Azienda Lotta nel Parco Lotta in Smeraldo e conferisce il Simbolo Conoscenza. Nell'anime Savino appare per la prima volta nel corso dell'episodio Articuno, il Pokémon leggendario (Numero Uno Articuno) e nell'episodio successivo viene battuto da Ash. È doppiato da Nobuyuki Hiyama. Nel manga Pokémon Adventures Savino l'Asso incaricato di sorvegliare i Pokémon del Parco Lotta ed è il primo ad accettare la sfida di Emerald.

#### Baldo
Baldo (ジンダイ?, Jindai) è l'Asso della Piramide Lotta nel Parco Lotta in Smeraldo e conferisce il Simbolo Audacia. Utilizza un trio di Pokémon leggendari. Nell'anime è chiamato Brandon ed è l'ultimo Asso del Parco ad affrontare Ash. Ne La banda al completo (Gathering the Gang of Four!), Ash ottiene la meglio dopo essere stato sconfitto due volte. Nell'episodio Scontro nella Piramide Lotta (A Pyramiding Rage!), in cui sconfigge l'allenatore Paul, Baldo viene chiamato Mariano. Nell'episodio successivo, I pilastri dell'amicizia (Pillars of Friendship), Baldo salva Regigigas con l'aiuto di Ash, Brock e Lucinda dalla cacciatrice di Pokémon J. È doppiato da Masayuki Komuro, Diego Sabre (stagione 9) e Luca Semeraro (stagione 12). Nel manga Pokémon Adventures Baldo possiede Regirock, Regice e Registeel, che ha catturato dopo che i tre sono scomparsi in seguito alla battaglia contro Groudon e Kyogre.

#### Tolomeo
Tolomeo (ヒース?, Hīsu) è l'Asso della Cupola Lotta nel Parco Lotta in Smeraldo e conferisce il Simbolo Tattica. Nell'anime Tolomeo appare per la prima volta nel corso dell'episodio Ash a Lezione di Strategia (Tactics Theatrics!) dove viene sconfitto da Ash. È doppiato da Kenta Miyake e Claudio Moneta.

#### Valentina
Valentina (コゴミ?, Kogomi) è l'Asso del Dojo Lotta nel Parco Lotta in Smeraldo e conferisce il Simbolo Valore. Nell'anime Valentina appare nel corso dell'episodio La Ruota del Parco (Wheel of Frontier), durante il quale viene sconfitta da Ash. È doppiata da Sanae Kobayashi e Elisabetta Spinelli.

#### Fortunata
Fortunata (アザミ?, Azami) è l'Asso della Serpe Lotta nel Parco Lotta in Smeraldo e conferisce il Simbolo Fortuna. Nell'anime Fortunata è presente nel corso dell'episodio 434 intitolato Ash contro la Regina Fortunata (Queen Of The Serpentine), in cui viene sconfitta da Ash. È doppiata da Atsuko Tanaka e Debora Magnaghi.

#### Palmer
Palmer (クロツグ?, Kurotsugu) è l'Asso della Torre Lotta nel Parco Lotta in Platino e Oro HeartGold e Argento SoulSilver. È inoltre presente in Diamante e Perla all'interno della Torre Lotta ed è il padre di Barry. Nell'anime Palmer appare per la prima volta nell'episodio Il tour del mistero! (Historical Mystery Tour!). Nella puntata successiva, Sfida contro un grande! (Challenging a Towering Figure!), sconfigge in battaglia Ash. È doppiato da Nobuyuki Hiyama. Nel manga Pokémon Adventures aiuta Lady Platina Berlitz nel suo viaggio attraverso il Mondo Distorto. È doppiato da Giorgio Bonino

#### Spino
Spino (ネジキ?, Neziki) è l'Asso dell'Azienda Lotta nel Parco Lotta in Platino e Oro HeartGold e Argento SoulSilver.

#### Dalia
Dalia (ダリア?, Daria) è l'Asso dell'Arena Lotta nel Parco Lotta in Platino e Oro HeartGold e Argento SoulSilver. Nel manga Pokémon Adventures Dalia affronta Lady Platina Berlitz scambiandosi le rispettive squadre di Pokémon. Inizialmente ha la meglio perché Platina si rifiuta di danneggiare le proprie creature, ma quando la ragazza trova finalmente il coraggio di contrattaccare, Dalia viene sconfitta.

#### Mara
Mara (ケイト?, Keito) l'Asso del Palco Lotta nel Parco Lotta in Platino e Oro HeartGold e Argento SoulSilver.

### Polizia Internazionale
La Polizia Internazionale (国際警察?) è un'organizzazione del mondo dei Pokémon che contrasta le imprese criminali presenti nelle varie regioni. Fa il suo esordio in Rosso Fuoco e Verde Foglia, in cui un agente si trova sulla M/N Anna. In Platino, Nero e Bianco e X e Y combatte le varie organizzazioni criminali, rispettivamente Team Galassia, Team Plasma e Team Flare, mentre in Sole e Luna indaga sulle Ultracreature. Il membro di spicco della Polizia Internazionale è l'agente Bellochio, inoltre anche il Kahuna Augusto fa parte dell'agenzia, così come l'Asso del Parco Lotta Alberta.

#### Bellocchio
Bellocchio (ハンサム?, Hansamu) è un membro della Polizia Internazionale. Appare per la prima volta in Platino, in cui indaga sul Team Galassia. In Nero e Bianco richiede l'assistenza del giocatore per arrestare i Sette Saggi del Team Plasma. In X e Y si spaccia per investigatore per indagare su Xante. Torna in Sole e Luna, dove collabora con il giocatore nel catturare le Ultracreature. Nell'anime Bellocchio appare per la prima volta nel corso dell'episodio Trappola sulla ferrovia (Frozen on Their Tracks). In La lotta leggendaria! (The Battle Finale of Legend!) arresta i membri del Team Galassia. Il personaggio compare nuovamente nella regione di Unima in Il piano segreto del Team Plasma! (Team Plasma's Pokémon Power Plot!). Nell'episodio Oltre la verità e gli ideali! (What Lies Beyond Truth and Ideals!) smantella il Team Plasma. Bellocchio è sulle tracce di Giovanni nella puntata L'inseguimento (The Chase) di Ash Ketchum e aiuta Chicco in La Magmapietra a impedire al Team Galassia di impossessarsi di Heatran. È doppiato da Masaki Terasoma e Matteo Zanotti.

### Ditta Ginkgo
La Ditta Ginkgo lavora dal suo carro al Villaggio Giubilo, fuori dalla Sede del Team Galassia.

#### Jinkor
È il capo della ditta Ginkgo. Dimostra una certa somiglianza con Corrado. Jinkor, insieme a Tsuiri, gestisce il carro della Ditta Ginkgo al Villaggio Giubilo. Si comporta in modo diverso dalla maggior parte dei negozianti. Non acquisterà strumenti dal giocatore e offrirà solo un assortimento casuale di merce attraverso un menu di dialogo anziché un menu di acquisto. Venderà articoli in set con uno sconto all'ingrosso rispetto ai normali negozianti. Offrirà anche al giocatore strumenti che non possono essere acquistati da nessun altro, anche se non dirà quali essi siano, dandone invece una vaga descrizione. Più avanti, Jinkor offrirà anche strumenti unici che possono essere acquistati solo una volta, come gli elettrodomestici che servono per far cambiare forma a Rotom. Cambierà le sue offerte ogni volta che il giocatore cattura 20 Pokémon. Una volta acquistato un articolo da Jinkor, non lo rivenderà più fino a quando il suo negozio non sarà aggiornato.

#### Ethelo
Dimostra una certa somiglianza con Camilla. Ethelo viene incontrato per la prima volta in Leggende Pokémon: Arceus dopo che il giocatore ottiene il suo Pokémon iniziale. Dopo aver lasciato il villaggio, Ethelo chiede al giocatore di lottare contro il suo Togepi e lo ricompensa con cinque Pozioni per la vittoria. Durante la missione in cui il giocatore va ad incontrare Riza alla Base della Landa, Ethelo gli parla della "tecnica segreta del colpo alle spalle" e di come usarla nella cattura e nelle lotte Pokémon. Più tardi, quando il giocatore sta per lasciare il Villaggio Giubilo per andare a calmare il Re delle foreste Kleavor, Ethelo compare per augurargli buona fortuna, raccomandandolo di usare a dovere il colpo alle spalle e dandogli delle Superpozioni. Dopo aver calmato il Pokémon regale, Ethelo ritrova il giocatore al suo ritorno al villaggio e gli chiede di vedere le due lastre che ha ottenuto da Wyrdeer e Kleavor, rispettivamente.
Ethelo fa poi apparizioni minori durante il gioco, consegnando strumenti in qualità di mercante della Ditta Ginkgo e incoraggiando gli sforzi del giocatore nel completare il Pokédex.
Quando Soruan esilia il giocatore dal Villaggio Giubilo, Ethelo lo cerca e gli offre il suo aiuto. Lo porta quindi alla Dimora Remota e lo presenta a Noesis, una discendente del popolo dei memordei che ha insegnato ad Ethelo la mitologia di Hisui. L'uomo accompagna il giocatore al Lago Verità, al Lago Valore e al Lago Arguzia mentre seguono il consiglio di Noesis di cercare la Catena Rossa. Si stabilisce inoltre in residenza temporanea presso la Dimora Remota, dove vende strumenti al giocatore a causa dell'impossibilità di accedere al negozio di Choi nel villaggio. Una volta assemblata la Catena Rossa, Ethelo, desideroso di poter finalmente capire lo svolgersi della storia di Hisui, segue il giocatore al Tempio di Sinnoh durante la missione volta ad impedire a Soruan di attaccare Dialga/Palkia in un maldestro tentativo di chiudere la spaccatura spazio-temporale. Vende di nuovo strumenti poco prima dell'ultima salita verso il tempio.
Dopo che Dialga/Palkia Forma Originale viene catturato, Ethelo incarica il giocatore di localizzare le restanti lastre. Si separa dal giocatore per condurre le sue ricerche mentre quest'ultimo cerca vari Pokémon leggendari e raccoglie le lastre mancanti. Successivamente, i due si incontrano di nuovo alla Dimora Remota, dove scoprono che Noesis ha sempre posseduto una delle lastre, usandola come tagliere senza essere consapevole del suo vero significato. Con solo la Lastratetra rimasta, Ethelo chiede al giocatore di incontrarlo al Tempio dei Memordei. Qui, riflette sull'esistenza di un Pokémon che potrebbe eguagliare Dialga e Palkia, ma che è stato bandito in un mondo sul lato opposto a quello reale, chiamato Giratina; l'uomo quindi si infervora e inizia a perdere la calma al pensiero di quanto sia vicino a scoprire la verità sulla mitologia di Hisui. Esprimendo frustrazione per lo stato del mondo attuale, spiega che ha sempre cercato di darsi delle risposte a tutte le sventure e a tutti i momenti tristi della sua vita e chiede al giocatore dove secondo lui potrebbe apparire una creatura come Giratina, bramosa di sfidare Arceus, deducendo che il luogo ideale sarebbe il Tempio di Sinnoh.
Al tempio, Ethelo osserva lo stato disastroso in cui versa, con "colonne in rovina appuntite come lance". Spogliandosi della sua falsa identità, Ethelo confessa che per incontrare Arceus è entrato in contatto con Giratina e gli ha fatto aprire lo squarcio spazio-temporale, ovvero la causa scatenante dell'ira dei Pokémon regali e della comparsa del giocatore a Hisui. Dopo essersi tolto la sua uniforme della Ditta Ginkgo, rivela di aver sempre posseduto la Lastratetra e ordina al giocatore di consegnargli il resto delle lastre in modo che possa incontrare e soggiogare Arceus, usando poi il suo potere per distruggere e ricreare il mondo. Sebbene offra al giocatore la possibilità di fermarlo sconfiggendolo in lotta, aggiunge che non esiterà a usare la forza per ottenere le lastre. Alla fine di una lunga e difficile lotta, Ethelo si scaglia con rabbia contro il giocatore, convinto del fatto che sia arrivato dallo squarcio spazio-temporale solo per intralciarlo. Tuttavia, percepisce con entusiasmo la sinistra presenza di un essere misterioso diretta verso tempio in rovina: Giratina emerge infatti da un varco ed Ethelo ne prende il controllo, ordinandogli di abbattere il giocatore. Segue uno scontro con Giratina ma, proprio mentre viene apparentemente sconfitto, il Pokémon scatena la sua vera forza e si trasforma nella sua Forma Originale.
Quando Giratina viene finalmente sconfitto, ritorna alla sua Forma Alterata e fugge, facendo perdere ad Ethelo completamente la calma. Accusando Giratina di essere fuggito da un umano, grida invano ad Arceus, nel disperato tentativo di sapere cosa gli manca per avvicinarsi a lui e chiedendosi se la sua sconfitta significhi davvero che il mondo non ha bisogno di essere ricreato da zero. L'uomo consegna quindi la Lastratetra al giocatore, affermando che la sua storia finisce con la sua sconfitta. Tuttavia, quando il Flauto memordei del giocatore si trasforma nel Flauto cielo, Ethelo si rende conto che Arceus ha scelto proprio il giocatore al posto suo e si infuria di nuovo, rifiutandosi di restare a guardare mentre altri realizzano il suo sogno di incontrare il Pokémon Primevo. Prima di andarsene, Ethelo giura che scoprirà tutti i segreti mitologici di Hisui e che s'impadronirà di Arceus, a prescindere da quanti anni, decenni o secoli ci vorranno.
Ethelo non comparirà più per il resto del gioco. Tuttavia, il Professor Laven in seguito rivelerà che Ethelo lo ha visitato per incoraggiarlo a finire il lavoro sul Pokédex e per dirgli che probabilmente sarebbe stata l'ultima volta che si sarebbero incontrati.

#### Shimaki
Si trova nel seminterrato della Sede del Team Galassia. Chiede al giocatore di trovare tracce del villaggio perduto dei suoi antenati al Pendio Valanga.

#### Tsuiri
Vende vari strumenti trovati ad Hisui.

## Docenti

### Docenti dell'Accademia Arancia\Uva

#### Clavel
Clavel (クラベル?, Clavell) è il preside dell'Accademia Uva (in Violetto) o dell'Accademia Arancia (in Scarlatto), All'inizio del gioco entra nella casa del giocatore per fargli sceglier uno starter tra Sprigatito, Quaxly o Fuecoco. È molto amico del Professor Turum (in Violetto) e della Professoressa Olim (in Scarlatto). Durante la storia Il viale della polvere di stelle, Clavel si traveste da studente chiamandosi Garoff aiutare il giocatore a capire le motivazioni del Team Star.

#### Zim
Zim (ジニア?, Zinnia) è il professore di biologia e il referente della classe del giocatore all'Accademia Arancia o all'Accademia Uva. È lui che ha sviluppato l'app Pokédex per lo smart Rotom.

#### Dendra
Dendra (キハダ?, Kihada) è l'insegnante di lotta all'Accademia Arancia o all'Accademia Uva. È amica d' infanzia della capopalestra Tulipa. Ha 25 anni ed è specializzata nel tipo lotta. In passato Dendra e Tulipa hanno lottato, stabilendo che chi avesse perso sarebbe stata in debito con l'altra. Dendra viene sconfitta, perciò quando non insegna si occupa della prova della Palestra di Las Brasas.

#### Mimosa
Mimosa (ミモザ?, Mimosa) è l'infermiera dell'Accademia Arancia o dell'Accademia Uva. Mimosa lavorava prima in un Centro Pokémon. Parlandole, si scopre che è stata bocciata all'esame per fare l'insegnante di educazione infermieristica, ma sentendo parlare il giocatore delle sue avventure, si motiva e decide di riprovare il test. Si scopre successivamente che lo ha passato e che dall'anno successivo diverrà insegnante ufficiale all'accademia.

#### Morasia
Morasia (レホール?, Raifort) è l'insegnante di storia dell'Accademia Arancia o dell'Accademia Uva. Nelle sue interazioni con il giocatore viene mostrata amare il passato e disprezzare la modernità, indirizzerà il giocatore alla ricerca del quartetto nefasto, un gruppo di quattro Pokémon leggendari originati da 4 artefatti antichi sigillati per i loro poteri pericolosi.

#### Guaro
Guaro (サワロ?, Saguaro) l'insegnante di economia domestica dell'Accademia Arancia o dell'Accademia Uva. Nonostante l'aspetto muscoloso e forzuto veste di rosa e adora i dolci.

#### Salvis
Salvis (セイジ?, Sage) è l'insegnante di lingue e il referente della classe di Pepe (la 2°G) all'Accademia Arancia o all'Accademia Uva. Durante le sue lezioni mostra il suo Pikachu per dimostrare come i Pokémon esprimono le loro emozioni. Si affeziona a un Pawmi che non fa versi e che catturerà. Quando il suo Pawmi inizierà ad emettere versi regalerà al giocatore un Meowth di Galar.

#### Thyma
Thyma (タイム?, Thyme) è l'insegnante di matematica all'Accademia Arancia o all'Accademia Uva. Era una Capopalestra specializzata nel tipo roccia. Sua sorella Lima, è una rapper ed è anche la Capopalestra specializzata nel tipo spettro di Neveria.

#### Oranzio
Oranzio (ハッサク Hassaku) è specializzato nel tipo drago. È l'insegnante di educazione artistica presso l'Accademia Uva o l'Accademia Arancia. Discendente di un clan di domadraghi gli ha abbandonati per abbracciare una carriera da insegnante. È molto sensibile e si commuove facilmente. Riveste anche il ruolo di quarto Superquattro alla Lega Pokémon.

## Altri personaggi

### Eugenius
Eugenius (ミナキ?, Minaki) è un esperto di Pokémon leggendari in Cristallo. È alla ricerca di Suicune assieme al suo amico Angelo. Nell'anime Eugenius è presente nell'episodio I campanelli rubati (For Ho-Oh the Bells Toll), in cui è in cerca di Suicune, e nello speciale Il leggendario Pokémon tuono (Legend of Thunder!), dove aiuta Jimmy, Marina e Jackson a difendere Raikou dal Team Rocket rappresentato da Attila, Hun ed il Professor Sebastian. Prova invidia verso Ash, in quanto l'allenatore ha visto il Pokémon leggendario Ho-Oh. Eugenius compare nuovamente nel sesto episodio di Ash Ketchum, Il ritorno. Nel manga Pokémon Adventures è alla ricerca di Suicune insieme ad Angelo e aiuta a combattere Maschera di Ghiaccio.

### Chicco
Chicco (バク?, Baku) è il fratello di Vulcano in Diamante e Perla e Platino. Chicco è presente all'interno del Monte Ostile ed è possibile incontrarlo all'interno della Torre Lotta. Nell'anime Chicco appare per la prima volta nel corso dell'episodio La caccia al tesoro! (Bucking the Treasure Trend!). Compare nuovamente nell'episodio La Magmapietra in Ash Ketchum, dove aiuta Bellocchio a combattere contro il Team Galassia. È doppiato da Akeno Watanabe.

### Demetra
Demetra (モミ?, Momi) è un'allenatrice presente nei pressi del Bosco Evopoli e all'interno della Torre Lotta in Diamante e Perla e Platino. Nell'anime Demetra appare per la prima volta nel corso dell'episodio Il miele incantato (Some Enchanted Sweetening) e nei due episodi successivi. È inoltre la protagonista dell'episodio L'antico château di Ash Ketchum. È doppiata da Maria Kawamura e in italiano da Daniela Fava e Martina Felli (Pokémon Generazioni).

### Marisio
Marisio (ゲン?, Gen) è un allenatore presente in Diamante e Perla, Platino e Oro HeartGold e Argento SoulSilver. Consegna al protagonista un uovo di Riolu e in Platino dona inoltre la MN 04, contenente Forza. Appare in seguito alla Torre Lotta. Nell'anime si chiama Fabiolo ed appare per la prima volta nel corso di Pace dello spirito, addio (Steeling Peace of Mind!). L'allenatore e il suo Lucario compaiono nuovamente nell'episodio successivo, Salviamo il mondo dalla rovina! (Saving the World From Ruins!). È doppiato da Yū Mizushima e Renato Novara.

### Andy & Torn
Andy & Torn (ノボリとクダリ?, Nobori & Kudari) sono i capometrò del Metrò Lotta in Nero e Bianco e Nero 2 e Bianco 2. Nell'anime i due gestiscono il servizio metropolitano a Sciroccopoli e appaiono per la prima volta nel corso dell'episodio Beheeyem, Duosion e il ladro di sogni! (Beheeyem, Duosion and the Dream Thief!), mentre negli episodi Caos dal sottosuolo! (Crisis from the Underground Up!) e Lotta metropolitana! (Battle for the Underground!) aiutano Ash Ketchum, Iris e Spighetto a recuperare i Pokémon rubati dal Team Rocket. In Caccia al timbro! (Lost at the Stamp Rally!) Andy & Torn affrontano Ash e Spighetto in una lotta doppia riuscendo a batterli. Sono doppiati rispettivamente da Kensuke Satō e Kiyotaka Furushima.

### Zania
Zania (マコモ?, Makomo) è una ricercatrice specializzata nello studio degli allenatori e dei sogni dei Pokémon in Nero e Bianco e Nero 2 e Bianco 2. Amica della professoressa Aralia, è la creatrice del C-Gear. In Nero e Bianco dona al protagonista la MN 01 contenente Taglio e permette l'accesso alla funzionalità Pokémon Dream World. Zania è inoltre amica della Professoressa Magnolia, personaggio presente nel RAdar Pokémon. Nell'anime Zania appare nell'episodio L'energia dei sogni! (Dreams by the Yard Full!). È doppiata da Maria Kawamura.

### Alexia
Alexia (パンジー?, Panjī) è una giornalista di Luminopoli sorella di Violetta in X e Y. Nell'anime Ash, Iris e Spighetto incontrano Alexia nell'Isola del Raccolto. La giornalista accompagna i protagonisti nel loro viaggio attraverso le Isole Cristalline diretti verso la regione di Kanto, utilizzando una telecamera per filmare il suo reportage. È doppiata da Aya Endō e Tania De Domenico. Nel manga Pokémon Adventures Alexia e Violetta intervistano Y a Borgo Bozzetto, ma vengono interrotte dall'arrivo di Xerneas e Yveltal.

### AZ
AZ (AZ?, Ē Zetto) è un uomo misterioso riconoscibile per la sua altezza elevata di quasi tre metri in X e Y. Viene rapito da Elisio e durante la prigionia incontra il protagonista e rivela di essere un antico e immortale re di Kalos, antenato di Elisio, che utilizzò un'arma distruttiva per mettere fine a una lunga guerra, ma facendo sì che il suo amato Floette lo abbandonasse disgustato. Dopo che il giocatore diventa Campione della Lega Pokémon, AZ lo sfida in una lotta, al termine della quale capisce i suoi errori e Floette torna da lui. Nell'anime AZ appare nell'episodio La redenzione di Ash Ketchum, in cui sfida Calem venendo sconfitto. A fine episodio si riunirà al suo Floette. Nel manga Pokémon Adventures si ricongiunge, dopo tremila anni, al Floette a cui è sempre stato legato.

### Cetrillo
Cetrillo (コンコンブル?, Concombre) è il nonno di Ornella in X e Y. Dona al giocatore il Megacerchio. Nell'anime Ash Ketchum, Serena, Lem e Clem lo incontrano per la prima volta in La grotta delle sfide! (The Cave of Trials!). Affronta sua nipote in una sfida Pokémon riuscendo a batterla, inoltre fa da arbitro nello scontro il palestra tra Ornella e Ash che vede quest'ultimo come vincitore. È doppiato da Unshō Ishizuka.

### Clem
Clem (ユリーカ?, Eureka) è la sorella di Lem in X e Y. Prima della lotta nella palestra di Luminopoli, Clem sottopone il giocatore a dei quiz e solo dopo averli superati è possibile affrontare Lem. Nell'anime Clem appare per la prima volta nel corso dell'episodio Kalos, dove iniziano i sogni e le avventure! (Kalos, Where Dreams and Adventures Begin!), in cui insieme al fratello conosce Ash Ketchum, appena giunto a Kalos dalla regione di Kanto. Clem e Lem decidono di viaggiare con Ash nella regione di Kalos, inoltre anche Serena si unirà al gruppo. Clem ambisce a diventare un'allenatrice, è una bambina vivace che ama i Pokémon. Durante il viaggio Clem e gli altri incontrano un Pokémon sconosciuto, Clem decide di portarlo con sé chiamandolo Mollicino; alla conclusione della Lega Pokémon di Kalos a Luminopoli, il Team Flare mette in pericolo la città e si scopre che Mollicino è la Forma Nucleo di Zygarde, di cui il Team Flare prende il controllo. Clem riesce però a fare rinsavire il Pokémon, il quale si scaglia contro Elisio, il leader del Team Flare. È doppiata da Mika Kanai e Valentina Pallavicino. Nel manga Pokémon Adventures Clem affronta il Team Flare combattendo insieme a Lem, X, Alexia e Violetta.

### Manuel Oak
Manuel Oak (ナリヤ・オーキド?, Nariya Ōkido) è un ricercatore di Pokémon di Alola, cugino del professor Oak in Sole e Luna. Indaga sulle forme regionali presenti sul territorio. Nell'anime Manuel Oak appare per la prima volta nel corso dell'episodio Alola a una nuova avventura! (Alola to New Adventure!), dove è presentato come il preside della Scuola Pokémon di Mele Mele. Qui Ash e Delia Ketchum gli consegnano un uovo Pokémon speditogli dal cugino Samuel. È doppiato da Unshō Ishizuka e Claudio Moneta. Nel manga Pokémon Adventures Manuel Oak prende parte al torneo Pokémon di Lili come arbitro durante gli incontri.

### Morel
Morel (リュウキ?, Ryūki) è un allenatore specializzato in Pokémon di tipo Drago. In Pokémon Sole e Luna è possibile affrontarlo sul Monte Lanakila una volta che il giocatore ottiene il titolo di Campione. In Ultrasole e Ultraluna il giocatore può affrontare Morel a Malie. Appare nell'anime, nell'episodio Puntare al massimo livello! (Aiming for the Top Floor!) dove affronta Kawe riuscendo a batterlo, successivamente combatterà contro Ash venendo sconfitto. Nel manga giunge ad Alola allo scopo di sfidare le Ultracreature, alleandosi con Vicio, catturando Moon e imprigionandola alla Æther Paradise, anche se poi Iridio riuscirà a salvarla.

### Brandobaldo e Scudobaldo
Brandobaldo (ソッド?, Sōdo) e Scudobaldo (シルディ?, Shirudī) sono fratelli, nonché discendenti della famiglia reale che un tempo regnava su Galar. Usando il Desiostelle intendono trasformare i Pokémon leggendari Zamazenta e Zacian in creature feroci così da metterli in cattiva luce agli occhi della popolazione di Galar, in quanto da loro ritenuti colpevoli di avere messo in ombra la famiglia reale quando salvarono la regione.

### Noesis
Noesis (コギト?, Cogito) appare per la prima volta in Leggende Pokémon: Arceus. Noesis vive da sola nella Dimora Remota ed ha un'ampia conoscenza delle leggende di Hisui. Dopo che il giocatore è stato mandato via dal Villaggio Giubilo, Ethelo lo guida alla Dimora Remota e Noesis racconta di un artefatto leggendario chiamato Catena Rossa che avrebbe potuto unire il mondo e far sparire la spaccatura spazio-temporale sul Monte Corona, specificando che i materiali devono essere ottenuti dai Guardiani dei laghi: una volta che sono stati raccolti si reca alle Rovine Brumose per lavorarli. Dopo che è stata ottenuta la Origin Ball riappare al Villaggio Giubilo.
Nel post-game spiega al giocatore dove trovare la maggior parte delle lastre rimanenti; una volta ottenute regala la Lastraspiritello, che lei aveva utilizzato come un tagliere fingendo di non conoscerne la natura.
Dopo che sono state ottenute tutte e diciotto le lastre riappare alla Sede del Team Galassia e racconta delle Forze della Natura, raccomandando al giocatore di tornare da lei quando avrà completato le loro voci del Pokédex; una volta fatto ciò rivela che ne esiste un'altra e invoca Enamorus, con cui ha viaggiato per Hisui. Dopo che Enamorus è stata catturata Noesis regala al giocatore il Verispecchio, dicendo che non ha più nulla da dare.

### Rea
È una professoressa dell' Istituto Mirtillo è inoltre discendente di Calligaris. Il suo sogno è trovare Galapagos e provare che il suo antenato avesse ragione. È introdotta dei DLC di Pokémon Scarlatto e Violetto.

### Litha
È una fotografia originaria di Sinnoh giunta a Nordivia in cerca di un determinato Pokémon. Sembra condividere una certa somiglianza con Damon.
È introdotta nei DLC di Pokémon Scarlatto e Violetto.